# THEカラオケ★バトル
『THEカラオケ★バトル』（ザ・カラオケ・バトル）は、2014年4月からテレビ東京系で放送されている歌番組・バラエティ番組。番組内でカラオケ大会を開催し、歌のプロ、アマチュアを問わず、第一興商の精密採点のカラオケマシンが判断した得点によって、出場者の中から優勝者を決める。

## 概要
2006年9月22日から不定期に放送されていた元祖カラオケ採点番組『カラオケ★バトル』の内容を変更し、2014年4月23日から 『THEカラオケ★バトル』とタイトルを改め、水曜19時台でレギュラー化した番組。
司会は従来と同じく堺正章と繁田美貴が務めるほか、柳原可奈子が加わった。
毎回テーマや出場者のカテゴリーを決めて、出場者を局側で選定もしくは一般から募集を行って対戦する。採点に使用するカラオケマシン（満点は100.000点）を提供している第一興商のカラオケDAM関連サイトからも応募可能。
『カラオケ★バトル』時代は一世を風靡した歌手が自身のヒット曲で歌に自信のあるタレントと対決するといった『THE夜もヒッパレ』的な比較的娯楽要素が強い番組であったが、特にシリーズ化された大会においては真剣勝負の色合いが非常に強くなっている。

## 番組編成
初回は放送時間を拡大し、18:57 - 20:49の2時間スペシャルでの放送。2014年は1時間の通常編成通りの放送が多かったが、2015年からは2時間スペシャルが増加。1時間での放送は2015年7月22日を最後にそれ以降は行われていない。
水曜19時台でアニメ以外の番組が放送されるのは、『いい旅・夢気分』以来12年半ぶり、音楽系番組に至っては『歌のビッグファイト!』以来24年半ぶりとなる。またTX水曜の番組が19時またぎになるのは、1980年4月から9月24日まで18:45 - 19:15で放送されたアニメ『アニメ世界童話集』以来実に33年半ぶりで、「『テレビ東京』改名後」と「非アニメ番組」は史上初。
2時間SPの場合、2014年までは、通常19:55に編成している各局別ミニ番組を20:49に繰り下げていたのを、2015年からは20:10 - 20:14に繰り下げ・1分短縮のうえ、一旦中断による2部制での放送とし、20:54まで放送する様に変更した。そして同年7月からは、先述のミニ番組を19:45 - 19:49に繰り上げ、引き続き一旦中断2部制放送に変更した。同年10月からは、20:54枠のミニ番組廃枠に伴い、2時間SP時は21:00までの放送となり、先述のミニ番組も20:10 - 20:14に戻った。2015年10月14日・2016年3月16日の4時間SPは先述のミニ番組は20:35 - 20:39に内包した。また直後番組への接続は、通常はジャンクション・ステブレ入りだが、2015年2月11日放送分（2時間SP）での直後番組『永遠の0』（第一夜）への接続は、初のステブレレスになり、また2015年10月から『ソレダメ!〜あなたの常識は非常識!?〜』から『水曜エンタ』への接続がステブレレスに変更されたため、2時間SPの時のみステブレレス接続する様に変更された。
2016年4月6日より、放送時間を2分繰り上げ・7分拡大し、18:55 - 20:00での放送となった。これに伴い2時間SPは、中断を廃止して18:55 - 21:00での放送となった。2時間SPでの放送が主体となっており、隔週放送となった。
2017年10月11日から20時台の『ソレダメ!〜あなたの常識は非常識!?〜』との枠交換により、当番組は19:54 - 21:00に変更された。
2019年3月をもって5年間にわたるレギュラー放送を終了し、今後は『カラオケ★バトル』時代に近い不定期放送（『池の水ぜんぶ抜く』〈毎月1回日曜19:54 - 21:54〉よりも頻度は低い。）となるが、実際には『日曜ビッグバラエティ』（日曜19:54 - 21:54）の休止代替番組扱いで放送する。
2020年10月から『日曜ビッグバラエティ』の放送時間が日曜18:30 - 21:00に変更になったため、当番組も2020年10月11日から放送時間が日曜18:30 - 21:00に変更された。
2023年4月から『日曜ビッグバラエティ』の放送時間が25分縮小され日曜18:55 - 21:00に再度変更されたため、当番組も同時間に変更された。
2023年10月8日から『日曜ビッグバラエティ』の放送時間が25分繰り上げ・5分縮小され日曜18:30 - 20:30に再度変更されたため、当番組も2023年10月15日から同時間に変更された。
2024年4月から『日曜ビッグバラエティ』の放送時間が20分拡大され日曜18:30 - 20:50に再度変更されたため、当番組も2024年9月15日から同時間に変更された。

## シリーズ化された大会
出場者は大きくはプロ・アマチュア・U-18(18歳以下)にカテゴリー分けがされている。
番組内でのプロとのアマチュアの線引きは厳密には定義されているわけではないが学生でない場合は何らかの芸能活動をしていればプロ、音楽と関係がない職業であればアマチュアとされる事が多い。
歌の異種格闘技戦
歌手、ミュージカル俳優、声優、宝塚OGなど歌に関連した幅広い職業の出場者により優勝が争われる。プロおよびその分野においての著名人が出場する大会であり、あまりアマチュアは出場しない。
常連の出場者に番組最多優勝回数を誇る城南海がいるのに加え、2015年以降トップ7のRiRiKAや翠千賀の出場も増え、出場者のハイレベル化が進んでいる。
出場者は番組側から出演依頼を行うことが多いが、それと並行して、芸能事務所所属者を対象としたオーディションが行なわれており、その模様が番組内で時々放送されており、高橋りな、山本剛史、智本莉加(昭和浪漫プロジェクト)などがオーディションを経て出場している。
このシリーズの派生で、出場者を女性のみ、男性のみに限定した「最強女子ボーカリストNo.1決定戦」、「最強男子ボーカリストNo.1決定戦」、初出場者のみの「歌の異種格闘技戦 ルーキーズカップ」も開催されている。
アマチュア大会(全国No.1選手権および最強アマ集結!歌うま王決定戦!)
歌に自信のあるアマチュアにより優勝が争われる大会であり、一般応募により出場者が選定される。常連の出場者は多くないが、出場の度に反響の大きい林部智史が2013年の『カラオケ★バトル』全国No.1選手権時代から毎回出場していた。
U-18大会(U-18歌うま甲子園ほか)
18歳以下の出場者により優勝が争われる大会。歌手を目指している出場者が多数であるが、インディーズではあるがCDを発売している堀優衣やプロ歌手のさくらまやも出場しており、プロ・アマチュアの制限はない。
常連の出場者に後述するU-18四天王がおり、優勝はもちろんの事、予選突破もかなりの難関となっている。初出場者のみの大会「U-18歌うま甲子園 新人戦」も開催されている。
また、12歳以下に限定されたU-12大会も過去3度開催された。
都道府県対抗!ご当地歌うま王決定戦
アマチュア主体の出身都道府県別の代表1名による対決が行われる。ただし、18歳以下の者も都道府県を代表して出場している。
大学生大会日本一決定戦
大学生の出場者により優勝が争われる大会。2016年10月19日「大学日本一決定戦」から行なわれている。大学院生も出場。
チャンピオンズカップ
全国各地で行なわれている歌の大会(カテゴリ「日本の音楽コンクール」参照)優勝者やカラオケ世界大会  (Karaoke World Championships) の優勝者や日本代表者により優勝が争われる大会。
ビッグタイトル(年間チャンピオン決定戦および春のグランプリ)
2大タイトルとも呼ばれ、番組内での大会の最高峰に位置する。年2回4時間スペシャルで行われ番組内での好成績者を一同に集めた大会。詳細はトップ8およびシーズンの節を参照。

## 大会のルール

### 採点に使用される機種
第1回から第32回まではLIVE DAM(DAM-XG5000R)搭載の精密採点DXが使用されていた。
第33回の「ファンタジーソング王選手権」ではソロの出演者はLIVE DAM搭載の精密採点DX、デュエットの出場者はLIVE DAM STADIUM(DAM-XG7000)搭載の精密採点DXデュエットを使用するという風に混在して使用された。
第34回以から第128回まではLIVE DAM STADIUM(DAM-XG7000)搭載の精密採点DX-G(デュエットでは精密採点DXデュエット)が使用されていた。
なお精密採点DX-Gでは「テクニックに応じたボーナスポイント」という加点機能が追加されたが、番組では、ボーナス点加算前の得点のみが対決に使用された。
第39回の「最強男子ボーカリストNo.1決定戦」以降、音程正確率が高く、音程バーに虹色の視覚効果が表示された際に効果音が鳴らされるようになった。
なお、出場者が100点満点を獲得したときや決勝で僅差の決着になった際に、収録スタジオにある副調整室のモニターが映し出されることがある。これは得点操作(いわゆるやらせ)を行っていない、という事を示している。
番組独自の得点カウンターやその際画面左下に表示されるカラオケマシンの画面キャプチャーしたものであれば、(あくまで技術的にはであるが)得点操作も不可能ではないが、結果画面をカメラで撮影するというアナログな方法の場合にはほぼ不可能である。

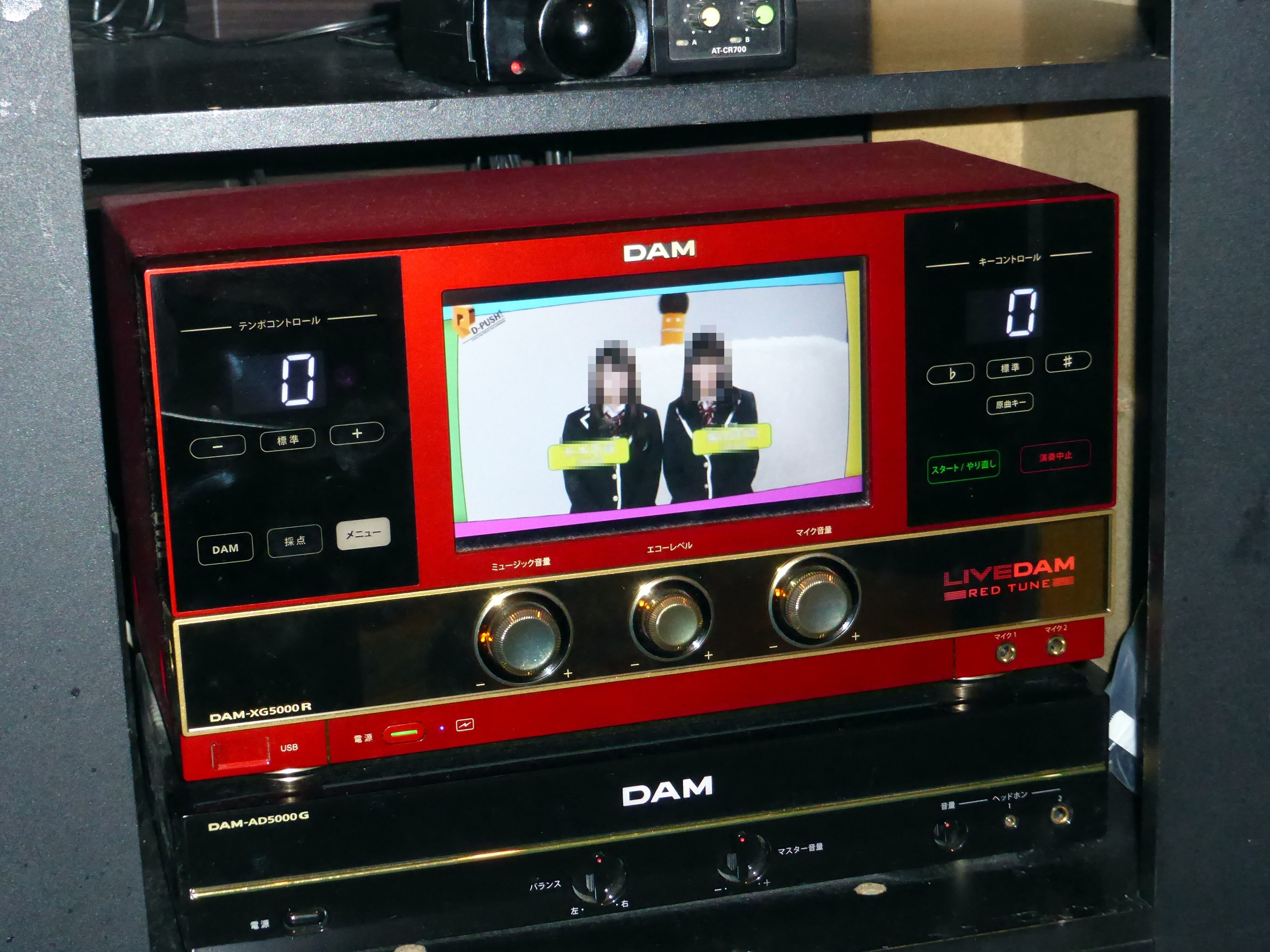
第1回から第33回まで番組で使用されたLIVE DAM
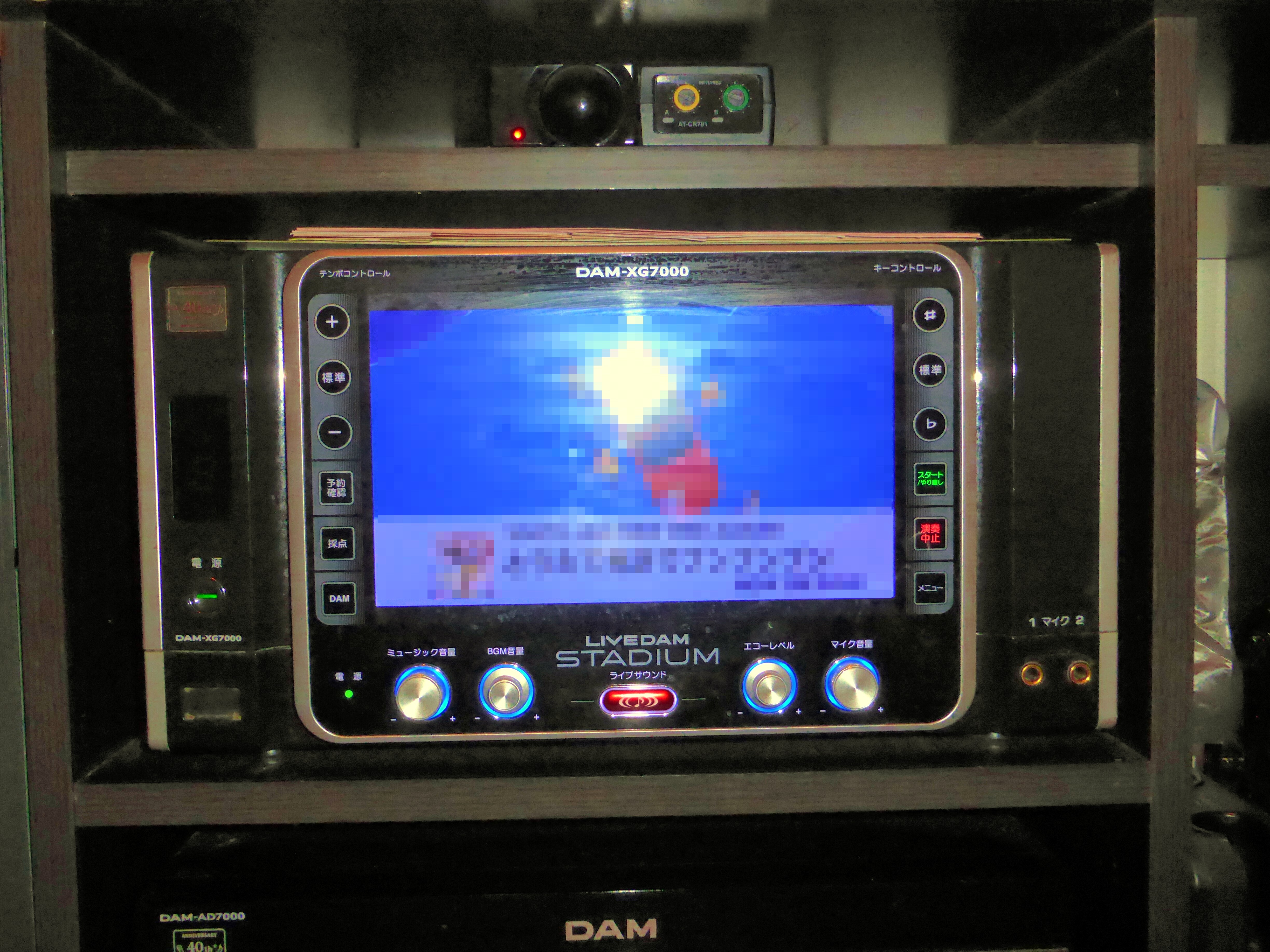
第33回以降番組で使用されているLIVE DAM STADIUM

### 対決方式
現在はブロック方式で行われることが多い。予選と決勝が行われる大会では予選の得点は持ち越さず(チーム対抗戦を除く)、純粋に決勝で獲得した得点が1番高い出場者が優勝となる。
- 決勝で100点満点獲得者が複数名いた場合は100点満点獲得者のうちの予選での得点が高い出場者が優勝。
- 予選、決勝ともに100点満点獲得者が複数名いた場合は同時優勝(『2016年間チャンピオン決定戦』で3名同時優勝となった)。

ブロック方式
- 出場者が3から4のブロックに振り分けられ、1曲ずつ歌い、各ブロック上位1名が決勝に進出。(4時間スペシャルでは各ブロック上位2名)
- 決勝では予選の得点が低い順に歌う。
- 第30回「最強アマ集結!歌うま王決定戦!」以降の2時間以上の放送の際はこの方式で行われている。
- ブロックの振り分け方法や歌唱順については説明がないが、各ブロックに優勝経験者を配した後に、挑戦者を振り分けているように見える。こうすれば、あるブロックが全員初出場者となることがなく、決勝で僅差となりやすくなる。

1曲勝負
- 出場者全員が1曲ずつ歌い、得点が1番高い出場者が優勝となる。
- 1時間放送の場合に適用されるが、2015年7月22日を最後に1時間での放送は行われていない。

上位3名決勝進出方式
- 出場者全員が予選で1曲ずつ歌い、得点上位3名が決勝に進出。暫定3位までは決勝進出者用に用意された席に座って全員が歌い終わるのを待つ。
- 決勝では予選の得点が低い順に歌い、決勝での得点が1番高い出場者が優勝となる。
- M-1グランプリに近い方式といえる。(敗者復活はない)
- 第28回「歌の異種格闘技戦5」まで2時間放送の際はこの方式で行われていた。

トーナメント方式
- 出場者が1対1で1曲ずつ歌い、得点が高い者が勝ち抜けとなる。
- この方式のみ決勝まで進出した2名は3曲歌うことになる。
- この方式は第20回「2014 U-18最強トーナメント」にのみ適用された。

チーム対抗戦
チーム全員で歌うメドレー曲の得点とチームの代表者が歌う曲の得点の合計で1番高いチームが優勝となる。この方式は第12回「芸能界メドレーバトル」にのみ適用された。
団体戦
出場者を2チームに分け、1対1で1曲ずつ歌い、得点が高い者が勝ち。勝ち数が多いチームが優勝となる。この方式は第44回「最強プロ VS U-18四天王 新春ドリームマッチ」にのみ適用された。

### ブロック方式補足説明
予選の各ブロックで100点満点獲得者が複数名いた場合、獲得者全員が決勝進出となる。
決勝での歌唱順は2時間放送の場合、2016年10月19日の「2016大学日本一決定戦」まではAブロック勝者、Bブロック勝者、Cブロック勝者の順に歌う。2016年11月2日「最強女子ボーカリストNo.1決定戦5」からは予選の得点が低い順に歌う方式に変更された。3時間以上の放送では当初から予選の得点が低い順に歌う方式であった。

### 歌唱曲
歌唱曲は基本的には出場者が自由に選曲できる。ただし、予選と決勝は曲を変えねばならず、同じ楽曲を歌うことは禁止されている（他の出場者が歌った曲を歌うことは可能）。また、港のヨーコ・ヨコハマ・ヨコスカや母に捧げるバラードといった大半が台詞で構成されている曲も禁止となっている。大会によっては「泣ける曲」や「ファンタジーソング」などのテーマが定められている事もあり、その場合はテーマに沿った曲を選ぶ必要がある。また、歌唱者自身の持ち歌やCDなどでカバーした事がある曲を選ぶ事は禁止されていない。(第22回「歌の異種格闘技戦4」に木山裕策が自身の持ち曲の「home」を決勝で歌い優勝した。)
曲のキーの高さについては変更が可能になっている。曲の速さ(テンポ)は通常変更されることはないが、第32回「歌の異種格闘技戦6」において浪曲師の真山隼人が「ヘビーローテーション」を元の速さから大幅に遅くして浪曲風に歌った。
なお、本放送時は歌詞と音程バーがテレビの下に表示されるが、収録時は、スタジオ内のモニターに表示されるのは歌詞だけで音程バーは非表示となる。歌唱者は、音程バーを頼りに音程をとることができない状態で歌っていることになる。

## MC
- 堺正章 - 番組内では「オーナー」と呼ばれている。
- 藤井由依 - 2023年4月9日放送回から出演。
- 柳原可奈子

2019年4月14日放送回から産休。代役として毎回異なる「スペシャルサポーター」が出演（2023年2月26日・4月9日放送回は起用されなかった）。
1. 2022年10月9日放送回：檀れい
2. 2022年11月13日放送回：広瀬香美
3. 2022年12月25日放送回：浅野ゆう子
4. 2023年1月1日放送回：大地真央
5. 2023年1月22日・3月26日放送回：南野陽子

- 武田鉄矢 - 堺の代役。

## 過去の出演者
- 繁田美貴- 2019年9月29日放送回まで。
- ホラン千秋 - 柳原の代役。2019年6月23日放送回から2020年9月27日放送回まで。
- 森香澄- 2019年10月13日放送回に繁田の代打として初登場[14]。2019年11月17日放送回で正式に就任し2023年3月26日放送回まで。

## ナレーション
- 山寺宏一 - 2025年2月23日放送回を担当。
- 服部潤
- 今村直樹 - 採点解説VTRのマシン博士
- 白石小百合 - 採点解説VTRのマイクちゃん
- 林勇

## 「THEカラオケ★バトル」に出場後、メジャーデビューした歌手
注：括弧内はデビュー年月日、契約レーベル
- 林部智史　(2016年2月24日、avex trax)
- 海蔵亮太　(2018年6月27日、日本クラウン)
- おかゆ　(2019年5月1日、ビクターエンターテインメント)
- 鈴木杏奈　(2021年12月1日、avex pictures)
- 舞乃空　(2023年2月8日、日本クラウン)
- 梅谷心愛　(2023年7月5日、徳間ジャパンコミュニケーションズ)
- 佐々木麻衣 (歌手)　(2023年9月20日、日本クラウン)
- 中村唯人　(2025年6月4日、徳間ジャパンコミュニケーションズ)

## 放送リスト
すべて日本標準時。優勝者の歌唱曲と得点は決勝のもの。
放送内容の詳細はgooテレビ番組などを参照。
得点の下にリンクがあるものはYouTube公式チャンネルのフルサイズ歌唱動画へのリンクとなっている。

### LIVE DAM 時代
2014年4月23日 - 2015年7月8日
LIVE DAM(精密採点DX)を採点に使用した。
第33回では、精密採点DXと精密採点DXデュエットが混在した。

| 水曜日 18:57 - 19:55 枠（第1回 - 第33回） | 水曜日 18:57 - 19:55 枠（第1回 - 第33回）            | 水曜日 18:57 - 19:55 枠（第1回 - 第33回）             | 水曜日 18:57 - 19:55 枠（第1回 - 第33回）    | 水曜日 18:57 - 19:55 枠（第1回 - 第33回） | 水曜日 18:57 - 19:55 枠（第1回 - 第33回） | 水曜日 18:57 - 19:55 枠（第1回 - 第33回） | 水曜日 18:57 - 19:55 枠（第1回 - 第33回） | 水曜日 18:57 - 19:55 枠（第1回 - 第33回）                                                                                          |
| 回                                        | サブタイトル                                         | 放送日                                                | 優勝者                                       | 優勝者                                    | 優勝者                                    | 他の 決勝進出者                           | 他の出場者 | ゲスト |
| 回                                        | サブタイトル                                         | 放送日                                                | 名前                                         | 歌唱曲                                    | 得点                                      | 他の 決勝進出者                           | 他の出場者 | ゲスト |
| 2014年                                    | 2014年                                               | 2014年                                                | 2014年                                       | 2014年                                    | 2014年                                    | 2014年                                    | 2014年 | 2014年 |
| ----------------------------------------- | ---------------------------------------------------- | ----------------------------------------------------- | -------------------------------------------- | ----------------------------------------- | ----------------------------------------- | ----------------------------------------- | --- | --- |
| 1                                         | 芸能界得点王春の陣                                   | 4月23日 18:57 - 20:49                                 | 水森かおり                                   | あなた                                    | 96.146                                    | アンミカ 藤田朋子                         | 市川春猿、梅沢富美男、加藤清史郎、草野仁、小林幸子、春香クリスティーン、ベガス味岡、堀内孝雄、水野裕子、モト冬樹、泰葉 | |
| 2                                         | 全国No.1選手権！春の陣                               | 5月14日 18:57 - 20:49                                 | 佐々木麻衣                                   | 二輪草                                    | 98.354                                    | 林部智史 久保田雅                         | 佐久間智代、徳田嘉忠、渡邉蒼、副島龍之介、萱野夏紀、出雲大輔、村上文子、左座守、鈴木繭美、松田三枝子、陣内孝則(特別参加) | 森昌子、陣内孝則 |
| 3                                         | 歌うま外国人                                         | 5月21日                                               | アノーラ(ウズベキスタン)                     | いい日旅立ち                              | 97.250                                    |                                           | フランス、イギリス、ジンバブエ、フィリピン、中華人民共和国ほか出身者 | 平尾昌晃、山川豊、柴田理恵、ボビー・オロゴン                                                                                       |
| 4                                         | U-12歌うまキッズ1                                    | 5月28日                                               | 佐々木麻衣                                   | また君に恋してる                          | 99.054                                    |                                           | 鈴木杏奈、所谷彩未、小椋康平、三津間奈央、東亜樹、橋本峻、森昌子(特別参加) | 森昌子、戸田恵子、杉浦太陽、福田彩乃                                                                                               |
| 5                                         | 歌のお仕事代表 NO.1選手権                            | 6月4日 18:57 - 20:49                                  | 坂元健児                                     | Tomorrow never knows                      | 97.888                                    | 彩乃かなみ 古川亜美                       | 篠崎愛、奥華子、松本梨香、海蔵亮太、田才靖子、榊原郁恵、麻倉未稀、時任良治、YURIKiKi | 森昌子、戸田恵子、杉浦太陽、福田彩乃                                                                                               |
| 6                                         | なりきり歌うま                                       | 6月18日                                               | 西尾夕紀                                     | レット・イット・ゴー(松たか子版)          | 97.116                                    |                                           | 原口あきまさ、友近、針谷紀久子、芋洗い熊係長、ほいけんた、こんちはる、荒井りえ | 中川翔子、岡田圭右、庄野真代 |
| 7                                         | 歌の異種格闘技戦1                                    | 7月9日 18:57 - 20:49                                  | 城南海                                       | 乾杯                                      | 97.961                                    | YUICHIRO 清水良太郎                       | どぶろっく、篠崎愛、保田圭、ささきいさお、松井月杜、AKANE、舞風りら、今村一貴 | 早見優、いしだ壱成、井上裕介（NON STYLE）、おのののか                                                                              |
| 8                                         | 有名歌手のDNA                                        | 7月16日                                               | 神部冬馬                                     | なごり雪                                  | 97.645                                    |                                           | 舞坂ゆき子、尾身美詞、武川アイ、前川紘毅、水町レイコ | 中川翔子、敦士、DAIGO、大川栄策 |
| 9                                         | 国民的アイドルソングスペシャル                       | 7月23日                                               | 田島奈美                                     | DESIRE -情熱-                             | 98.372                                    |                                           | 城南海、穐田和恵、松本伊代、鈴木繭美、江利奈、小川弘幸、海蔵亮太、鈴木杏奈 | 松本伊代、YOU、益若つばさ、はんにゃ、江利奈                                                                                        |
| 10                                        | U-18歌うま甲子園1                                    | 7月30日 18:57 - 20:49                                 | 堀優衣                                       | 少年時代                                  | 97.954                                    | まゆみゆ 山下永玖                         | 梅本紡生、野崎真央、渡邉蒼、井本春陽、小山田祐輝、米田周平、松崎莉沙 | 平尾昌晃、KABA.ちゃん、藤本美貴、流れ星                                                                                            |
| 11                                        | ドラマ主題歌スペシャル                               | 8月6日                                                | 神部冬馬                                     | やさしくなりたい                          | 96.926                                    |                                           | 宮川一朗太、増田英彦（ますだおかだ）、ジェニファー、長尾太、田村加奈子、有路好幸、山口健、若島史佳 | 宮川一朗太、IVAN、中村昌也、福田彩乃                                                                                               |
| 12                                        | 芸能界メドレーバトル 2時間スペシャル                 | 8月20日 18:57 - 20:49                                 | チーム奄美大島（中孝介、我那覇美奈、城南海） | 瞳をとじて                                | 98.224                                    |                                           | チームミュージシャン（森口博子、島谷ひとみ、m.c.A・T）、チーム 宝塚（姿月あさと、遼河はるひ、舞風りら）、チーム モーニング娘。OG（保田圭、新垣里沙、紺野あさ美）、チーム路線バスの旅マドンナ（藤田朋子、ちはる、宮地真緒）、チーム はるな愛（はるな愛、木下隆行（TKO）、JOY） | |
| 13                                        | ハーモニー歌うま王                                   | 9月3日                                                | まゆみゆ                                     | WINDING ROAD                              | 95.012                                    |                                           | 芽夢ちさと＆中島大介、清水良太郎＆カオル（ダブルネーム）、海蔵亮太＆山田めぐみ、KAZUKI＆YOUKI(Gently)、左座守＆左座彩音 | 深沢敦、YOU、DAIGO、パンサー、ラブリ                                                                                               |
| 14                                        | 失恋ソング歌うま王                                   | 9月10日                                               | 城南海                                       | Time goes by                              | 99.039                                    |                                           | 河合美智子、林部智史、萱野夏紀、橋本峻、長谷川奈美 | クリス松村、遠野なぎこ、ユージ、福田彩乃                                                                                           |
| 15                                        | 歌の異種格闘技戦2 2時間スペシャル                    | 9月17日 18:57 - 20:49                                 | 七瀬りりこ                                   | 瑠璃色の地球                              | 98.492                                    | 徳永ゆうき ソンミ                         | 蒼井翔太、たかはし智秋、佐藤仁美、 前田薫里（川崎純情小町☆）、杉山愛、ダイアモンド☆ユカイ、神奈月 | 平尾昌晃、古閑美保、ナイツ、JOY、絵美里                                                                                            |
| 16                                        | U-18最強王者決定戦1                                  | 10月15日 18:57 - 20:49                                | 堀優衣                                       | 君をのせて                                | 98.702                                    | 佐々木麻衣 角田龍一                       | まゆみゆ、鈴木杏奈、小椋康平、原田真由美、久保田雅、番匠谷紗衣、西岡龍生、松崎莉沙 | 船越英一郎、柴田理恵、テリー伊藤、敦士、平山あや、北原里英                                                                         |
| 17                                        | ファンタジーソング王選手権                           | 10月22日                                              | 秋夢乃                                       | パート・オブ・ユア・ワールド              | 97.775                                    |                                           | 春香クリスティーン、JYONGRI、安田啓佑、松原凜子、森本亜沙美、浅沼亮介 | 井森美幸、西村知美、岡田圭右、武山浩三、太田博久（ジャングルポケット）、斉藤慎二（ジャングルポケット）、上田昌幸（ツートンカラー） |
| 18                                        | どこよりも早いクリスマス＆冬のラブソング歌うま選手権 | 11月5日                                               | 城南海                                       | 雪の華                                    | 98.018                                    |                                           | 森口博子、遼河はるひ、田之倉大樹、時任良治、石田純一、岩本舞 | 太川陽介、石田純一、KABA.ちゃん、益若つばさ、JOY、広瀬香美(VTR)                                                                    |
| 19                                        | 歌の異種格闘技戦3                                    | 11月19日 18:57 - 20:49                                | 城南海                                       | OH MY LITTLE GIRL                         | 98.538                                    | 七瀬りりこ MEME(ケラケラ)                 | 倉舘麻美、蒼井翔太、JOY、杜このみ、Ki-Yo、高橋ユウ、浅沼亮介、松本えいじ | 平尾昌晃、YOU、キャイ〜ン、井上裕介（NON STYLE）、おのののか、細川たかし（VTR）                                                    |
| 20                                        | U-18最強トーナメント                                 | 12月24日 18:57 - 20:49                                | 佐々木麻衣                                   | 愛のままで…                               | 98.872                                    | さくらまや                                | 角田龍一、西川怜伽、堀優衣、藤井菜央、ウィラコーンわたる、鈴木杏奈 | テリー伊藤、柴田理恵、中山秀征、JOY、北原里英                                                                                      |
| 2015年                                    |                                                      |                                                       |                                              |                                           |                                           |                                           | | |
| 21                                        | 全国No.1選手権 2時間スペシャル                       | 1月7日 （第1部）18:57 - 20:10 （第2部）20:14 - 20:54  | 林部智史                                     | Only Human                                | 99.198                                    | せびっちゃマンボ 遠藤かおり               | 里歩寿、馳平、菅沼田至恩、奥田寛之、合田友紀、小林達矢、山口ひかる、樫原大輔、船堂美嘉 | テリー伊藤、あき竹城、白石美帆、岡田圭右、鈴木あきえ、城南海（VTR）、伊原木隆太（VTR）                                             |
| 22                                        | 歌の異種格闘技戦4 2時間スペシャル                    | 2月11日 （第1部）18:57 - 20:10 （第2部）20:14 - 20:54 | 木山裕策                                     | home                                      | 98.106                                    | 冨田麗香 秋夢乃                           | 篠崎愛、大江裕、徳永ゆうき、えまおゆう、ELISA、 英明、YUICHIRO、藤澤ノリマサ、Nob（高柳隆伸） | 宮本亜門、高橋真麻、北斗晶、佐々木健介、マギー、敦士                                                                               |
| 23                                        | U-12歌うまキッズ2                                    | 2月18日                                               | 鈴木杏奈                                     | いい日旅立ち                              | 99.468                                    |                                           | 平内真矢、渡邉蒼、小出夏花、笠原丞、森本ゆりあ | テリー伊藤、勝俣州和、藤本美貴、IMALU                                                                                              |
| 24                                        | 100点ホルダースペシャル                              | 2月25日                                               | 遠藤昌和                                     | また君に恋してる                          | 100.000                                   |                                           | 堀優衣、林部智史、田島奈美、佐々木麻衣、せびっちゃマンボ | 石田純一、はるな愛、DAIGO、河西智美                                                                                                |
| 25                                        | 出張版！日本から世界まで歌うま大発掘スペシャル       | 3月4日                                                | 該当なし                                     |                                           |                                           |                                           | 澤愛香ほか徳之島の歌うま、佐世保の歌うま、フィリピンの歌うま | 島崎和歌子、JOY、鈴木あきえ |
| 26                                        | チャンピオンズカップ                                 | 3月18日 （第1部）18:57 - 20:10 （第2部）20:14 - 20:54 | 城南海                                       | 流星群                                    | 98.497                                    | 伊藤ゆり fumika                           | 山口健、草薙さゆり、中村美国、 小松美琴、大坪慎太郎・知佳、小林竜之、中村幸綱、手島章斗（SOLIDEMO） | 石塚英彦、井森美幸、古閑美保、ジャングルポケット、今井華                                                                           |
| 27                                        | U-18最強王者決定戦2                                  | 4月1日 （第1部）18:57 - 20:10 （第2部）20:14 - 20:54  | 鈴木杏奈                                     | 聖母たちのララバイ                        | 99.471                                    | 堀優衣 佐々木麻衣                         | 角田龍一、東出さよこ、工藤昂生、鳥居れな、ウィラコーンわたる、小寺聖夏、西岡龍生、伊舎堂さくら、大山未夢 | テリー伊藤、船越英一郎、柴田理恵、つるの剛士、筧美和子                                                                             |
| 28                                        | 歌の異種格闘技戦5                                    | 4月8日 （第1部）18:57 - 20:10 （第2部）20:14 - 20:54  | 七瀬りりこ                                   | ミオ・アモーレ                            | 98.572                                    | 高良結香 つるの剛士                       | 坂元健児 Raychell 市川猿弥 近藤孝行 朝倉さや 恵聖 神園さやか 佐々木和也（ SOLIDEMO ） | テリー伊藤、紫吹淳、KABA.ちゃん、おのののか、岡田圭右                                                                              |
| 29                                        | 歌うま発掘旅in台湾                                   | 4月22日                                               | 該当なし                                     |                                           |                                           |                                           | シャン・ホエリンほか台湾の歌うま、城山美穂子(山川豊の妹) | 泉谷しげる、藤本美貴、はるな愛、JOY、NON STYLE                                                                                     |
| 30                                        | 最強アマ集結!歌うま王決定戦!                         | 4月29日 （第1部）18:57 - 20:10 （第2部）20:14 - 20:54 | 林部智史                                     | あなたに逢いたくて                        | 99.644                                    | せびっちゃマンボ 最上谷敬一               | 横地翔、若杉はるな、中村章、武田花絵、門田しほり、小嶋恵輔、中山知代、辻大貴、澤愛香 | 青島広志、勝俣州和、IMALU、杉浦太陽、鈴木あきえ、JOY                                                                               |
| 31                                        | 泣ける名曲グランプリ                                 | 5月27日                                               | 林部智史                                     | ひまわりの約束                            | 98.982                                    |                                           | 【最優秀泣ける歌唱賞】藤田麻衣子「手紙 〜愛するあなたへ〜」 | 敦士、佐野ひなこ、スザンヌ、住吉美紀、デーモン閣下                                                                                 |
| 32                                        | 史上初7冠なるか!?歌うま頂上決戦 歌の異種格闘技戦6    | 6月3日 （第1部）18:57 - 20:10 （第2部）20:14 - 20:54  | 城南海                                       | メロディー                                | 99.077                                    | RiRiKA 木山裕策                           | 翠千賀 徳永ゆうき ディアナ・ビジャモンテ ( 世界カラオケ 優勝) たかはし智秋 fumika 小野田龍之介 ELISA 真山隼人 テイル ( Block B ) | テリー伊藤、真琴つばさ、はるな愛、NON STYLE、武田梨奈                                                                              |
| 33                                        | ファンタジーソング王選手権                           | 7月8日 （第1部）18:57 - 19:45 （第2部）19:49 - 20:54  | 翠千賀                                       | 星に願いを                                | 99.380                                    | 城南海＆林部智史 藤岡正明                 | 清水彩花 宇都宮直高 彩乃かなみ JYONGRI 秋夢乃 玉木碧 三遊亭究斗 松原凜子＆工藤和真 草薙さゆり | 宮本亜門、戸田恵子、勝俣州和、渡辺直美、足立梨花、上田昌幸（ツートンカラー）                                                       |

### LIVE DAM STADIUM 時代
2015年7月22日 - 2019年9月29日
LIVE DAM STADIUM(精密採点DX-G、精密採点DXデュエット)を採点に使用した。
| 水曜日 18:57 - 19:55 枠（第34回 - 第50回） | 水曜日 18:57 - 19:55 枠（第34回 - 第50回）      | 水曜日 18:57 - 19:55 枠（第34回 - 第50回）             | 水曜日 18:57 - 19:55 枠（第34回 - 第50回） | 水曜日 18:57 - 19:55 枠（第34回 - 第50回） | 水曜日 18:57 - 19:55 枠（第34回 - 第50回） | 水曜日 18:57 - 19:55 枠（第34回 - 第50回）       | 水曜日 18:57 - 19:55 枠（第34回 - 第50回） |        |
| 回                                         | サブタイトル                                    | 放送日                                                 | 優勝者                                     | 優勝者                                     | 優勝者                                     | 他の 決勝進出者                                  | 他の出場者 |        |
| 回                                         | サブタイトル                                    | 放送日                                                 | 名前                                       | 歌唱曲                                     | 得点                                       | 他の 決勝進出者                                  | 他の出場者 |        |
| 2015年                                     | 2015年                                          | 2015年                                                 | 2015年                                     | 2015年                                     | 2015年                                     | 2015年                                           | 2015年 | 2015年 |
| ------------------------------------------ | ----------------------------------------------- | ------------------------------------------------------ | ------------------------------------------ | ------------------------------------------ | ------------------------------------------ | ------------------------------------------------ | --- | ------ |
| 34                                         | 最強ハーモニー！プロVSアマ頂上決戦              | 7月22日                                                | 大坪慎太郎＆知佳                           | WINDING ROAD                               | 98.310                                     |                                                  | テツandトモ 羽咲まな ＆ 彩星りおん つるの剛士 ＆ 相川七瀬 浅沼亮介＆平井萌花 植木茉優＆実優 |        |
| 35                                         | U-18歌うま甲子園2                               | 8月5日 （第1部）18:57 - 19:45 （第2部）19:49 - 20:54   | 堀優衣                                     | 桃色吐息                                   | 99.877                                     | 佐藤奈奈 間聖次朗                                | 佐々木麻衣 鈴木杏奈 角田龍一 西川怜伽 石井敦子 ( のど自慢 2014 優勝 ) 藤井舞乃空 工藤昂生 市川周 中村仁                                                                                               |        |
| 36                                         | 最強アマ集結!歌うま王決定戦!                    | 8月26日 （第1部）18:57 - 19:45 （第2部）19:49 - 20:54  | せびっちゃマンボ                           | 糸                                         | 99.355                                     | 林部智史 三好乃武士                              | 伊藤ゆり 門田しほり 柳光絵 天野秀紀 石谷嘉章 難波志保美 最上谷敬一 小林友里花 小島秀晃 |        |
| 37                                         | 歌の異種格闘技戦7                               | 9月2日 （第1部）18:57 - 19:45 （第2部）19:49 - 20:54   | 城南海                                     | Another Orion                              | 99.292                                     | RiRiKA 垣内りか                                  | 白石稔 浜端ヨウヘイ 佐々木秀実 工藤和馬 MITSUAKI MEME ( ケラケラ ) 冨田麗香 原田優一 アンソニー・モンティウス・マギー ( 世界カラオケ 優勝)                                                            |        |
| 38                                         | 都道府県対抗!ご当地歌うま王決定戦               | 9月16日 （第1部）18:57 - 19:45 （第2部）19:49 - 20:54  | 西岡龍生                                   | 上を向いて歩こう                           | 99.457                                     | 鈴木杏奈 小山内創祐                              | 林部智史 笠松実夕 ( Fun×Fam ) 佐野建太 伊舎堂さくら 石井敦子 ( のど自慢 2014 優勝 ) 山口健 東亜樹 栗林聡子 折茂有希乃                                                                                 |        |
| 39                                         | 最強男子ボーカリストNo.1決定戦                  | 10月7日 （第1部）18:57 - 20:10 （第2部）20:14 - 21:00  | 藤岡正明                                   | 瞳をとじて                                 | 98.268                                     | オーイシマサヨシ 友石竜也                        | 白石稔 MITSUAKI 川上大輔 徳永ゆうき 斎藤司 ( トレンディエンジェル ) 苑 ( 摩天楼オペラ ) つるの剛士 川島ケイジ ベガス味岡 水木一郎                                                                     |        |
| 40                                         | 2015 年間チャンピオン決定戦4時間スペシャル      | 10月14日 （第1部）18:57 - 20:35 （第2部）20:39 - 22:48 | 林部智史                                   | LOVE〜Destiny〜                            | 100.000                                    | 城南海 RiRiKA 翠千賀 七瀬りりこ 堀優衣           | 角田龍一 せびっちゃマンボ 鈴木杏奈 西岡龍生 川上大輔 垣内りか 神部冬馬 麻倉未稀 fumika 高良結香 つるの剛士 ディアナ・ビジャモンテ ( 世界カラオケ 優勝) 森口博子 徳永ゆうき MEME ( ケラケラ ) 藤岡正明 |        |
| 41                                         | U-18歌うま甲子園3                               | 11月25日 （第1部）18:57 - 20:10 （第2部）20:14 - 21:00 | 角田龍一                                   | even if                                    | 99.346                                     | 元永航太 佐々木麻衣                              | 工藤昂生 山口真衣花 鈴木杏奈 東出紗世子 沖元舞子 西岡龍生 植田万里奈 間聖次朗 山田七海 |        |
| 42                                         | 最強女子ボーカリストNo.1決定戦                  | 12月9日 （第1部）18:57 - 20:10 （第2部）20:14 - 21:00  | 藤田麻衣子                                 | PIECE OF MY WISH                           | 98.486                                     | 七瀬りりこ 冨田麗香                              | 塩ノ谷早耶香 秋夢乃 misono 福田彩乃 藤田朋子 Raychell 高橋ユウ 川村真洋 ( 乃木坂46 ) 水森かおり |        |
| 43                                         | 歌の異種格闘技戦8                               | 12月23日 （第1部）18:57 - 20:10 （第2部）20:14 - 21:00 | 城南海                                     | Hello, Again                               | 99.757                                     | RiRiKA 翠千賀                                    | 法月康平 木山裕策 EMILY (HONEBONE) コヌ ( MYNAME_ ) 森恵 津田英佑 川島ケイジ オーイシマサヨシ 恵聖 (城勝流宗家)                                                                                       |        |
| 2016年                                     |                                                 |                                                        |                                            |                                            |                                            |                                                  | |        |
| 44                                         | 最強プロ VS U-18四天王 新春ドリームマッチ       | 1月1日（金） 14:00 - 16:00                             | プロ軍団                                   |                                            |                                            |                                                  | プロ軍団: U-18軍団: |        |
| 45                                         | 都道府県対抗!ご当地歌うま王決定戦2              | 1月13日 （第1部）18:57 - 20:10 （第2部）20:14 - 21:00  | せびっちゃマンボ                           | 幸せな結末                                 | 99.562                                     | 西岡龍生 伊藤ゆり                                | 森本ゆりあ 岡本幸太 西川怜伽 小嶋恵輔 指宿桃子 小椋康平 山田七海 杉嶌ミカ 田村加奈子 |        |
| 46                                         | 歌の異種格闘技戦9                               | 1月27日 （第1部）18:57 - 20:10 （第2部）20:14 - 21:00  | RiRiKA                                     | つばさ                                     | 99.612                                     | 城南海 宮本美季                                  | 杜このみ fumika EMILY (HONEBONE) 玉木碧 松阪ゆうき 苑 ( 摩天楼オペラ ) 広瀬友祐 翠千賀 スヒョン ( U-KISS )                                                                                            |        |
| 47                                         | U-18歌うま甲子園4                               | 2月10日 （第1部）18:57 - 20:10 （第2部）20:14 - 21:00  | 鈴木杏奈                                   | FU-JI-TSU                                  | 99.455                                     | 佐々木麻衣 坂本有香                              | 竹野留里 工藤昂生 山口真衣花 山田悠生佳 西岡龍生 石橋陽彩 角田龍一 アルメリノ・アナリン |        |
| 48                                         | 最強女子ボーカリストNo.1決定戦2                 | 2月24日 （第1部）18:57 - 20:10 （第2部）20:14 - 21:00  | 宮本美季                                   | カブトムシ                                 | 99.351                                     | 七瀬りりこ 垣内りか                              | 神園さやか 津吹みゆ 森恵 MEME ( ケラケラ ) 百千糸 中ノ森文子 Raychell LiLiCo 岸野里香 ( NMB48 ) |        |
| 49                                         | 年間得点TOP22集結!春のグランプリ4時間スペシャル | 3月16日 （第1部）18:57 - 20:35 （第2部）20:39 - 22:48  | 堀優衣                                     | あなたに逢いたくて                         | 100.000                                    | 林部智史 翠千賀 宮本美季 RiRiKA せびっちゃマンボ | 西岡龍生 伊藤ゆり 鈴木杏奈 角田龍一 佐々木麻衣 七瀬りりこ (トップ6陥落) 垣内りか Raychell 徳永ゆうき 松阪ゆうき 森恵 EMILY (HONEBONE) 藤田麻衣子 オーイシマサヨシ fumika 城南海(トップ6陥落)          |        |
| 50                                         | 3rdシーズン開幕！プロ激オシ新星歌うま決定       | 3月23日 （第1部）18:57 - 20:10 （第2部）20:14 - 21:00  | 中村萌子                                   | 瞳はダイアモンド                           | 99.160                                     | MARIA-E 結城安浩                                 | ジェニファー 佐野マユ香 川島ケイジ 岡村麻由佳 増村エミコ 岩崎衣理 Ryohei ( Unlimited tone ) ヤマト ( はやぶさ ) 古堅怜美                                                                              |        |

| 水曜日 18:55 - 20:00 枠（第51回 - 第86回） | 水曜日 18:55 - 20:00 枠（第51回 - 第86回） | 水曜日 18:55 - 20:00 枠（第51回 - 第86回）             | 水曜日 18:55 - 20:00 枠（第51回 - 第86回） | 水曜日 18:55 - 20:00 枠（第51回 - 第86回） | 水曜日 18:55 - 20:00 枠（第51回 - 第86回） | 水曜日 18:55 - 20:00 枠（第51回 - 第86回）          | 水曜日 18:55 - 20:00 枠（第51回 - 第86回） |
| 回                                         | サブタイトル                               | 放送日                                                 | 優勝者                                     | 優勝者                                     | 優勝者                                     | 他の 決勝進出者                                     | 他の出場者 |
| 回                                         | サブタイトル                               | 放送日                                                 | 名前                                       | 歌唱曲                                     | 得点                                       | 他の 決勝進出者                                     | 他の出場者 |
| 2016年                                     | 2016年                                     | 2016年                                                 | 2016年                                     | 2016年                                     | 2016年                                     | 2016年                                              | 2016年 |
| ------------------------------------------ | ------------------------------------------ | ------------------------------------------------------ | ------------------------------------------ | ------------------------------------------ | ------------------------------------------ | --------------------------------------------------- | --- |
| 51                                         | U-18春の歌うま大甲子園 '16春               | 4月6日 （第1部）18:55 - 19:00 （第2部）19:00 - 22:00   | 堀優衣                                     | ORION                                      | 99.888                                     | 鈴木杏奈 佐々木麻衣 竹野留里 西岡龍生               | ウィラコーンわたる 藤井菜央 小豆澤英輝 橋本峻 藤井舞乃空 江藤香織 角田龍一 横川温花 坂本有香 元永航太 酒井あゆみ                                         |
| 52                                         | 歌の異種格闘技戦10                         | 5月4日                                                 | 宮本美季                                   | 空と君のあいだに                           | 99.401                                     | RiRiKA 渡辺江里子 (阿佐ヶ谷姉妹)                    | たつたはるみ 結城安浩 中村萌子 石井雅登 高橋りな Ms.OOJA 西田あい 喜多修平 翠千賀                                                                        |
| 53                                         | 全国統一 最強歌うま王決定戦                | 5月18日                                                | せびっちゃマンボ                           | 岬めぐり                                   | 100.000                                    | 門田しほり 間聖次朗                                 | 伊藤ゆり 小山内創祐 EMILY (HONEBONE) 谷本隆成 シャニクワ ビゼル 三好乃武士 佐野マユ香 萱野夏紀 樺田定治                                                  |
| 54                                         | 最強女子ボーカリストNo.1決定戦3            | 6月1日                                                 | 城南海                                     | I believe                                  | 100.000                                    | 宮本美季 沼尾みゆき                                 | 川村真洋 ( 乃木坂46 ) 高橋りな AKANE LIV 藤田麻衣子 福田彩乃 SILVA 前田玲奈 MARIA-E 国貞雅子                                                             |
| 55                                         | U-18歌うま大甲子園 '16夏の3時間SP          | 6月22日 （第1部）18:55 - 19:00 （第2部）19:00 - 21:54  | 堀優衣                                     | 夢先案内人                                 | 99.978                                     | 鈴木杏奈 佐久間彩加 角田龍一 藤井舞乃空             | 飯森陽 石橋陽彩 元永航太 小豆澤英輝 江藤香織 西村実莉 佐々木麻衣 穴水佑輔 金浜菜夏美 和智日菜子 西岡龍生                                                 |
| 56                                         | チャンピオンズカップ2016                   | 7月13日                                                | 竹野留里                                   | 涙そうそう                                 | 99.530                                     | 大坪慎太郎＆知佳 fumika                             | 齊藤伶奈 石井敦子 木村文香 工藤和真 藤井舞乃空 エドアルド 森下春菜 間聖次朗 牧野由里香                                                                   |
| 57                                         | 歌の異種格闘技戦11                         | 7月27日                                                | 翠千賀                                     | 見上げてごらん夜の星を                     | 99.419                                     | 城南海 徳永ゆうき                                   | 結城安浩 加藤凱也 渡辺江里子 ( 阿佐ヶ谷姉妹 ) YOMA (斬波) 森恵 彩星りおん 高橋怜也 Ryohei ( Unlimited tone ) 宮本美季                                    |
| 58                                         | 全国統一 最強歌うま王決定戦                | 8月17日                                                | 平野光市郎                                 | 道                                         | 99.030                                     | 門田しほり 工藤昴生                                 | 遠藤かおり 副島龍之介 三好乃武士 間聖次朗 菊地麻子 鈴木裕人 柳光絵 川田浩行 伊藤ゆり                                                                     |
| 59                                         | 最強女子ボーカリストNo.1決定戦4            | 8月31日                                                | RiRiKA                                     | 夏の終わり                                 | 98.916                                     | 中村萌子 森恵                                       | MARIA-E EMILY (HONEBONE) 木村美穂 ( 阿佐ヶ谷姉妹 ) 小林日奈子 中里亜美 AKANE LIV 朝倉さや fumika 光上せあら                                              |
| 60                                         | U-18歌うま甲子園5                          | 9月7日                                                 | 鈴木杏奈                                   | 白いパラソル                               | 100.000                                    | 竹野留里 角田龍一                                   | 上垣ひなた 西岡龍生 佐々木麻衣 前田麻耶 安大智 佐久間彩加 丸山純奈 小豆澤英輝 藤井舞乃空                                                                 |
| 61                                         | 歌の異種格闘技戦12                         | 9月28日 （第1部）18:55 - 19:00 （第2部）19:00 - 20:58  | RiRiKA                                     | いのちの歌                                 | 100.000                                    | 松阪ゆうき 沼尾みゆき                               | MARIA-E 木山裕策 松原凜子 湊あかね ( predia ) 安藤常光 ( 金沢大学 教授) 彩星りおん ケビン ( U-KISS ) 羽山みずき YOMA (斬波)                              |
| 62                                         | 2016年間チャンピオン決定戦                 | 10月12日 （第1部）18:55 - 19:00 （第2部）19:00 - 22:48 | 翠千賀                                     | 蘇州夜曲                                   | 100.000                                    | 堀優衣 鈴木杏奈 城南海 RiRiKA                       | 角田龍一 竹野留里 平野光市郎 佐々木麻衣 せびっちゃマンボ(トップ6陥落) 徳永ゆうき 森恵 冨田麗香 fumika MARIA-E 松阪ゆうき 沼尾みゆき 結城安浩 中村萌子    |
| 62                                         | 2016年間チャンピオン決定戦                 | 10月12日 （第1部）18:55 - 19:00 （第2部）19:00 - 22:48 | 林部智史                                   | 翳りゆく部屋                               | 100.000                                    | 堀優衣 鈴木杏奈 城南海 RiRiKA                       | 角田龍一 竹野留里 平野光市郎 佐々木麻衣 せびっちゃマンボ(トップ6陥落) 徳永ゆうき 森恵 冨田麗香 fumika MARIA-E 松阪ゆうき 沼尾みゆき 結城安浩 中村萌子    |
| 62                                         | 2016年間チャンピオン決定戦                 | 10月12日 （第1部）18:55 - 19:00 （第2部）19:00 - 22:48 | 宮本美季                                   | Hello, my friend                           | 100.000                                    | 堀優衣 鈴木杏奈 城南海 RiRiKA                       | 角田龍一 竹野留里 平野光市郎 佐々木麻衣 せびっちゃマンボ(トップ6陥落) 徳永ゆうき 森恵 冨田麗香 fumika MARIA-E 松阪ゆうき 沼尾みゆき 結城安浩 中村萌子    |
| 63                                         | 2016大学日本一決定戦                       | 10月19日                                               | 上野友梨奈                                 | 栄光の架橋                                 | 98.723                                     | 東出紗世子 木村文香                                 | 龍田ももこ、内田栄輝、白坂絢奈、間聖次朗、長嶋李菜、山崎真礼、多田海人、野田愛実、内藤加菜                                                               |
| 64                                         | 最強女子ボーカリストNo.1決定戦5            | 11月2日                                                | RiRiKA                                     | NAO                                        | 99.440                                     | 二宮愛 川村真洋 (乃木坂46)                          | EMILY(HONEBONE)、吉沢梨絵、森恵、湊あかね(predia)、misono、高橋りな、中里亜美、ハッカドロップス、中村萌子                                                |
| 65                                         | 全国統一2016最強歌うま王決定戦             | 11月16日                                               | せびっちゃマンボ                           | 君をのせて                                 | 99.233                                     | 平野光市郎 伊藤ゆり                                 | 牛尾都、鈴木裕人、三好乃武士、木村文香、大坪慎太郎＆知佳、門田しほり、菊地麻子、飯高順仁、山口健                                                         |
| 66                                         | U-18歌うま大甲子園 2016王座決定戦          | 11月23日 （第1部）18:55 - 19:00 （第2部）19:00 - 22:48 | 鈴木杏奈                                   | White Love                                 | 99.802                                     | 堀優衣 安大智 佐久間彩加 西岡龍生                   | 小豆澤英輝、稲石さくら、角田龍一、石橋陽彩、前田麻耶、元永航太、土屋和也、大塚真里奈、深川史那(音楽塾ヴォイス)、藤井舞乃空                               |
| 67                                         | 歌の異種格闘技戦13                         | 12月21日                                               | RiRiKA                                     | 長い間                                     | 99.367                                     | 安藤常光 松原凜子                                   | 中井智彦、稼木美優、結城安浩、MARIA-E、遥奈瞳、翠千賀、久宝留理子、木島ユタカ、二宮愛                                                                    |
| 2017年                                     |                                            |                                                        |                                            |                                            |                                            |                                                     | |
| 68                                         | U-18・アマ・大学生統一王座決定戦2017       | 1月1日 20:54 - 23:55                                   | せびっちゃマンボ                           | 乾杯                                       | 99.848                                     | 鈴木杏奈 平野光市郎 佐久間彩加 門田しほり           | 竹野留里、角田龍一、藤井舞乃空、伊藤ゆり、前田麻耶、上野友梨奈、元永航太、堀優衣、山﨑真礼、西岡龍生、三好乃武士                                         |
| 69                                         | 歌の異種格闘技戦14                         | 1月18日                                                | 翠千賀                                     | いっそ セレナーデ                          | 99.640                                     | 宮本美季 中村萌子                                   | オーイシマサヨシ、森恵、清水彩花、髙橋正典、湊あかね(predia)、稼木美優、徳永ゆうき、高橋りな、都乃                                                       |
| 70                                         | チャンピオンズカップ2017                   | 2月8日                                                 | 佐久間彩加                                 | いい日旅立ち                               | 99.396                                     | 前田麻耶 海蔵亮太                                   | 岡本幸太、江藤香織、浅野江里子、井形亮介、ナガオカ智、髙橋正典、藤田ひとみ、菅原優也、さあや                                                             |
| 71                                         | U-18歌うま甲子園6 四天王入れ替え戦         | 2月22日                                                | 竹野留里 (四天王入り)                      | おんなの出船                               | 99.873                                     | 佐々木麻衣 佐久間彩加 元永航太                      | 中原櫻乃、藤井舞乃空、富金原佑菜、前田麻耶、岩佐茉彩、角田龍一(四天王陥落)、山口泰輝、西岡龍生                                                           |
| 72                                         | 歌の異種格闘技戦15                         | 3月1日                                                 | 松阪ゆうき                                 | 夜桜お七                                   | 98.861                                     | 藤田麻衣子 二宮愛                                   | 中井智彦、七瀬りりこ、小野正利、KIKURI、SAYUKI、宮本美季、ELISA、恵聖、安藤常光                                                                          |
| 73                                         | 2017春のグランプリ                         | 3月15日 （第1部）18:55 - 19:00 （第2部）19:00 - 22:48  | RiRiKA                                     | 時の流れに身をまかせ                       | 99.985                                     | 佐々木麻衣 堀優衣 城南海 宮本美季 翠千賀 佐久間彩加 | 西岡龍生、門田しほり、せびっちゃマンボ、鈴木杏奈(トップ7陥落)、松阪ゆうき、中村萌子、髙橋正典、高橋りな、七瀬りりこ、結城安浩、二宮愛、安藤常光、MARIA-E |
| 74                                         | U-18歌うま甲子園 新人戦1                   | 3月29日                                                | 熊田このは                                 | YELL                                       | 99.102                                     | 清水美依紗 澤口優聖                                 | 工藤優、佐藤絢音、中元みずき、小野瑞季、平岩英怜奈、亜咲花、冨永春菜、戸子台郁也、佐々野愛梨                                                             |
| 75                                         | 歌の異種格闘技戦 ルーキーズカップ1         | 4月12日                                                | 麦野優衣                                   | COLORS                                     | 98.384                                     | 琵奈子 おかゆ                                       | 上野優華、愛純もえり、村木弾、こやすなほみ、緑川静香、比花知春、花咲ゆき美、Tama(元Hysteric Blue)、ビューティーこくぶ                                    |
| 76                                         | 全国統一!最強歌うま王決定戦                | 4月26日                                                | 海蔵亮太                                   | 赤いスイートピー                           | 99.840                                     | 平野光市郎 村山一也                                 | 小山内創祐、上別府真美、高橋未幸、井形亮介、ちゃき、前田麻耶、山崎真礼、伊藤ゆり、李庸學                                                                 |
| 77                                         | 歌の異種格闘技戦16 初優勝争奪戦            | 5月10日                                                | 髙橋正典                                   | あゝ人生に涙あり                           | 99.011                                     | fumika 透水さらさ                                   | Raychell、森恵、中井智彦、緑川静香、JOY、KIKURI、おかゆ、藤岡正明、MARIA-E                                                                               |
| 78                                         | 全日本大学生歌うま王決定戦2017             | 5月24日                                                | 前田麻耶                                   | 変わらないもの                             | 99.812                                     | 間聖次朗 笹山太陽                                   | 田上彩華、羽地奏絵、内村奏子、堀岡大雅、高尾美有、東出紗世子、梅津美香子、藤倉大和、田中伽奈芽                                                           |
| 79                                         | 歌の異種格闘技戦17                         | 6月14日                                                | 翠千賀                                     | 千の風になって                             | 100.000                                    | 宮本美季 黒木美佳                                   | UEBO、扇けい、中村萌子、Saasha、麦野優衣、エリアンナ、石塚隆充、山本剛史、せびっちゃマンボ                                                               |
| 80                                         | U-18歌うま甲子園7 2017夏の頂上決戦         | 6月21日                                                | 鈴木杏奈                                   | 禁区                                       | 99.586                                     | 佐久間彩加 小豆澤英輝 竹野留里                      | 澤口優聖、西岡龍生、堀優衣、新井大輝、佐藤絢音、熊田このは、太田瑠華、佐々木麻衣                                                                         |
| 81                                         | 都道府県対抗!ご当地歌うま王決定戦3         | 7月12日                                                | まゆみゆ                                   | 青いベンチ                                 | 98.372                                     | タナカハルナ MICA                                   | 佐野建太、岡田真実（Mebius）、山本裕美子、上田剛志、沖元舞子、ゴリ山田カバ男、伊舎堂さくら、山野井たかし、アルメリノ・アナリン                           |
| 82                                         | 歌の異種格闘技戦 ルーキーズカップ2         | 7月26日                                                | SAKI (Cyntia)                              | フレンズ                                   | 98.157                                     | 物部彩花 Fuki                                       | KODAI(X4)、TiA(おむすびシスターズ)、木村優一 (歌手)、AIKA(C;ON)、メロディー・チューバック、李涛、おがさわらあい、彩月つくし、市川たかし                  |
| 83                                         | 歌の名門No.1決定戦                         | 8月9日                                                 | 岡井つばさ                                 | もののけ姫                                 | 98.530                                     | 深川史那 中原櫻乃                                   | 手島章平、怜伽(α‐X's)、粟田麻利子、村木弾、水野マリナ(ESPミュージカルアカデミー)、透水さらさ、岩田悠、モリユイ(しなまゆ)、恵聖                           |
| 84                                         | U-18 歌うま甲子園8 年間大会争奪戦          | 8月23日                                                | 熊田このは                                 | ひまわりの約束                             | 99.702                                     | 小豆澤英輝 佐藤絢音                                 | 山口まりの、森野有羽、藤井舞乃空、小椋康平、矢口桃子、角田龍一、藤井菜央、西岡龍生、目黒優月                                                             |
| 85                                         | 歌の異種格闘技戦18                         | 9月6日                                                 | 宮本美季                                   | Anniversary                                | 100.000                                    | 物部彩花 髙橋正典                                   | 平林龍、小林日奈子、JKim(金志賢)、亜咲花、JIN(UNIONE)、タナカハルナ、平内真矢(peony)、アンミカ、山本剛史                                                 |
| 86                                         | 全国統一最強歌うま王決定戦                 | 9月20日                                                | 清水美依紗                                 | 美女と野獣 (1991)                          | 98.845                                     | 辻本希 東亜樹                                       | 森田浩輔、吉田清果、大場悠平、山本恵美、益田勝志、藤元脩平、牛尾都、植田光太、鶴田朗                                                                     |

| 水曜日 19:54 - 21:00 枠（第87回 - 第119回） | 水曜日 19:54 - 21:00 枠（第87回 - 第119回）    | 水曜日 19:54 - 21:00 枠（第87回 - 第119回） | 水曜日 19:54 - 21:00 枠（第87回 - 第119回） | 水曜日 19:54 - 21:00 枠（第87回 - 第119回） | 水曜日 19:54 - 21:00 枠（第87回 - 第119回） | 水曜日 19:54 - 21:00 枠（第87回 - 第119回） | 水曜日 19:54 - 21:00 枠（第87回 - 第119回）         | 水曜日 19:54 - 21:00 枠（第87回 - 第119回） |
| 回                                          | サブタイトル                                   | 放送日                                      | 放送時間                                    | 優勝者                                      | 優勝者                                      | 優勝者                                      | 他の 決勝進出者                                     | 他の出場者 |
| 回                                          | サブタイトル                                   | 放送日                                      | 放送時間                                    | 名前                                        | 歌唱曲                                      | 得点                                        | 他の 決勝進出者                                     | 他の出場者 |
| 2017年                                      | 2017年                                         | 2017年                                      | 2017年                                      | 2017年                                      | 2017年                                      | 2017年                                      | 2017年                                              | 2017年 |
| ------------------------------------------- | ---------------------------------------------- | ------------------------------------------- | ------------------------------------------- | ------------------------------------------- | ------------------------------------------- | ------------------------------------------- | --------------------------------------------------- | --- |
| 87                                          | 2017年間大会 最終枠争奪戦                      | 10月11日                                    | 18:55 - 21:00                               | おかゆ                                      | 酒と泪と男と女                              | 99.250                                      | 結城安浩 KIKURI                                     | 麦野優衣、Fuki、粟田麻利子、緑川静香、SAKI(Cyntia)、中井智彦、メロディー・チューバック、黒木美佳、春花きらら                                                                                          |
| 88                                          | 2017年間チャンピオン決定戦                     | 10月18日                                    | 18:55 - 22:48                               | 堀優衣                                      | Get Along Together                          | 99.956                                      | 海蔵亮太 鈴木杏奈 RiRiKA 宮本美季 翠千賀 熊田このは | 小豆澤英輝、前田麻耶、佐久間彩加(トップ7陥落)、透水さらさ、物部彩花、中村萌子、髙橋正典、佐々木麻衣(トップ7陥落)、まゆみゆ、竹野留里、松阪ゆうき、おかゆ、岡井つばさ                                  |
| 89                                          | U-18歌うま甲子園 新人戦2                       | 11月1日                                     | 18:55 - 21:00                               | 吉野俊矢                                    | ORION                                       | 98.319                                      | 橋詰昌慧 中村竜大                                   | 小川花奈、岡谷柚奈、西川美優、田村夏鈴、伊澤梨花、戸川璃々亜、堀田夏菜、桑原睦美、原田くるみ |
| 90                                          | 歌の異種格闘技戦 ルーキーズカップ3             | 11月22日                                    | 18:55 - 21:00                               | 岡田賀江 (Mebius)                           | PRIDE                                       | 99.038                                      | AKANE (水雲) 松田真将                               | 藤川千愛(まねきケチャ)、聖貴(α‐X's)、佐藤直幸(アンサンブル・コノハ)、AISHA、智本莉加(昭和浪漫プロジェクト)、山口ひろみ、石川えりな、yucat、大木貢祐                                                   |
| 91                                          | 全国統一最強歌うま王決定戦                     | 11月29日                                    | 18:55 - 21:00                               | 阿部知佳                                    | 桃色吐息                                    | 98.590                                      | 丸山ちせと 古賀英里奈                               | 小山田純加、堀田康平、王子文、眞里子・エリザベス・ハインバック、伊藤春果、三好直樹、樫原大輔、小久保隼、田村加奈子                                                                                    |
| 92                                          | 最強女子ボーカリストカップ2017                 | 12月20日                                    | 18:55 - 21:00                               | おかゆ                                      | 夜間飛行                                    | 99.550                                      | Daisy×Daisy 高橋りな                                | 谷島明世、MARU、荒牧陽子、福田明日香(PEACE$TONE、元モーニング娘。)、EMILY(HONEBONE)、村田ゆう子(Luminous)、GAO、GOW、SAKI(Cyntia)                                                                     |
| 2018年                                      |                                                |                                             |                                             |                                             |                                             |                                             |                                                     | |
| 93                                          | U-18歌うま大甲子園 最強王座決定戦              | 1月4日                                      | 18:25 - 21:00                               | 元永航太                                    | 四万十川                                    | 100.000                                     | 鈴木杏奈 堀優衣 小豆澤英輝                          | 中原櫻乃、鈴木麻美、佐久間彩加、角田龍一、西岡龍生、熊田このは、西岡由美、澤口優聖、吉野俊矢 |
| 94                                          | 歌の異種格闘技戦                               | 1月17日                                     | 18:55 - 21:00                               | 宮本美季                                    | OPENARMS                                    | 100.000                                     | 安藤常光 須藤香菜                                   | KODAI、扇けい、たつたはるみ、二宮愛、岡田賀江、AKANE、坂本理沙、HIDEBOH、翠千賀、 |
| 95                                          | 全日本大学生歌うま王決定戦2018                 | 1月31日                                     | 18:55 - 21:00                               | 前田麻耶                                    | NAO                                         | 99.603                                      | みょん 武田莉奈                                     | 葛籠貫理紗、堀岡大雅、笹山太陽、佐藤将長、岡部祐希、東出紗世子、奥秋大樹、石田彩夏、菜摘 |
| 96                                          | U-18歌うま甲子園 四天王争奪戦                  | 2月21日                                     | 18:55 - 21:00                               | 佐久間彩加                                  | 未来予想図II                                | 99.368                                      | 熊田このは 佐藤絢音                                 | 吉野俊矢、西岡龍生、上垣ひなた、古賀英里奈、田村夏鈴、澤口優聖、森野有羽、藤井舞乃空、中村竜大 |
| 97                                          | 2018春のグランプリ 最終枠争奪戦                | 2月28日                                     | 19:54 - 21:54                               | Daisy×Daisy                                 | あなたに逢いたくて～Missing You～           | 99.611                                      | 高橋正典 藤岡正明                                   | 物部彩花、徳永ゆうき、松阪ゆうき、EMILY、平林龍、亜咲花、二宮愛、村木弾、結城安浩 |
| 98                                          | 半年に一度の頂上決戦「2018春のグランプリ」     | 3月28日                                     | 18:55 - 22:48                               | 宮本美季                                    | 太陽と埃の中で                              | 99.928                                      | 海蔵亮太 鈴木杏奈 翠千賀 堀優衣 元永航太 中村萌子   | 熊田このは、小豆澤英輝、前田麻耶、佐久間彩加、岡田賀江、Daisy×Daisy、安藤常光、おかゆ、須藤香菜、坂本理沙、高橋りな、KIKURI、RiRiKA                                                                   |
| 99                                          | 歌の異種格闘技戦 ルーキーズカップ              | 4月4日                                      | 18:55 - 21:00                               | 石原陽香瑠（陽香留）                        | for you…                                    | 98.837                                      | 初姫さあや 西尾祐輝                                 | 春日雅大、AYACA、仲田まさえ、重本ことり、三科かをり、西川大貴、菜々香、ChiyoTia、竹村こずえ |
| 100                                         | 全国統一最強歌うま王決定戦                     | 4月18日                                     | 18:55 - 21:00                               | 平野光市郎                                  | たいせつなひと（シネマ・ヴァージョン）      | 99.430                                      | 間聖次朗 梅谷心愛                                   | 柴倉樹、角谷広太、奥秋大樹、飯森美沙、崎田まるり、黒木ナルト、涌井美幸、井本春陽、加藤将弘 |
| 101                                         | 最強女子ボーカリストカップ                     | 5月9日                                      | 18:55 - 21:00                               | 中村萌子                                    | Stand Alone                                 | 99.768                                      | AKANE 黒木美佳                                      | AYACA、ダイアナ・ガーネット、三科かをり、西国原礼子、堀澤麻衣子、夕霧らい、森恵、SAKI、秋夢乃 |
| 102                                         | U-18歌うま甲子園 春の選抜新人戦2018            | 5月23日                                     | 18:55 - 21:00                               | 港康輝                                      | 河内おとこ節                                | 99.152                                      | 原藤由衣 小口拓利                                   | 砂月凛久香、豊岡咲貴、藤巻杏慈、豊岡咲貴、福室莉音、倉ヶ市愛、大橋嵐、梁島菜々美、高橋明日香 |
| 103                                         | 歌の異種格闘技戦                               | 6月6日                                      | 18:55 - 21:00                               | 海蔵亮太                                    | 恋愛写真                                    | 100.000                                     | RiRika 物部彩花                                     | YU、荒牧陽子、七瀬りりこ、JILLE、須藤香菜、藤澤ノリマサ、木村優一 (歌手)、Daisy×Daisy、山口ひろみ |
| 104                                         | U-18歌うま甲子園 2018夏の頂上決戦              | 6月20日                                     | 18:55 - 21:00                               | 堀優衣                                      | サクラ〜卒業できなかった君へ〜              | 100.000                                     | 鈴木杏奈 西岡龍生                                   | 梅谷心愛、港康輝、佐久間彩加、澤口優聖、佐々木麻衣、熊田このは、吉野俊矢、森野有羽、小椋康平 |
| 105                                         | 全日本大学生歌うま王決定戦                     | 7月11日                                     | 18:55 - 22:00                               | 小豆澤英輝                                  | 誰より好きなのに（くすまさんしまいver.）    | 99.371                                      | 久保玲奈 戸子台郁也                                 | ユーリック武蔵、竹野留里、近石涼、佐野菜緒美、Ryuga、東出紗世子、石嶺愛莉、みょん、梅津美香子 |
| 106                                         | ルーキーズカップ                               | 8月1日                                      | 18:55 - 22:00                               | のだこころ                                  | Time To Say Goodbye                         | 99.095                                      | 菜那くらら もも                                     | 和紗、真田ナオキ、前川侑那、櫻、松尾侑治、大城バネサ、YOU-TA、藤岡友香 |
| 107                                         | 大ヒット曲対決で予測不能…プロ歌手頂上決戦      | 8月29日                                     | 18:55 - 21:00                               | 翠千賀                                      | 北の宿から                                  | 99.312                                      | 中村萌子 宮本美季                                   | 三科かをり、KODAI、チェリー、亜咲花、初姫さあや、ダイアナ・ガーネット、徳永ゆうき |
| 108                                         | U18歌うま甲子園 秋の頂上決戦                   | 9月12日                                     | 19:54 - 22:00                               | 佐久間彩加                                  | 悲しみがとまらない                          | 99.536                                      | 鈴木杏奈 佐々木麻衣                                 | 橋詰昌慧、原藤由衣、小口拓利、佐藤絢音、熊田このは、藤井舞乃空、西岡龍生、澤口優聖 |
| 109                                         | 全国統一！最強歌うま王決定戦                   | 9月19日                                     | 18:55 - 21:00                               | 齊藤伶奈                                    | 果てなく続くストーリー                      | 99.845                                      | まゆみゆ 角田龍一                                   | 加藤将弘、伊藤ゆり、黒木ナルト、竹野留里、間聖次朗、東亜樹、港康輝 |
| 110                                         | 2018年間チャンピオン決定戦4時間SP              | 10月17日                                    | 18:55 - 22:54                               | 堀優衣                                      | 明日への序奏                                | 99.979                                      | 翠千賀 佐々木麻衣                                   | 平野光市郎、透水さらさ、小豆澤英輝、おかゆ、海蔵亮太、佐久間彩加、元永航太、Daisy×Daisy、西岡龍生、中村萌子、RiRiKA、鈴木杏奈、安藤常光、宮本美季、                                                   |
| 111                                         | ブレイク直前！歌の新星スペシャル               | 10月31日                                    | 18:55 - 21:00                               | R！N                                        | KissHug                                     | 98.719                                      | りお ダイアナ・ ガーネット                          | 駒形友梨、絹sowa、佐々木淳平、福田明日香、春日雅大、藤井香愛、清水彩花、金児憲史 |
| 112                                         | 衝撃…あの大ヒット曲ご本人が歌ったら何点!?SP    | 11月14日                                    | 18:58 - 22:00                               | 木山裕策                                    | home                                        | 99.007                                      | -                                                   | 松本伊代、堀内孝雄、麻倉未稀、石川ひとみ、森口博子、木山裕策、武田鉄矢、水木一郎、早見優、錦野旦、相川七瀬、堀江淳、里見浩太朗、サンプラザ中野くん、中孝介、小柳ゆき、つるの剛士、堺正章              |
| 113                                         | U18歌うま甲子園 2018頂上決戦                   | 11月21日                                    | 18:55 - 21:00                               | 佐々木麻衣                                  | 別れの朝                                    | 99.785                                      | 鈴木杏奈 佐久間彩加                                 | 岩口和暖、原藤由衣、藁品錬秀、杉本いほり、熊田このは、西岡龍生、岩川侑磨、堀優衣 |
| 114                                         | 冬のヒットソング限定！歌の異種格闘技戦         | 12月29日                                    | 18:55 - 21:00                               | 海蔵亮太                                    | Bye For Now                                 | 99.608                                      | 翠千賀 みやび                                       | 二宮愛、藤岡正明、ジル、中村萌子、MARIA-E、関口マサト、大山まき、須藤香菜 |
| 2019年                                      |                                                |                                             |                                             |                                             |                                             |                                             |                                                     | |
| 115                                         | 全国から新星ゾクゾク！ハンパない歌うま大発掘SP | 1月16日                                     | 18:55 - 21:00                               | 北和真                                      | Monster                                     | 98.751                                      | 丸山ひとみ 小松ミユキ                               | 松嶋駿平、荒川美咲、高島大輔、米田忠剛、川村将太、加藤礼愛、新海友也、松本和也 |
| 116                                         | ブレイク直前！歌の新星スペシャル！             | 2月6日                                      | 18:55 - 21:00                               | 結実                                        | 空も飛べるはず                              | 97.507                                      | 朝花美穂 KIMIKA                                     | 増本尚、黒木ゆかり、石橋陽彩、橋本裕太、若井友希、RIOSKE、橘和徳、朝花美穂 |
| 117                                         | U18歌うま甲子園“1000人の頂点”新人王決定        | 2月20日                                     | 18:55 - 21:00                               | 原藤由衣                                    | Alone                                       | 99.211                                      | 馬場亜衣里 梅谷心愛                                 | 岡垣和、渕口綾音、小口拓利、石原昌徳、西野光、庄野若葉 |
| 118                                         | SP【最強女子ボーカリストカップ】               | 3月6日                                      | 18:55 - 21:00                               | ダイアナ・ ガーネット                       | YELL                                        | 98.156                                      | りお TiA KIMIKA                                     | 大山まき、Daisy×Daisy、石垣優、日向ハル |
| 119                                         | あの大ヒット曲ご本人は何点出せるのか!?         | 3月27日                                     | 18:55 - 22:54                               | 大川栄策                                    | さざんかの宿                                | 98.815                                      | -                                                   | 石井明美、宮路オサム、堀内孝雄、EPO、大川栄策、イモ欽トリオ、相川七瀬、鳥羽一郎、なかざわけんじ、嶋大輔、酒井法子、諸星和己、葛城ユキ、田中星児、水木一郎、松村和子、わらべ、小野正利、橋幸夫、堺正章 |

| 日曜日 19:54 - 21:54 枠（第120回 - 第128回） | 日曜日 19:54 - 21:54 枠（第120回 - 第128回） | 日曜日 19:54 - 21:54 枠（第120回 - 第128回） | 日曜日 19:54 - 21:54 枠（第120回 - 第128回） | 日曜日 19:54 - 21:54 枠（第120回 - 第128回） | 日曜日 19:54 - 21:54 枠（第120回 - 第128回） | 日曜日 19:54 - 21:54 枠（第120回 - 第128回）                                | 日曜日 19:54 - 21:54 枠（第120回 - 第128回）                     |
| 回                                           | サブタイトル                                 | 放送日                                       | 優勝者                                       | 優勝者                                       | 優勝者                                       | 他の 決勝進出者                                                             | 他の出場者                                                       |
| 回                                           | サブタイトル                                 | 放送日                                       | 名前                                         | 歌唱曲                                       | 得点                                         | 他の 決勝進出者                                                             | 他の出場者                                                       |
| 2019年                                       | 2019年                                       | 2019年                                       | 2019年                                       | 2019年                                       | 2019年                                       | 2019年                                                                      | 2019年                                                           |
| -------------------------------------------- | -------------------------------------------- | -------------------------------------------- | -------------------------------------------- | -------------------------------------------- | -------------------------------------------- | --------------------------------------------------------------------------- | ---------------------------------------------------------------- |
| 120                                          | U-18歌うま甲子園 平成最後の頂上決戦          | 4月14日                                      | 佐々木麻衣                                   | 二人でお酒を                                 | 100.000                                      | 鈴木杏奈 佐久間彩加                                                         | 馬場亜衣里、澤口優聖、梅谷心愛、原藤由衣、藤井菜央、りお、安大智 |
| 121                                          | 芸能界隠れ歌うま王決定戦                     | 5月5日                                       | 吉木りさ                                     | 夜桜お七                                     | 98.641                                       | JOY 高橋ユウ 羽田圭介                                                       | LiLiCo、金子恵美、木下隆行、IMALU                                |
| 122                                          | 歌の異種格闘技戦                             | 6月23日                                      | 翠千賀                                       | PIECE OF MY WISH                             | 100.000                                      | RiRiKA ダイアナ・ ガーネット 木島ユタカ                                     | 三科かをり、海蔵亮太、石塚隆充、おかゆ                           |
| 123                                          | 絶対売れたい！最強女子ボーカリストカップ     | 6月30日                                      | 川人雅代                                     | 果てなく続くストーリー                       | 98.899                                       | AKANE 森恵 舞花                                                             | Machico、大城美友、AYACA、すわじゅんこ                           |
| 124                                          | U-18 歌うま甲子園 夏の新人戦                 | 7月7日                                       | 田中なずな                                   | 魂のルフラン                                 | 98.713                                       | 国吉メリッサ 重田拓也                                                       | 森本安音、中井彩花、ペレ・アナイス、伊沢有香、眞塩藍咲、高山侑土 |
| 125                                          | 全国から歌のチャンピオン集結！               | 8月18日                                      | 小松ミユキ                                   | ORION                                        | 99.885                                       | 下尾礼子 坂崎守寛                                                           | 谷川まき子、林にこ、深田杏、松葉朋実、根岸優至、中村望           |
| 126                                          | 大波乱…2019夏のグランプリ                    | 9月1日水曜日                                 | -                                            | -                                            | -                                            | 齊藤伶奈 小豆澤英輝 佐久間彩加 海蔵亮太 鈴木杏奈 佐々木麻衣 トップ8 6名決定 | Daisy×Daisy、竹野留里、宮本美季、原藤由衣、KIMIKA、RiRiKA        |
| 127                                          | プロアマ統一2019夏のグランプリ               | 9月8日                                       | 齊藤伶奈                                     | 366日                                        | 100.000                                      | 堀優衣 翠千賀 トップ8 2名決定                                               | 元永航太、りお                                                   |
| 128                                          | 大学生歌うま日本一が決定                     | 9月29日 20:54 - 22:42                        | 堀優衣                                       | 駅                                           | 99.547                                       | 西岡龍生 中原櫻乃                                                           | 前田摩耶、根岸優至、江嵜功也、小沢茉鈴、小豆澤英輝               |

### LIVE DAM Ai 時代
2019年10月13日 - 現在
LIVE DAM Ai (精密採点Ai)を採点に使用した。
| 日曜日 19:54 - 21:54 枠（第129回 - 第145回） | 日曜日 19:54 - 21:54 枠（第129回 - 第145回）                               | 日曜日 19:54 - 21:54 枠（第129回 - 第145回） | 日曜日 19:54 - 21:54 枠（第129回 - 第145回） | 日曜日 19:54 - 21:54 枠（第129回 - 第145回） | 日曜日 19:54 - 21:54 枠（第129回 - 第145回） | 日曜日 19:54 - 21:54 枠（第129回 - 第145回） | 日曜日 19:54 - 21:54 枠（第129回 - 第145回） |
| 回                                           | サブタイトル                                                               | 放送日                                       | 優勝者                                       | 優勝者                                       | 優勝者                                       | 他の 決勝進出者                              | 他の出場者 |
| 回                                           | サブタイトル                                                               | 放送日                                       | 名前                                         | 歌唱曲                                       | 得点                                         | 他の 決勝進出者                              | 他の出場者 |
| 2019年                                       | 2019年                                                                     | 2019年                                       | 2019年                                       | 2019年                                       | 2019年                                       | 2019年                                       | 2019年 |
| -------------------------------------------- | -------------------------------------------------------------------------- | -------------------------------------------- | -------------------------------------------- | -------------------------------------------- | -------------------------------------------- | -------------------------------------------- | --- |
| 129                                          | またまたやっちゃう？あの大ヒット曲・ご本人は何点出せるのかSP               | 10月13日                                     | 麻倉未稀                                     | ホワット ア フィーリング～フラッシュダンス   | 095.629                                      | -                                            | 竹本孝之、GAO、SATSUKI（ZOO）、沢田知可子、ささきいさお、笠浩二(C-C-B)、水森かおり、三浦和人（雅夢）、松本伊代、浅岡雄也(FIELD OF VIEW)、渥美二郎、武田鉄矢、フォーリーブス、大場久美子、岸田敏志、森口博子、堺正章 |
| 130                                          | U-18歌うま甲子園 四天王争奪戦                                              | 11月17日                                     | 馬場亜衣里                                   | 流星群                                       | 098.955                                      | 澤口優聖、熊田このは                         | 下尾礼子、田中なずな、国吉メリッサ、原藤由衣、藁品錬秀、梅谷心愛 |
| 131                                          | ブレイク直前！歌の新星SP                                                   | 11月24日 20:50 - 22:42                       | 松浦航大                                     | 蕾                                           | 099.334                                      | 高槻かなこ、二見颯一                         | 平川美香、彩青、佐々木李子、SIN ISOMER、CHIKO、吉田ひろき |
| 132                                          | U-18歌うま甲子園 2019年間チャンピオン決定戦                                | 12月15日                                     | 鈴木杏奈                                     | ラピスラズリ                                 | 098.842                                      | 熊田このは、安大智、佐久間彩加               | 原藤由衣、馬場亜衣里、澤口優聖、佐々木麻衣 |
| 2020年                                       |                                                                            |                                              |                                              |                                              |                                              |                                              | |
| 133                                          | U-18歌うま甲子園 2020全国新人王決定戦                                      | 1月5日 17:55 - 21:00                         | 伊沢有香                                     | 夢をかなえてドラえもん                       | 099.339                                      | 加藤礼愛、尾田このみ、俵優馬                 | 松谷愛来、高瀬晃暉、久保陽貴、星卓澄、五十嵐優稀、下北姫菜、森咲蘭、工藤姫宝、藤﨑伊織、古橋息吹、佐々木絵美 |
| 134                                          | 最強女子ボーカリストカップ                                                 | 1月26日                                      | TiA                                          | THE GLORY DAY                                | 098.960                                      | KIMIKA、川人雅代                             | YURiKA、翠千賀、森恵、J Kim、小川真奈、RiRiKA |
| 135                                          | あの大ヒット曲 ご本人は何点出せるのか?～今夜…全59組の頂点決定SP～          | 2月9日                                       | 木山裕策                                     | home                                         | 099.007                                      | -                                            | アグネス・チャン、麻丘めぐみ、小柳ゆき、酒井法子、堺正章、沢田知可子、後上翔太 (純烈)、武田鉄矢、堀内孝雄、水森かおり、諸星和己、りんごちゃん                                                                       |
| 136                                          | 芸能界隠れ歌うま王決定戦Part2                                              | 3月1日                                       | JOY                                          | 奏                                           | 097.001                                      | アンミカ、テツ、林家たい平                   | 吉木りさ、登坂淳一、藤田朋子、おばたのお兄さん |
| 137                                          | またまたまたまたやっちゃう？あの大ヒット曲ご本人は何点出せるのかスペシャル | 4月5日 18:30 - 21:54                         | R（元愛内里菜）                              | 恋はスリル、ショック、サスペンス             | 096.164                                      | -                                            | アグネス・チャン、五十嵐浩晃、大野真澄（元GARO）、風見しんご、木村弓、楠瀬誠志郎、桑江知子、こまどり姉妹、小柳ルミ子、堺正章、城みちる、つのだ☆ひろ、新田恵利、尾藤イサオ、日野美歌、堀内孝雄、松本梨香             |
| 138                                          | ゲストが感動したスゴ歌！見せちゃいますSP                                   | 4月26日                                      | -                                            | -                                            | -                                            | -                                            | 【過去回VTR】宮本美季、RiRiKA、七瀬りりこ、TiA、藤田麻衣子、J Kim、おかゆ、KIMIKA、城南海、林部智史、オーイシマサヨシ、森恵、KODAI、Daisy×Daisy、海蔵亮太                                                           |
| 139                                          | 番組史上初“全員リモート参加”による開催！芸能界 隠れ歌うま・五番勝負！      | 5月24日                                      | 松本明子                                     | さよならの向う側                             | 095.539                                      | ユージ、Mr.シャチホコ、ミキ 亜生、LiLiCo、   | JOY、3時のヒロイン・ゆめっち、原田龍二、プラス・マイナス 岩橋良昌、高橋ユウ |
| 140                                          | 「U-18歌うま甲子園」スゴ歌＆涙の名場面一挙公開SP！                         | 6月7日                                       | -                                            | -                                            | -                                            | -                                            | 【過去回VTR】鈴木杏奈、原藤由衣、角田龍一、竹野留里、伊舎堂さくら、まゆみゆ、佐久間彩加、石橋陽彩、藤井菜央、中元みずき、加藤礼愛、市川周、橋詰昌慧、佐々木麻衣、堀優衣、前田麻耶、西岡龍生、小豆澤英輝、東亜樹     |
| 141                                          | ブレイク直前！歌の新星SP                                                   | 7月19日 18:30 - 21:00                        | YOUSUKE（LAST FIRST）                        | ごめんね…                                    | 098.103                                      | SHIN、Emily                                  | 若井友希（i☆Ris）、竹中雄大（Novelbright）、Nono（Jewel）、青山新、、柏木ひなた（私立恵比寿中学）、RANASOL |
| 142                                          | プロ頂上決戦！2020夏のグランプリ                                           | 8月2日 18:30 - 21:54                         | 吉田広大                                     | シングルベッド                               | 098.677                                      | 宮本美季、海蔵亮太、二宮愛、松本明子         | 川人雅代、高槻かなこ、KIMIKA、木山裕策、徳永ゆうき、麻倉未稀、JOY、森口博子、つるの剛士、七瀬りりこ、おかゆ |
| 143                                          | 芸能界 隠れ歌うま王決定戦                                                  | 8月16日                                      | 大島由香里                                   | DESIRE-情熱-                                 | 097.298                                      | 武尊、優木まおみ、スピードワゴン・井戸田潤   | 大仁田厚、3時のヒロイン・ゆめっち、森香澄、乙武洋匡 |
| 144                                          | リトルモンスター集結！U-12夏の歌うま頂上決戦                               | 9月6日                                       | 北本莉斗                                     | 駅                                           | 099.775                                      | 加藤礼愛、熊本エミ                           | 島津心美、五十嵐優稀、尾田このみ、平賀晴、櫻井佑音、比嘉一稀 |
| 145                                          | またまたやっちゃう？あの大ヒット曲・ご本人は何点出せるのかSP               | 9月27日 19:54 - 22:24                        | 中村美律子                                   | 河内おとこ節                                 | 095.597                                      | -                                            | 相川七瀬、あべ静江、石井竜也、井上あずみ、堺正章、酒井法子、さくらまや、ささきいさお、ダイアモンド☆ユカイ、西口久美子、尾藤イサオ、辺見マリ、堀内孝雄                                                               |

| 日曜日 18:30 - 21:00 枠（第146回 - 第185回） | 日曜日 18:30 - 21:00 枠（第146回 - 第185回）                         | 日曜日 18:30 - 21:00 枠（第146回 - 第185回） | 日曜日 18:30 - 21:00 枠（第146回 - 第185回） | 日曜日 18:30 - 21:00 枠（第146回 - 第185回） | 日曜日 18:30 - 21:00 枠（第146回 - 第185回） | 日曜日 18:30 - 21:00 枠（第146回 - 第185回）                                                    | 日曜日 18:30 - 21:00 枠（第146回 - 第185回） |
| 回                                           | サブタイトル                                                         | 放送日                                       | 優勝者                                       | 優勝者                                       | 優勝者                                       | 他の 決勝進出者                                                                                 | 他の出場者 |
| 回                                           | サブタイトル                                                         | 放送日                                       | 名前                                         | 歌唱曲                                       | 得点                                         | 他の 決勝進出者                                                                                 | 他の出場者 |
| 2020年                                       | 2020年                                                               | 2020年                                       | 2020年                                       | 2020年                                       | 2020年                                       | 2020年                                                                                          | 2020年 |
| -------------------------------------------- | -------------------------------------------------------------------- | -------------------------------------------- | -------------------------------------------- | -------------------------------------------- | -------------------------------------------- | ----------------------------------------------------------------------------------------------- | --- |
| 146                                          | カラオケ世界大会KWC 日本代表決定戦                                   | 10月11日                                     | 花上惇                                       | 道                                           | 098.954                                      | 小豆澤英輝、谷川まき子                                                                          | 木下俊裕、金谷実由記、木下珠子、是枝匠、熊澤里美、矢後真美、大槻夕依、中山祐真 |
| 146                                          | カラオケ世界大会KWC 日本代表決定戦                                   | 10月11日                                     | 【視聴者推薦】 谷川まき子                    | 瞳をとじて                                   | 097.752                                      | 小豆澤英輝、谷川まき子                                                                          | 木下俊裕、金谷実由記、木下珠子、是枝匠、熊澤里美、矢後真美、大槻夕依、中山祐真 |
| 146                                          | カラオケ世界大会KWC 日本代表決定戦                                   | 10月11日                                     | 【審査員推薦】 是枝匠                        | Song for…                                    | 096.590                                      | 小豆澤英輝、谷川まき子                                                                          | 木下俊裕、金谷実由記、木下珠子、是枝匠、熊澤里美、矢後真美、大槻夕依、中山祐真 |
| 147                                          | 歌の異種格闘技戦                                                     | 10月25日                                     | 松浦航大                                     | 瞳を閉じて                                   | 098.610                                      | 翠千賀、Masaya                                                                                  | AKINO、SHIN、中澤卓也、川島ケイジ、朝花美穂、吉田広大、TiA、EmiLy、段原瑠々 |
| 148                                          | U-18歌うま甲子園・2020頂上決戦                                       | 11月1日                                      | 佐久間彩加                                   | 風が吹いている                               | 099.875                                      | 北本莉斗、伊沢有香                                                                              | 下尾礼子、久保陽貴、熊本エミ、武田彩那、藤田彩夢、馬場亜衣里、下北姫菜、竹内聖人、梅谷心愛 |
| 149                                          | 芸能界！歌の異種格闘技戦！                                           | 11月22日                                     | JOY                                          | 君が暮らす街                                 | 098.188                                      | サーヤ（ラランド）、吉木りさ、江口直人（どぶろっく）                                            | 土屋アンナ、ティモンディ 高岸宏行、若槻千夏、宮本隆治、チョコレートプラネット 長田庄平、うつみ宮土理 |
| 150                                          | 2020冬のグランプリ                                                   | 12月13日                                     | 佐久間彩加                                   | 君がいたから EXTRA CHALLENGE 冬のうた        | 099.870 099.924                              | 海蔵亮太、松本明子                                                                              | Masaya、翠千賀、松浦航大、森口博子、麻倉未稀、JOY、鈴木杏奈、伊沢有香、北本莉斗 |
| 2021年                                       |                                                                      |                                              |                                              |                                              |                                              |                                                                                                 | |
| 151                                          | U-18歌うま甲子園 2021冬の新人戦                                      | 1月17日                                      | 森屋椎菜                                     | ビリーヴ                                     | 097.989                                      | 宇都宮聖、北島由唯                                                                              | 舛井美希、福島香々、今村友成、伊藤光音、中杉天音、飯島龍、熊澤来実、近藤莉桜 |
| 152                                          | 100点チャレンジ AI vs K★B選抜                                        | 1月24日                                      | 堀優衣                                       | トイレの神様                                 | 099.980                                      | -                                                                                               | 井上友樹、須田玲菜、吉田広大、吉木りさ、JOY、鈴木杏奈、松浦航大、角田龍一、齊藤伶奈、TiA、二宮愛、小豆澤英輝、宮本美季、佐々木麻衣、伊沢有香、北本莉斗、佐久間彩加 |
| 153                                          | チャンス到来！歌で人生を変えたい 歌うたいSP                          | 1月31日                                      | ISATO                                        | 366日                                        | 098.870                                      | 森一馬、菅野陽太、村田沙織(PAO)                                                                 | 西田真以、福田明日香、稲葉貴子、黒木ナルト、大谷雅恵、河村唯、鼠先輩 |
| 154                                          | 超絶ハーモニー連発・最強デュエット王決定戦！                         | 2月21日                                      | 堀優衣×小豆澤英輝                            | 未来予想図II                                 | 099.303                                      | 飯田圭織×保田圭 松田聖子『赤いスイートピー』、鈴木杏奈×佐久間彩加 back number『ハッピーエンド』 | KIMIKA×Masaya LiSA『炎』、 鈴木杏奈×佐久間彩加 AAA『LIFE』、 翠千賀×宮本美季 茉奈佳奈『いのちの歌』、 北本莉斗×加藤礼愛 Official髭男dism『Pretender』、 松浦航大×吉田広大 絢香『三日月』、 堀優衣×小豆澤英輝 コブクロ『蕾』、 武田鉄矢×サーヤ（ラランド） 武田鉄矢＆芦川よしみ『男と女のラブゲーム』、 飯田圭織×保田圭 シャ乱Q『シングルベッド』、 中西圭三×TiA King Gnu『白日』、 小林幸子×堀内孝雄 鈴木聖美 with Rats & Star『ロンリー・チャップリン』 |
| 155                                          | 芸能界歌の異種格闘技戦                                               | 3月21日                                      | 大島由香里                                   | 慟哭                                         | 097.393                                      | サーヤ（ラランド）、王林                                                                        | 金ちゃん（鬼越トマホーク）、ほしのディスコ（パーパー）、丸山礼、コロッケ、林家たい平、アンミカ、高橋ユウ、JOY |
| 156                                          | U-18歌うま大甲子園 四天王揃い踏み 最強王者決定戦                     | 3月28日 18:30 - 22:09                        | 伊沢有香                                     | 恋するフォーチュンクッキー                   | 0100.000                                     | 佐久間彩加、北本莉斗、久保陽貴                                                                  | 熊本エミ、中村竜大、下尾礼子、加藤礼愛、大村晴空、梅谷心愛、北島由唯、ゆーゆ、馬場亜衣里、池田裕楽（STU48 2期研究生）、宇都宮聖、鈴木杏奈 |
| 157                                          | U-12 春の新人頂上決戦                                                | 4月11日                                      | 秋山紗希                                     | Everything                                   | 099.048                                      | 熊之細陽葵、山本樹                                                                              | 奈緒美クレール、阿部カノン、竹岡七海、江原美羽、五味輝心、井田結菜、後藤日向、樽谷美花、岡藤瑠々 |
| 158                                          | 今絶対に聴いておくべき！ネクストブレイクシンガーSP                   | 4月25日                                      | 松浦航大                                     | 道                                           | 098.931                                      | 吉田広大、斉藤花耶                                                                              | 清水美依紗、まなまる、ISATO、ロイ、中川紗良、MEROGAPPA さくま、Ｒ！Ｎ、桜田ミレイ、Masaya |
| 159                                          | U-18歌うま甲子園 2021年春の陣                                        | 5月9日                                       | 北本莉斗                                     | Not the end                                  | 099.872                                      | 伊沢有香、久保陽貴                                                                              | 濱野花音、山本樹、梅谷心愛、岩内幸乃、宇都宮聖、下尾礼子、北島由唯、佐久間彩加 |
| 160                                          | 全国歌うま王決定戦                                                   | 5月23日                                      | 西條愛実                                     | 115万キロのフィルム                          | 099.479                                      | 矢作奈津子、中村正美                                                                            | 福嶋唯、KOUKI、大本康満、ハログン・アデマヨワ、雪田大輔、小森正人、石川眞滋、久保政明、竹清奈緒 |
| 161                                          | 最強女子ボーカリストカップ                                           | 5月30日                                      | 門松みゆき                                   | 未来予想図II                                 | 099.248                                      | Ｒ！Ｎ、TiA                                                                                     | acane、日向ハル、桜田ミレイ、Nami、森恵、KIMIKA、華原朋美、さくらまや、斉藤花耶 |
| 162                                          | U-18 歌うま甲子園 四天王争奪バトル                                   | 6月20日                                      | 伊沢有香                                     | チェリー                                     | 099.471                                      | 北本莉斗、久保陽貴                                                                              | 加藤詩乃、櫻井佑音、北島由唯、山本樹、梅谷心愛、濱田澪、桜田ミレイ、宇都宮聖、熊之細陽葵 |
| 163                                          | 2021 夏のグランプリ                                                  | 7月11日                                      | 堀優衣                                       | 愛のうた                                     | 099.600                                      | 伊沢有香、久保陽貴、佐久間彩加                                                                  | 松浦航大、宮本美季、TiA、北本莉斗、西條愛実、鈴木杏奈、門松みゆき、吉田広大 |
| 164                                          | またまたやっちゃう？あの大ヒット曲・ご本人は何点出せるのかスペシャル | 8月29日                                      | サスケ                                       | 青いベンチ                                   | 096.200                                      | -                                                                                               | はなわ、久宝留理子、きただにひろし、日野美歌、華原朋美、堀内孝雄、アンダーグラフ、石川ひとみ、秋元順子、IZAM、松村和子、石井竜也、堺正章 |
| 165                                          | U-18歌うま大甲子園 最強王者決定戦                                    | 10月3日 18:30 - 22:09                        | 伊沢有香                                     | ロビンソン                                   | 099.344                                      | 久保陽貴、桜田ミレイ                                                                            | 鈴木杏奈、佐久間彩加、北本莉斗、北島由唯、福島香々、Emily、福島ひなた、森かのん、今村天星 |
| 166                                          | 芸能人！異種格闘技戦！                                               | 11月7日                                      | ほしのディスコ（パーパー）                   | シングルベッド                               | 098.495                                      | 峯岸みなみ、矢内井玲奈                                                                          | LiLiCo、ロイ、ハリウリサ、かが屋 賀屋壮也、はなしょー 杵渕はな、ジャングルポケット 斉藤慎二、鳥居みゆき、小達敏昭、菊地幸夫 |
| 167                                          | AI採点マシーンを攻略せよ！ THEカラオケ★バトル100点チャレンジ!!       | 12月12日                                     | 堀優衣                                       | 飛び方を忘れた小さな鳥                       | 099.780                                      | -                                                                                               | 吉田広大、山﨑玲奈、竹野留里、ほしのディスコ（パーパー）、矢内井玲奈、こがけん（おいでやすこが）、加藤礼愛、久保陽貴、せびっちゃマンボ、華原朋美、中孝介、水森かおり、伊沢有香、佐久間彩加、鈴木杏奈 |
| 2022年                                       |                                                                      |                                              |                                              |                                              |                                              |                                                                                                 | |
| 168                                          | 日本各地で歌うまの原石発掘！U-18歌うま甲子園2022開幕戦               | 1月16日                                      | 佐久間彩加                                   | もうひとつの土曜日                           | 99.678                                       | 北本莉斗、宮前風吹                                                                              | 生田瑚桃、梅岡琉生、加藤礼愛、村瀬ひなた、伊沢有香、森田唯、石原まさし、Hinano、久保陽貴 |
| 169                                          | 歌の異種格闘技戦                                                     | 1月30日                                      | 松浦航大                                     | もっと強く                                   | 99.313                                       | 花耶、平松賢人                                                                                  | 日向ハル、もーりーしゅーと、マリア セレン、真彩希帆、坂元健児、伊舎堂さくら、門松みゆき、オルリコ、レジョン・ルイ |
| 170                                          | 全国歌うま王決定戦                                                   | 2月20日                                      | 中崎麻彩                                     | 未来予想図II                                 | 99.691                                       | 鈴木茉莉、山川哲弘、片瀬萌南                                                                    | 早坂利保、徳田嘉忠、里見呂明、樫原大輔、蓑島功大、石川眞滋、友清稜也、大木晃帆 |
| 171                                          | U-18歌うま甲子園 四天王揃い踏み！春の最強王者決定戦                  | 3月13日                                      | 伊沢有香                                     | DEAR...again                                 | 100.000                                      | 佐久間彩加、北島由唯                                                                            | 北本莉斗、福島ひなた、生田瑚桃、山崎なごみ、石原まさし、宮前風吹、鈴木杏奈、荒河桃、山本樹 |
| 172                                          | 芸能界最強歌うま王決定戦2022春                                       | 4月3日                                       | ハリウリサ                                   | あなたのキスを数えましょう ~You were mine~   | 98.968                                       | 荒牧陽子、よよよちゃん、平松賢人                                                                | はなしょー、ほしのディスコ（パーパー）、吉木りさ、高橋真麻、ゆめちゃん、友近、伊藤かずえ、福田麻貴（3時のヒロイン）、金ちゃん（鬼越トマホーク）、太田博久（ジャングルポケット） |
| 173                                          | 最強女子ボーカル決定戦                                               | 4月17日                                      | TiA                                          | 幸せをフォーエバー                           | 98.563                                       | 上白石萌音、門松みゆき                                                                          | 鈴木このみ、矢口真里、佐藤幸子、 JKim、大山まき、久宝留理子、石井明美 |
| 174                                          | U-18歌うま甲子園 新星発掘SP                                          | 5月15日                                      | 境七海                                       | カムフラージュ                               | 99.421                                       | 風間ひなの、岩﨑ひなの                                                                          | 相磯菜々、須田みみ、大倉光琉、安城夢那、伊與田綾音、鈴木夢、渡邊埜乃果、半田なない、塚本英琉 |
| 175                                          | U-18歌うま甲子園2022 第2戦                                           | 6月19日                                      | 山崎なごみ                                   | 3月9日                                       | 99.824                                       | 久保陽貴、五味輝心                                                                              | 櫻井佑音、熊本エミ、桜田ミレイ、梅谷心愛、福島ひなた、宇都宮聖、生田瑚桃、宮前風吹、北島由唯 |
| 176                                          | U-18歌うま甲子園最強王者決定戦                                       | 7月17日                                      | 北本莉斗                                     | いつか離れる日が来ても                       | 100.000                                      | 伊沢有香、佐久間彩加                                                                            | 五味輝心、風間ひなの、岩﨑ひなの、渡辺埜乃果、宮前風吹、久保陽貴、山崎なごみ、境七海 |
| 177                                          | 芸能界最強歌うま王決定戦2022 夏                                      | 8月7日                                       | 荒牧陽子                                     | 青の時代                                     | 99.147                                       | 茶々、ほしのディスコ（パーパー）                                                                | 河邑ミク、よよよちゃん、お見送り芸人しんいち、那須晃行（なすなかにし）、高橋真麻、西岡德馬、nanami、中島知子、ハリウリサ |
| 178                                          | 全国歌うま王決定戦                                                   | 9月11日                                      | 下地勇紀                                     | 最後の雨                                     | 98.756                                       | 新宮義崇、中島一樹                                                                              | イワクラ（蛙亭）、門脇慎剛、小谷真紀、隠岐晋作、高畠薫、前澤進治、後藤光秀、河野緑 |
| 179                                          | U-18歌うま甲子園 逸材続々！新星発掘SP                                | 10月9日                                      | 鈴木莉愛                                     | Hello, Again ～昔からある場所～（JUJU ver.） | 99.888                                       | 浦山飛鳥、高見このは                                                                            | 守屋小梅、冨田響葵、中馬美貝、村田りあ、小川くおん、細見奏仁、中村唯人、山下富大 |
| 180                                          | U-18歌うま甲子園 一流芸能人&音楽家が唸った“スゴ歌”SP                 | 11月13日                                     | 久保陽貴                                     | いとしき日々よ                               | 100.000                                      | 鈴木莉愛、風間ひなの                                                                            | 生田瑚桃、熊本エミ、渡辺埜乃果、福島ひなた、岩﨑ひなの、五味輝心、北島由唯、宮前風吹 |
| 181                                          | 年間チャンピオン大会2022                                             | 12月25日                                     | 佐久間彩加                                   | 恋人がサンタクロース                         | 98.360                                       | 遼河 はるひ、翠千賀                                                                             | 矢口真里、大島由香里、つるの剛士、友近、ハリウリサ、荒牧陽子、伊沢有香、北本莉斗、久保陽貴、海蔵亮太、松浦航大、吉田広大、宮本美季 |
| 2023年                                       |                                                                      |                                              |                                              |                                              |                                              |                                                                                                 | |
| 182                                          | またまた それやっちゃう？あの大ヒット曲 ご本人は何点出せるのか新春SP | 1月1日 17:55 - 21:00                         | ササキオサム                                 | ESCAPE                                       | 97.271                                       | -                                                                                               | 麻倉未稀、久宝留理子、サンプラザ中野くん、hitomi、堀内孝雄、森口博子、日野美歌、酒井法子、前川侑那、森若香織（GO-BANG'S）、アグネス・チャン、小田井涼平（純烈）、串田アキラ、澤田知可子、水森かおり、里見浩太朗、マルシア、木村徹二、鳥羽一郎、堺正章 |
| 183                                          | U-18歌うま甲子園2023開幕戦                                           | 1月22日                                      | 茂木結菜                                     | 時代                                         | 98.896                                       | 前田千愛、川嵜心蘭                                                                              | 中原大吾、伊藤みひ乃、田中恵玲奈、中川寛大、妹尾あいり、嘉数彩心、伊江里菜子 |
| 184                                          | 外国人VS路上シンガーVS夜の街の歌うま発掘SP                           | 2月26日                                      | 【ハイトーン男子歌うまブロック】 坪田俊一    | 粉雪                                         | 98.887                                       | -                                                                                               | 永田雄介、桑原俊樹、阿南要平 |
| 184                                          | 外国人VS路上シンガーVS夜の街の歌うま発掘SP                           | 2月26日                                      | 【外国人歌うまブロック】 ナタリア・ダナエ    | First Love                                   | 95.109                                       | -                                                                                               | セルヴィニャス・ロナルド・カイノイ、meri |
| 184                                          | 外国人VS路上シンガーVS夜の街の歌うま発掘SP                           | 2月26日                                      | 【声のお仕事歌うまブロック】 茨ひより        | 慟哭                                         | 97.173                                       | -                                                                                               | 藤生恭子、中垣正太郎（テレビ東京アナウンサー）、シャーバー |
| 184                                          | 外国人VS路上シンガーVS夜の街の歌うま発掘SP                           | 2月26日                                      | 【路上シンガー歌うまブロック】 一華ひかり    | ツキミソウ                                   | 97.836                                       | -                                                                                               | なもなき、SALT. |
| 184                                          | 外国人VS路上シンガーVS夜の街の歌うま発掘SP                           | 2月26日                                      | 【歌うまホストNo.1決定戦】 七瀬湊            | ごめんね...                                  | 98.677                                       | -                                                                                               | 一秋（にのまえしゅう） |
| 185                                          | U-18 歌うま甲子園 四天王VS選ばれし最強の挑戦者8人                    | 3月26日                                      | 久保陽貴                                     | 蕾                                           | 99.839                                       | 鈴木莉愛、伊沢有香、佐久間彩加                                                                  | 北本莉斗、茂木結菜、川嵜心蘭、宮前風吹、中村唯人、福島ひなた、浦山飛鳥、舞乃空 |

| 日曜日 18:55 - 21:00 枠（第186回 - 第191回） | 日曜日 18:55 - 21:00 枠（第186回 - 第191回）                                                   | 日曜日 18:55 - 21:00 枠（第186回 - 第191回） | 日曜日 18:55 - 21:00 枠（第186回 - 第191回） | 日曜日 18:55 - 21:00 枠（第186回 - 第191回） | 日曜日 18:55 - 21:00 枠（第186回 - 第191回） | 日曜日 18:55 - 21:00 枠（第186回 - 第191回） | 日曜日 18:55 - 21:00 枠（第186回 - 第191回） | 日曜日 18:55 - 21:00 枠（第186回 - 第191回） |
| 回                                           | サブタイトル                                                                                   | 放送日                                       | 放送時間                                     | 優勝者                                       | 優勝者                                       | 優勝者                                       | 他の 決勝進出者                              | 他の出場者 |
| 回                                           | サブタイトル                                                                                   | 放送日                                       | 放送時間                                     | 名前                                         | 歌唱曲                                       | 得点                                         | 他の 決勝進出者                              | 他の出場者 |
| 2023年                                       | 2023年                                                                                         | 2023年                                       | 2023年                                       | 2023年                                       | 2023年                                       | 2023年                                       | 2023年                                       | 2023年 |
| -------------------------------------------- | ---------------------------------------------------------------------------------------------- | -------------------------------------------- | -------------------------------------------- | -------------------------------------------- | -------------------------------------------- | -------------------------------------------- | -------------------------------------------- | --- |
| 186                                          | 芸能界歌の異種格闘技戦 春の陣                                                                  | 4月9日                                       | 18:55 - 21:54                                | 林勇                                         | 瞳をとじて                                   | 98.824                                       | 江上敬子、ななみなな                         | JP、レッツゴーよしまさ、ビューティーこくぶ、Mr.シャチホコ、馬瓜エブリン、東儀秀樹、山田邦子、ほしのディスコ（パーパー）、エルフ荒川、イジリー岡田、もう中学生、江上敬子（ニッチェ） |
| 187                                          | U-18歌うま甲子園～昭和・平成・令和の名曲バトル～                                               | 4月30日                                      | 18:55 - 21:00                                | 上坂元進太郎                                 | 花束のかわりにメロディーを                   | 96.821                                       | 仲座苺花、露木七海                           | 金城琉夏、田中晟那、大竹玄十、友枝香月、宇都宮明夢、帆足明也 |
| 188                                          | THE OPEN 最高位戦 プロアマ混合戦！高得点連発＆新星発掘 新シリーズ開幕SP                        | 6月25日                                      | 18:55 - 21:54                                | 久保陽貴                                     | 君の為のキミノウタ                           | 99.529                                       | 山崎玲奈、ナタリア・ダナエ、しらスタ         | 東儀秀樹、圭叶、しおたん、安本彩花（私立恵比寿中学）、岩佐美咲、スキマジカン、宮本美季、麻倉未稀、風輪、エコポン                                                                    |
| 189                                          | 四天王を倒せ！U18甲子園                                                                        | 7月9日                                       | 18:55 - 21:54                                | 久保陽貴                                     | 世界が終わるまでは                           | 99.964                                       | 北本莉斗、岩﨑ひなの、福島ひなた             | 伊沢有香、櫻井陽夏、山﨑玲奈、長谷部衣毬、宮前風吹、五味輝心、新條月渚、川津逢寿、西原悠桜、高畑遼大、鈴木莉愛                                                                      |
| 190                                          | 夏にもやっちゃう？あの大ヒット曲 ご本人は何点出せるかSP                                        | 7月30日                                      | 19:30 - 21:54                                | 水森かおり                                   | 鳥取砂丘                                     | 96.098                                       | -                                            | ★印：「完唱歌いきりまショー!」にも参加。 浅岡雄也、石井明美、河合郁人、★酒井法子、★高橋ジョージ、★高橋由美子、早見優、hitomi、堀内孝雄                                              |
| 191                                          | THE OPEN Ⅱ ～プロアマ最高位戦～ バトルプロアマ混合戦！高得点連発！歌うま最高位戦大好評第二弾SP | 9月3日                                       | 18:30 - 20:50                                | 岸本しおり                                   | fragile                                      | 99.975                                       | 伊沢有香、久保陽貴                           | RiRiKA、前田由起子、佐々木陸、藤牧京介、ハシヤスメ・アツコ、林勇、久宝留理子、aka、柳光絵                                                                                           |

| 日曜日 18:30 - 20:30 枠（第192回 - 第197回） | 日曜日 18:30 - 20:30 枠（第192回 - 第197回）                             | 日曜日 18:30 - 20:30 枠（第192回 - 第197回） | 日曜日 18:30 - 20:30 枠（第192回 - 第197回）       | 日曜日 18:30 - 20:30 枠（第192回 - 第197回） | 日曜日 18:30 - 20:30 枠（第192回 - 第197回） | 日曜日 18:30 - 20:30 枠（第192回 - 第197回）                                             | 日曜日 18:30 - 20:30 枠（第192回 - 第197回） |        |
| 回                                           | サブタイトル                                                             | 放送日                                       | 優勝者                                             | 優勝者                                       | 優勝者                                       | 他の 決勝進出者                                                                          | 他の出場者 |        |
| 回                                           | サブタイトル                                                             | 放送日                                       | 名前                                               | 歌唱曲                                       | 得点                                         | 他の 決勝進出者                                                                          | 他の出場者 |        |
| 2023年                                       | 2023年                                                                   | 2023年                                       | 2023年                                             | 2023年                                       | 2023年                                       | 2023年                                                                                   | 2023年 | 2023年 |
| -------------------------------------------- | ------------------------------------------------------------------------ | -------------------------------------------- | -------------------------------------------------- | -------------------------------------------- | -------------------------------------------- | ---------------------------------------------------------------------------------------- | --- | ------ |
| 192                                          | U-18歌うま甲子園 チーム対抗戦～原石発掘3人1組団体戦SP                    | 10月15日                                     | ふぃふてぃーんず（高見このは、鈴木大将、山田乃愛） | 打上花火（DAOKO×米津玄師）                   | 97.719                                       | SUPER☆GiRLS NEW3（櫻井陽夏、柏綾菜、羽渕花恋）、mikamo（中野みやび、荒河桃、岩口和暖）   | 劇団USA（北村栞、内藤朝、中本羽美）、遠距離アンサンブル（松本紗奈、香坂美妃、西玲名）、岐阜の高1（中田悠生、中原颯太、宮田竜乃介）、姉たちとあっくん（相磯菜々・萌々・彪人3姉弟）、杉並児童合唱団 パズル（室井陽香、醤野尚佳、松岡那芽）、ONE EIGHT（内海紅梨、中村莉亜、松本萌花）、湘南小梅ウクレレチーム（守屋小梅、伊藤ほのり、種田宗祐） |        |
| 193                                          | U-18 歌うま甲子園 新人発掘大会                                           | 11月5日                                      | 綾瀬いぶき                                         | 夜明けのブレス（チェッカーズ）               | 99.660                                       | 須田実宏、中村唯人、宮﨑百花、岡菜々子、はっぴちゃん。                                   | 小島菜々海、村越紗江、Poppi（ポピ）、川津逢寿、千葉景太、島憂樹、奴居イチヂク、渡名喜音愛、松山唯 |        |
| 2024年                                       |                                                                          |                                              |                                                    |                                              |                                              |                                                                                          | |        |
| 194                                          | 10th Anniversary 10年王者決定戦 10年間の歴代王者集結日本一の歌うま決定SP | 1月14日                                      | RiRiKA                                             | 恋におちて -Fall in love-（小林明子）        | 99.853                                       | せびっちゃマンボ、前田麻耶、伊沢有香                                                     | 小豆澤英輝、綾瀬いぶき、兼子結、久保陽貴、佐久間彩加、澤口優聖、TiA、西岡龍生、松浦航大、吉田広大、EMILY |        |
| 195                                          | 世界の歌うま大集結!私をトリコにした日本の名曲SP                          | 1月28日                                      | ナタリア・ダナエ（メキシコ）                       | 雪の華（中島美嘉）                           | 99.731                                       | クリス（メキシコ）、ファレリ・アウレリア（インドネシア）、ケケ・アディバ（インドネシア） | カミラ・ペデルジーニ（イタリア）、ピエール（ペルー）、マギー（コスタリカ）、エル・ジェー・イングリッシュ（イギリス）、グレッグ・アーウィン（アメリカ）、マナウイス・クラレンス（フィリピン）、マイケル・デイビッド・ボデイン（フィリピン）、リュウ・ハンツィ（中国）、マリア・ロブ・イオランダ（ルーマニア）                                  |        |
| 196                                          | スゴい歌うま まだまだいたぞ!新星発掘!全国歌うま王決定戦                  | 2月25日                                      | 佐藤ゆみ                                           | 恋におちて -Fall in love-（小林明子）        | 99.169                                       | 石嶺愛莉、伊藤兄弟（怜音・颯音）、廣島祐一朗（91savage）                                 | 道籏隆暁、西田真徳、前田敦、松岡裕一、ニック（タイムボム）、山口紗矢佳、柴田寧音、齋藤武志、大原優一（ダンビラムーチョ）、阿部仁、びんすー（8Law）、村田憲史 |        |
| 197                                          | U-18歌うま甲子園 夢のTGC舞台を掴めスター発掘SP                           | 3月10日                                      | 藤崎伊織                                           | メロディー（玉置浩二）                       | 98.451                                       | 須田実宏（Solseamery）、高賀音羽                                                         | 梶本寛太、村上暉星、川嵜心蘭、藤咲碧羽、岩井愛乃、馬場琉空斗、南島吾嵐、皆実杏奈、坂西雫 |        |

| 日曜日 18:30 - 20:50 枠（第198回 - 現在） | 日曜日 18:30 - 20:50 枠（第198回 - 現在）  | 日曜日 18:30 - 20:50 枠（第198回 - 現在） | 日曜日 18:30 - 20:50 枠（第198回 - 現在） | 日曜日 18:30 - 20:50 枠（第198回 - 現在）     | 日曜日 18:30 - 20:50 枠（第198回 - 現在） | 日曜日 18:30 - 20:50 枠（第198回 - 現在） | 日曜日 18:30 - 20:50 枠（第198回 - 現在）                                                                              |        |
| 回                                        | サブタイトル                               | 放送日                                    | 優勝者                                    | 優勝者                                        | 優勝者                                    | 他の 決勝進出者                           | 他の出場者 |        |
| 回                                        | サブタイトル                               | 放送日                                    | 名前                                      | 歌唱曲                                        | 得点                                      | 他の 決勝進出者                           | 他の出場者 |        |
| 2024年                                    | 2024年                                     | 2024年                                    | 2024年                                    | 2024年                                        | 2024年                                    | 2024年                                    | 2024年 | 2024年 |
| ----------------------------------------- | ------------------------------------------ | ----------------------------------------- | ----------------------------------------- | --------------------------------------------- | ----------------------------------------- | ----------------------------------------- | --- | ------ |
| 198                                       | 2024 最強王者決定戦                        | 9月15日                                   | 伊沢有香                                  | あなたに逢いたくて〜Missing You〜（松田聖子） | 99.981                                    | RiRiKA、久保陽貴、福田未来、城南海        | 綾瀬いぶき、安藤常光、内山輝飛、海蔵亮太、鈴木鈴木、ナタリア・ダナエ、林勇、翠千賀、宮本美季                           |        |
| 2025年                                    |                                            |                                           |                                           |                                               |                                           |                                           | |        |
| 199                                       | 新星発掘！日本全国歌うまスターNo.1決定戦SP | 2月23日                                   | 森逢奈                                    | Everything（MISIA）                           | 99.391                                    | 仲里徳晃、永井あみり、大江純              | 米田碧斗、宮本優哉、Rose Tea、荒川夏蓮、カテリン、川合結人、山崎瑛翔、園部勇大、関真美、木谷紳之介、田口純平、足立莉音 |        |

## 100点満点獲得者
番組初の100.000点は「KKB2014｣(カラ館 KARAOKE BATTLE 2014)（2014年12月7日開催）で優勝した遠藤昌和が2015年2月25日の「100点ホルダースペシャル」で出した。同スペシャルでは、練習で100.000点を何度も出している出場者が互いの点数の優劣よりも満点獲得を目指す特集で、満点を叩き出して優勝した遠藤昌和には100万円の賞金が与えられた。
それ以降、林部智史、城南海、せびっちゃマンボ、RiRiKA、堀優衣、鈴木杏奈、翠千賀、宮本美季、佐々木麻衣、竹野留里、佐久間彩加、前田麻耶、小豆澤英輝、植木茉優＆実優、元永航太、安藤常光、須藤香菜、中村萌子、海蔵亮太、西岡龍生、齊藤伶奈、梅谷心愛もLIVE DAM STADIUM（精密採点DX-G使用、ボーナス加点なしの素点のみの条件）において100.000点を獲得している。
LIVEDAM Ai (精密採点Ai)を採点に使用し始めた第129回（2019年10月13日放送回）から約一年半後、第155回（2021年3月28日放送回）「U-18歌うま大甲子園　四天王揃い踏み　最強王者決定戦 」にて、中学1年生の伊沢有香がLIVEDAM Ai (精密採点Ai)史上初の100点満点を出した。第176回(2022年7月17日放送回)「U-18 歌うま甲子園 最強王者決定戦2022 夏」で、北本莉斗が、LIVEDAM Ai (精密採点Ai)史上初の予選・決勝共に100点満点を出し、完全制覇を果たす。
現在、Ai判定で100点を出したのは伊沢有香(4回)、北本莉斗(2回)、久保陽貴(3回)の3名のみであり、全員、U-18である。

## トップ6／トップ7／トップ8およびシーズン
2015年10月14日に番組内での好成績者を一同に集めた4時間スペシャル『THEカラオケ★バトル 2015年間チャンピオン決定戦 4時間SP』が初めて放送された。その後春に『春のグランプリ』、秋に『年間チャンピオン決定戦』が行われるようになった。
「年間チャンピオン決定戦」および「春のグランプリ、夏のグランプリ」はビッグタイトル(2大タイトル)とも呼ばれ、番組内での大会の最高峰に位置する。このビッグタイトルでの決勝進出者8名には「トップ8」（TOP8）という称号が与えられ、トップ8の称号は次に開催されるビッグタイトルまで有効になっていたが、「2019年間チャンピオン決定戦」が行われず、トップ8の称号は番組内で用いられなくなっている。
当初は決勝進出者は6名であったため「トップ6」と呼ばれていたが2016年10月12日放送の「2016年間チャンピオン決定戦」から決勝進出者は7名に、2019年9月8日放送の「プロアマ統一2019夏のグランプリ」から決勝進出は8名に変更され、名称も「トップ8」に変更された。
番組内ではシーズンという期間を表す単位が使用されており、シーズンはビッグタイトルが行われた次の回より改められるため、トップ7の在任期間も翌シーズンの間であった。
年間チャンピオンと春のグランプリの二大ビックタイトル保持者は、宮本美季（2016年間チャンピオン、2018春のグランプリ）と堀優衣（2016春のグランプリ、2017年間チャンピオン、2018年間チャンピオン）のみ。また、2年連続ビッグタイトル連覇は林部智史（2015年間チャンピオン、2016年間チャンピオン）と堀優衣（2017年間チャンピオン、2018年間チャンピオン）の2人のみ。
| シーズン | 期間                              | ビッグタイトル                         | ビッグタイトル                                  | ビッグタイトル                                  | ビッグタイトル                                  | ビッグタイトル                                  | ビッグタイトル                                  | ビッグタイトル                                  | ビッグタイトル                                  | ビッグタイトル                                  | ビッグタイトル                                  | ビッグタイトル           |
| シーズン | 期間                              | 回数 放送サブタイトル                  | 決勝進出者(翌シーズンのトップ6/トップ7/トップ8) | 決勝進出者(翌シーズンのトップ6/トップ7/トップ8) | 決勝進出者(翌シーズンのトップ6/トップ7/トップ8) | 決勝進出者(翌シーズンのトップ6/トップ7/トップ8) | 決勝進出者(翌シーズンのトップ6/トップ7/トップ8) | 決勝進出者(翌シーズンのトップ6/トップ7/トップ8) | 決勝進出者(翌シーズンのトップ6/トップ7/トップ8) | 決勝進出者(翌シーズンのトップ6/トップ7/トップ8) | 決勝進出者(翌シーズンのトップ6/トップ7/トップ8) | 視聴率                   |
| シーズン | 期間                              | 回数 放送サブタイトル                  | -                                               | 優勝                                            | 2位                                             | 3位                                             | 4位                                             | 5位                                             | 6位                                             | 7位                                             | 8位                                             | 視聴率                   |
| -------- | --------------------------------- | -------------------------------------- | ----------------------------------------------- | ----------------------------------------------- | ----------------------------------------------- | ----------------------------------------------- | ----------------------------------------------- | ----------------------------------------------- | ----------------------------------------------- | ----------------------------------------------- | ----------------------------------------------- | ------------------------ |
| 1        | 2014年4月23日 から 2015年10月14日 | 第40回 『2015 年間チャンピオン決定戦』 | 名前                                            | 林部智史 (アマ時代)                             | 城南海                                          | 翠千賀                                          | RiRiKA                                          | 七瀬りりこ                                      | 堀優衣 (四天王兼任)                             | -                                               | -                                               | 9.0 (1部:7.2) (2部:10.4) |
| 1        | 2014年4月23日 から 2015年10月14日 | 第40回 『2015 年間チャンピオン決定戦』 | 決勝                                            | 100.000                                         | 99.628                                          | 99.392                                          | 99.067                                          | 99.038                                          | 98.681                                          | -                                               | -                                               | 9.0 (1部:7.2) (2部:10.4) |
| 1        | 2014年4月23日 から 2015年10月14日 | 第40回 『2015 年間チャンピオン決定戦』 | 予選                                            | 100.000                                         | 100.000                                         | 99.912                                          | 99.898                                          | 98.945                                          | 99.893                                          | -                                               | -                                               | 9.0 (1部:7.2) (2部:10.4) |
| 2        | 2015年11月25日 から 2016年3月16日 | 第49回 『2016春のグランプリ』          | 名前                                            | 堀優衣 (四天王兼任)                             | 林部智史 (プロ転向後)                           | 翠千賀                                          | 宮本美季                                        | RiRiKA                                          | せびっちゃマンボ                                | -                                               | -                                               | 9.4 (1部:8.0) (2部:10.4) |
| 2        | 2015年11月25日 から 2016年3月16日 | 第49回 『2016春のグランプリ』          | 決勝                                            | 100.000                                         | 99.789                                          | 99.726                                          | 99.292                                          | 99.241                                          | 99.048                                          | -                                               | -                                               | 9.4 (1部:8.0) (2部:10.4) |
| 2        | 2015年11月25日 から 2016年3月16日 | 第49回 『2016春のグランプリ』          | 予選                                            | 99.978                                          | 99.277                                          | 99.715                                          | 99.495                                          | 100.000                                         | 99.543                                          | -                                               | -                                               | 9.4 (1部:8.0) (2部:10.4) |
| 3        | 2016年3月23日 から 2016年10月12日 | 第62回 『2016年間チャンピオン決定戦』  | 名前                                            | 翠千賀・林部智史・宮本美季 (3名同時優勝)        | 翠千賀・林部智史・宮本美季 (3名同時優勝)        | 翠千賀・林部智史・宮本美季 (3名同時優勝)        | 堀優衣 (四天王兼任)                             | 鈴木杏奈 (四天王兼任)                           | 城南海                                          | RiRiKA                                          | -                                               | 8.8                      |
| 3        | 2016年3月23日 から 2016年10月12日 | 第62回 『2016年間チャンピオン決定戦』  | 決勝                                            | 100.000                                         | 100.000                                         | 100.000                                         | 99.920                                          | 99.781                                          | 99.551                                          | 99.536                                          | -                                               | 8.8                      |
| 3        | 2016年3月23日 から 2016年10月12日 | 第62回 『2016年間チャンピオン決定戦』  | 予選                                            | 100.000                                         | 100.000                                         | 100.000                                         | 99.778                                          | 100.000                                         | 99.655                                          | 99.443                                          | -                                               | 8.8                      |
| 4        | 2016年10月12日 から 2017年3月15日 | 第73回 『2017春のグランプリ』          | 名前                                            | RiRiKA                                          | 佐々木麻衣 (四天王兼任)                         | 堀優衣 (四天王兼任)                             | 城南海                                          | 宮本美季                                        | 翠千賀                                          | 佐久間彩加                                      | -                                               | 5.8                      |
| 4        | 2016年10月12日 から 2017年3月15日 | 第73回 『2017春のグランプリ』          | 決勝                                            | 99.985                                          | 99.858                                          | 99.791                                          | 99.691                                          | 99.653                                          | 99.496                                          | 99.099                                          | -                                               | 5.8                      |
| 4        | 2016年10月12日 から 2017年3月15日 | 第73回 『2017春のグランプリ』          | 予選                                            | 99.910                                          | 99.587                                          | 99.752                                          | 99.712                                          | 99.732                                          | 99.979                                          | 99.747                                          | -                                               | 5.8                      |
| 5        | 2017年3月29日 から 2017年10月18日 | 第88回 『2017年間チャンピオン決定戦』  | 名前                                            | 堀優衣 (四天王兼任)                             | 海蔵亮太                                        | 鈴木杏奈 (四天王兼任)                           | RiRiKA                                          | 宮本美季                                        | 翠千賀                                          | 熊田このは                                      | -                                               | 8.6                      |
| 5        | 2017年3月29日 から 2017年10月18日 | 第88回 『2017年間チャンピオン決定戦』  | 決勝                                            | 99.956                                          | 99.615                                          | 99.575                                          | 99.508                                          | 99.399                                          | 99.306                                          | 98.825                                          | -                                               | 8.6                      |
| 5        | 2017年3月29日 から 2017年10月18日 | 第88回 『2017年間チャンピオン決定戦』  | 予選                                            | 99.661                                          | 99.574                                          | 99.978                                          | 99.362                                          | 99.556                                          | 99.561                                          | 99.472                                          | -                                               | 8.6                      |
| 6        | 2017年11月1日 から 2018年3月28日  | 第98回 『2018春のグランプリ』          | 名前                                            | 宮本美季                                        | 海蔵亮太                                        | 鈴木杏奈 (四天王兼任)                           | 翠千賀                                          | 堀優衣 (四天王兼任)                             | 元永航太                                        | 中村萌子                                        | -                                               | 7.3                      |
| 6        | 2017年11月1日 から 2018年3月28日  | 第98回 『2018春のグランプリ』          | 決勝                                            | 99.928                                          | 99.806                                          | 99.726                                          | 99.668                                          | 99.486                                          | 98.984                                          | 98.225                                          | -                                               | 7.3                      |
| 6        | 2017年11月1日 から 2018年3月28日  | 第98回 『2018春のグランプリ』          | 予選                                            | 99.687                                          | 99.978                                          | 99.691                                          | 99.979                                          | 99.978                                          | 99.646                                          | 99.751                                          | -                                               | 7.3                      |
| 7        | 2018年4月4日 から 2019年9月8日    | 『プロアマ統一2019夏のグランプリ』     | 名前                                            | 齊藤伶奈                                        | 堀優衣                                          | 佐久間彩加 (四天王兼任)                         | 鈴木杏奈 (四天王兼任)                           | 海蔵亮太                                        | 佐々木麻衣 (四天王兼任)                         | 小豆澤英輝                                      | 翠千賀                                          | 7.0                      |
| 7        | 2018年4月4日 から 2019年9月8日    | 『プロアマ統一2019夏のグランプリ』     | 決勝                                            | 100.000                                         | 100.000                                         | 99.793                                          | 99.692                                          | 99.681                                          | 99.404                                          | 98.749                                          | 97.669                                          | 7.0                      |
| 7        | 2018年4月4日 から 2019年9月8日    | 『プロアマ統一2019夏のグランプリ』     | 予選                                            | 100.000                                         | 99.728                                          | 99.749                                          | 99.565                                          | 99.884                                          | 99.886                                          | 100.000                                         | 99.712                                          | 7.0                      |

## U-18四天王
出場した大会で常に高得点を記録するなど、安定して高い実力があると番組が認めた18歳以下の4名には「U-18四天王」（アンダーじゅうはちしてんのう）の称号が与えられる。四天王メンバーは、その後の大会でレギュラー的な扱いを受けるほか、番組の公式サイトでも紹介されている。
U-18やU-12の大会においては、他のU-18メンバーが四天王メンバーと同じ条件下で挑戦する構図となっている。
四天王メンバーは、18歳を過ぎた時点もしくは高校を卒業した時点でメンバーとしても卒業する。四天王となった後の成績によっては、入れ替え戦によって他のU-18メンバーと入れ替わる事もある。メンバーの卒業によって空席となった四天王の座を争奪する大会も行われている。

### 四天王編成履歴
| 期間 ※（）内は空席数                 | 構成メンバー ※（）内はU-18優勝回数 | 構成メンバー ※（）内はU-18優勝回数 | 構成メンバー ※（）内はU-18優勝回数 | 構成メンバー ※（）内はU-18優勝回数 | 備考                  |
| ------------------------------------ | ---------------------------------- | ---------------------------------- | ---------------------------------- | ---------------------------------- | --------------------- |
| 2014年12月24日 - 2017年02月22日      | 鈴木杏奈（7）                      | 佐々木麻衣（5）                    | 堀優衣（9）                        | 角田龍一（1）                      |                       |
| 2017年02月22日 - 2018年02月21日      | 鈴木杏奈（7）                      | 佐々木麻衣（5）                    | 堀優衣（9）                        | 竹野留里（2）                      | 入れ替え戦で角田→竹野 |
| 2018年02月21日 - 2019年03月31日      | 鈴木杏奈（7）                      | 佐々木麻衣（5）                    | 堀優衣（9）                        | 佐久間彩加（7）                    | 竹野留里卒業          |
| 2019年04月01日 - 2019年11月16日（1） | 鈴木杏奈（7）                      | 佐々木麻衣（5）                    |                                    | 佐久間彩加（7）                    | 堀優衣卒業            |
| 2019年11月17日 - 2020年03月31日      | 鈴木杏奈（7）                      | 佐々木麻衣（5）                    | 馬場亜衣里（1）                    | 佐久間彩加（7）                    |                       |
| 2020年04月01日 - 2021年03月31日（1） | 鈴木杏奈（7）                      |                                    | 馬場亜衣里（1）                    | 佐久間彩加（7）                    | 佐々木麻衣卒業        |
| 2021年04月01日 - 2021年10月02日（2） | 鈴木杏奈（7）                      |                                    | 馬場亜衣里卒業                     | 佐久間彩加（7）                    |                       |
| 2021年10月03日 - 2022年01月15日（1） | 鈴木杏奈（7）                      | 伊沢有香（6）                      |                                    | 佐久間彩加（7）                    |                       |
| 2022年01月16日 - 2022年03月13日      | 鈴木杏奈（7）                      | 伊沢有香（6）                      | 北本莉斗（2）                      | 佐久間彩加（7）                    |                       |
| 2022年03月14日 - 2022年11月12日（1） |                                    | 伊沢有香（6）                      | 北本莉斗（2）                      | 佐久間彩加（7）                    | 鈴木杏奈卒業          |
| 2022年11月13日 - 2023年03月31日      | 久保陽貴（3）                      | 伊沢有香（6）                      | 北本莉斗（2）                      | 佐久間彩加（7）                    |                       |
| 2023年04月01日 - 現在 （1）          | 久保陽貴（3）                      | 伊沢有香（6）                      | 北本莉斗（2）                      |                                    | 佐久間彩加卒業        |

### 現在の四天王メンバー
- 伊沢有香（2021年10月3日より参加）　U-18大会優勝5回
第五代四天王。
初出場は2019年で小学6年生の時。
四天王メンバーの中で、点数が取りづらいアップテンポ系の曲をあえて勝負曲として歌う事が多いが、何度も高得点を出し続けている。
2020年の「U-18歌うま甲子園　全国新人王決定戦3時間SP」で初優勝を果たし「新人王」の称号を得る。
その破竹の勢いに乗り、2021年では優勝3回、準優勝2回という成果を上げ、2021年9月11日放送の『爆笑そっくりものまね紅白歌合戦スペシャル』の「ものまね甲子園」に参加して優勝する。
2021年10月3日放送の「U-18歌うま大甲子園　最強王者決定戦」で優勝した現時点でのU-18最強王者。
また2021年3月の「U-18歌うま大甲子園　四天王揃い踏み　最強王者決定戦」ではAI採点で史上初100点を出し、1年後の「U-18歌うま甲子園+四天王揃い踏み！春の最強王者決定戦」でも1年ぶりに100点を出して優勝する。
2022年7月17日の「U-18 歌うま甲子園 最強王者決定戦2022 夏」で北本莉斗が100点を取るまでの間は、AI採点で唯一の100点獲得者である故「100点ホルダー」の異名を持つ。

- 北本莉斗（2022年1月16日より参加）　U-18大会優勝2回[注 16]
第六代四天王。
最年少四天王にして、四天王史上2人目の男子メンバー。
歴代U-18男子の中でも最多優勝数を誇る。
2020年9月6日放送回「リトルモンスター集結！U-12夏の歌うま頂上決戦」で初参戦で優勝し、小学生最強の称号である「U-12 リトルモンスター」の称号を手にし、最強小学生として名を広めた。
グリコのカプリコCMにも出演したり、『千鳥のクセがスゴいネタGP』や『FNS歌謡祭』にも参加するなどカラオケバトル以外でも活動の場を広めている。
2022年7月17日の「U-18 歌うま甲子園 最強王者決定戦2022 夏」で予選・決勝と共に100点を取ったことで、伊沢有香に続く2人目の100点をたたき出したのと同時に、AI判定になって以来の初の完全優勝を果たし、歴代U-18の中でも4人目の完全制覇者となる。

- 久保陽貴（2022年11月13日より参加）　U-18大会優勝4回
第七代四天王。
広島出身の四天王史上3人目の男子メンバー。
将来の夢は教師と語るが、その素朴ながら耳を奪うような天性の歌声の持ち主で、松尾潔を筆頭に多くの音楽プロデューサーから絶賛された。
「115万キロのフィルム」や「東京」など森アナイチオシ動画に数多く選ばれてきた。
中学三年生の頃に声変わりに苦しみ、なかなか点が伸びなかった。決勝進出はできても優勝がつかみ取れない回が続いた。しかし高校生に入ると声変わりが落ち着き、哀愁と切なさが増して歌声に磨きがかかるとともに、高得点を叩き出すようになった。
『U-18歌うま甲子園 一流芸能人&音楽家が唸った“スゴ歌”SP』では予選決勝共に100点を叩きだす。歴代U-18の中でも5人目の完全制覇者となり、12回目の出場により念願の優勝を達成する。それと同時に、伊沢有香の時のように堺正章から突如の四天王入りを宣言され北本莉斗と並ぶ男子ツートップとなる。

### 歴代四天王メンバー
初代
- 角田龍一（2014年12月24日-2017年2月22日）　U-18大会優勝1回
初代U-18四天王メンバーにして、U-18最強男子であった。
2022年1月16日のU-18大会で北本莉斗が新四天王になるまでの間は、歴代メンバーの中で唯一の男子でもある。
その天性の歌唱力で様々なゲストを魅了し続けてきた。
しかし、戦績はお世辞にも良いとはいえず[注 17]、自らの自己ベストも2016年以降は西岡龍生、元永航太、安大智といった他の男子達にも抜かれて最強男子の座も危うくなるなど、足踏み状態が続くようになった。
史上初めて、卒業ではなく入れ替え戦で交代となる。

- 堀優衣（2014年12月24日-2019年3月31日)　U-18大会優勝9回
初代四天王メンバーのリーダー格であり、現在12冠と番組最多優勝数を誇る最強の歌姫。
2016年3月16日放送の「年間得点TOP22集結!春のグランプリ4時間スペシャル」でU-18史上初のグランプリ制覇と100点優勝を果たすなど、U-18で誰もが恐れる最強高校生として名を広めた。
高音と広々とした歌いっぷりで数多くの高得点を取り、AI採点でも2021年1月24日「100点チャレンジ AI vs K★B選抜」でもAi採点初挑戦にも関わらず、99.980という100点に近い高得点を出すなど、伊沢有香に続く好成績を誇り、U-18卒業後でも3度優勝している。

- 佐々木麻衣（2014年12月24日-2020年3月31日）　U-18大会優勝5回
初代四天王メンバーの1人であり、歴代四天王メンバーの中でも一番最初にカラオケバトルに参加した歴戦の歌い手。
平成と昭和の曲を主に好んで選曲し、太くて伸びのある力強い歌はインパクトがあり、多くのゲストを魅了してきた。
当時は3度の優勝を誇っていた事で「最強中学生」として名を広めていたが、それ以降は4年間の間優勝できずに挫折を味わっていた。しかしそれでも四天王して戦い続けるその姿は歴代メンバーの中でも精神的強さを発揮し、2018年の「U18歌うま甲子園 2018頂上決戦」で優勝して完全復活を果たす。
2019年の「U-18歌うま甲子園 平成最後の頂上決戦」でも予選・決勝共に100点を取るなど完全優勝を果たした事で平成最後の優勝者としてその名を歴史に刻んだ。
しかし、U-18最後の大会では採点機種の変更もあってか、思うような結果を残せずに終わった。

- 鈴木杏奈（2014年12月24日-2022年3月13日)　　U-18大会優勝7回[注 16]
初代四天王メンバーの1人であり、四天王史上最多出場と7回の優勝を誇る。
堀優衣が卒業して以降は彼女がU-18を引っ張るリーダー的存在でもあった。
2019年12月15日放送のU-18歌うま甲子園年間チャンピオン決定戦で優勝を果たしている。
2019年からエイベックス・ピクチャーズに所属している。同年には音楽バトルプロジェクトIDOL舞SHOWで百合ヶ丘みさき役で声優デビューした。
また、同年には野木町観光大使、とちぎ未来大使にそれぞれ任命された。
一方で四天王としては2020年以降、採点機種の変更と伊沢や北本の台頭もあって苦戦を強いられており、かつての勢いは失っていた。
最後の初代四天王メンバーとして卒業した。

第二代
- 竹野留里（2017年2月22日-2018年2月21日）　U-18大会優勝2回
最初に入れ替えという形で四天王になった民謡の歌い手。
「民謡日本一の秀才理系女子」として名を広め、わずか一年間の間だけ四天王として君臨していた。2度の100点返しを披露するというインパクトを残す一方で98点台にしか届かない事も多く、点数の出方がかなり不安定だった。
2度目の登場では部活を辞めてまで高校生の青春をカラオケバトルに捧げるなど、強い本気の意思を表していた。

第三代
- 佐久間彩加（2018年2月21日-2023年3月31日）　U-18大会優勝7回
現役時代はU-18最強女子高生にして四天王メンバーのリーダーと言われた。
2016年の初登場でいきなり99点台の高得点を出し、衝撃的なデビューをする。
小学生では「チャンピオンズカップ2017」で初優勝、小学生初、初登場での99点台、小学生初の100点獲得、小学生初のトップ7入りを果たす。
中学生以降でも「U-18歌うま甲子園」で4回、「2020冬のグランプリ」優勝によるグランプリ制覇など功績を作り出す。
現在は番組でもその実力からして、最強高校生として名を広めている。
低音と中低音を武器にした安定感に優れた歌唱力で高得点を次々と取っている。
2022年の「年間チャンピオン大会2022」では予選ブロックで自身のAI採点の自己最高得点をたたき出して予選通過し、2022年のU-18最強となり、同じく予選通過した遼河はるひと翠千賀と共にトップ3の称号を手に入れる。決勝でも特殊ルールによる視聴者から歌ってほしい曲の中でも最も多かった10曲の中でも今まで歌った事がない「恋人がサンタクロース」を歌い、ギリギリながらも優勝し、2度目のビックタイトル制覇を成し遂げた。

第四代
- 馬場亜衣里（2019年11月17日-2021年3月31日）　U-18大会優勝1回
初登場は2019年の「U18歌うま甲子園“1000人の頂点“新人王決定」で、トップバッターからいきなり99点台を叩きだすなどインパクトを残した。
性格はとても明るくて楽しい雰囲気を現すと同時に、濁りのない好き取った高音の歌唱力は多くのゲスト達を魅了してきた。
2019年11月17日に放送された「U-18歌うま甲子園　四天王争奪戦」で初優勝を果たした事で、初登場から僅か9ヶ月で四天王の座をつかみ取るなど、初代メンバーを除いて歴代メンバーの中でも最も最速で四天王の座をつかみ取った実力者でもある。

第五代
- （伊沢有香）[注 18]

第六代
- （北本莉斗）[注 18]

第七代
- （久保陽貴）[注 18]

### 四天王への道

#### 四天王認定
四天王の称号をかけた入れ替え戦や争奪戦ではなく、特定のU-18メンバーに対しそれまでの実績を踏まえて認定した。
1. 2014年12月24日放送「2014 U-18最強トーナメント」
角田龍一・堀優衣・佐々木麻衣・鈴木杏奈の4人が、それまでの成績により初代四天王として認定される。
2. 2021年10月3日放送「U-18歌うま大甲子園　最強王者決定戦」
翌年3月に鈴木杏奈が卒業すると空席が3枠になる事もあり、4回目の優勝を果たした伊沢有香に大会エンディングで四天王の称号が与えられた。
3. 2022年11月13日放送「U-18歌うま甲子園 一流芸能人&音楽家が唸った“スゴ歌”SP」
予選・決勝ともに100点を出して優勝した久保陽貴に大会エンディングで空席となっていた四天王の称号が与えられた。

#### 四天王入れ替え戦
成績が振るわず入れ替え候補となった四天王メンバーが、その座を狙うU-18メンバーと戦った。

##### 角田龍一編
1. 2015年11月25日放送「U-18歌うま甲子園3」
四天王の一人であった角田龍一は四天王という称号を与えられてからも2015年10月まで優勝がなく、決して突出した成績とは言えなかった。一方、18歳以下の出場者の一人である西岡龍生は2015年9月16日放送の「都道府県対抗!ご当地歌うま王決定戦」で優勝し[57]、優勝回数で角田を上回った。そこで、西岡が優勝すれば四天王を角田と入れ替えるという取り決めで入れ替え戦を行ったが、角田が西岡に予選で勝利し、初優勝も果たした事で四天王残留となった[60]。
2. 2016年4月6日放送「U-18春の歌うま大甲子園」
前回後も成績が拮抗したため、再び入れ替え戦が実施された。今度は西岡が角田に予選で勝利したが決勝で堀優衣に敗れた。同大会での優勝が入れ替わる条件であったため、角田は再び残留となった[70]。
3. 2016年6月22日放送「U-18歌うま大甲子園 夏の3時間SP」
前回の結果を踏まえ、大会で西岡が優勝しなくても角田に予選で勝利すれば入れ替わるという条件で行ったが、予選で西岡が敗退したため、またもや角田の残留となった[74]。

##### 佐々木麻衣編
1. 2016年9月7日放送「U-18歌うま甲子園5」
優勝から1年半以上も遠ざかっている佐々木麻衣に対する形で竹野留里と西岡の2名が予選で佐々木と同じブロックに振り分けられ、2人のうちのどちらかが佐々木を予選で破り優勝すれば、佐々木と入れ替えるという取り決めで行われた。竹野が予選を勝ち抜いたが決勝で鈴木杏奈に敗れたため、佐々木が残留となった[79]。

##### 角田・佐々木編
1. 2017年2月22日放送「U-18歌うま甲子園6 四天王入れ替え戦」
入れ替え対象の四天王である佐々木と角田の2名を含め、同大会で優勝・準優勝した2名が新たに四天王となるという取り決めで行われた。竹野が優勝、佐々木が準優勝となったため佐々木は残留、角田は竹野と四天王の座を入れ替わった[88]。

#### 四天王空席争奪戦
メンバーの卒業などで空席となった四天王の座をかけて、複数のU-18メンバーが戦った。
1. 2018年2月21日放送「今夜…新四天王誕生！U-18歌うま甲子園」
竹野の高校卒業にともない空席となる四天王の座をかけて実力者12人が戦った。結果は3位が佐藤絢音、2位が熊田このは、1位が佐久間彩加となり、佐久間が新たな四天王となった[120]。
2. 2019年11月17日放送「U-18歌うま甲子園　四天王争奪戦」
堀優衣の高校卒業にともない空席となる四天王の座をかけて実力者9人が戦った。結果は3位が熊田このは、2位が澤口優聖、1位が馬場亜衣里となり、馬場が新たな四天王となった。
3. 2022年1月16日放送「U-18歌うま甲子園2022開幕戦」
予選で同じブロックにいた北本莉斗と久保陽貴に対し、2人のうちで決勝へ進出した方が空席となっている四天王になれると番組冒頭で発表された。結果は北本が99.647、久保が99.083となり、これによって決勝に進出した北本が四天王の称号を得る。これにより、1年10月以上ぶりにU-18四天王メンバーが4人揃った。
4. 2023年7月9日放送「四天王を倒せ！U18甲子園」
実力者12人が現役四天王ごとの3ブロックに分かれ、四天王の空席1枠をかけて競った。現役四天王を破り優勝することが条件とされたが、予選では2位に甘んじながら敗者復活枠で決勝戦に出場した現役四天王の久保陽貴が優勝したため新たな四天王は誕生しなかった。

## U-12リトルモンスター
2020年9月6日放送回の番組タイトル「ＴＨＥカラオケ★バトル＜リトルモンスター集結！U-12夏の歌うま頂上決戦＞」から出た称号。
テレビ東京の公式サイト次回予告ページに「リトルモンスター」の名前の由来が掲載された。
「全国から集まった12歳以下の“モンスター級に歌がうまい”9人が登場！Ａ、Ｂ、Ｃの3つのブロックに分かれて戦い、各ブロックで最高点を叩きだした人だけが決勝に進出。そして、今回の優勝者には優勝トロフィーの他、「今家族で一番欲しいモノ」が副賞として授与される！さらにあまりのレベルの高さに、あの「ピコ太郎」をプロデュースした古坂大魔王からビックなプレゼントが！？果たして夏の頂上に輝くリトルモンスターは誰だ！？」-- 引用：THEカラオケ★バトル バックナンバー【2020年9月6日　よる7時54分放送　リトルモンスター集結！Ｕ-12夏の歌うま頂上決戦】 
2020年9月6日放送回で決勝進出者の熊本エミと加藤礼愛は「U-12リトルモンスター」、優勝者の北本莉斗は、「U-12最強リトルモンスター」となった。また、その後、2020年11月1日放送回「U-18歌うま甲子園・2020頂上決戦」で、胸につける名札にも、熊本エミと北本莉斗には「U-12リトルモンスター」が用いられ、番組中何度もこの称号がオーナー堺正章によって繰り返し連呼された。
大会後には、出演者として同席していた古坂大魔王のプロデュースによりリトルモンスターたち（北本莉斗、五十嵐優稀、櫻井佑音、熊本エミ、加藤礼愛）がU-12選抜グループPeoplePurple（ピーポーパーポー）として楽曲「I wanna sing」を各有料音楽配信サイトで発表した。

## 名札
出場者は全員出場時に名札を着用する。通常名札は白い楕円形のもの(通称「ダチョウの卵」)が使われるが、トップ8とU-18四天王の出場者は特別な装飾の名札になる。

### 名札のバリエーション
- U-18四天王の者がトップ6、トップ7、トップ8になった場合、2つの称号が組み合わせられた名札になる[127]。
- トップ8、U-18四天王経験者でも陥落している場合は通常の名札になる[128]。
- 「都道府県対抗」では都道府県の形が印刷された名札になる[129]。
- 「プロ激オシ新星歌うま」では推薦者の写真やロゴが印刷された名札になる[130]。

## 主な出場者の過去の統計
「複数回優勝」もしくは「1度優勝かつ複数回99点以上を獲得」した事のある出場者についての統計。
| 区分       | 歌唱者           | 出場記録  | 出場記録 | 出場記録  | 出場記録  | 出場記録  | 得点記録  | 得点記録 | 得点記録  | 得点記録  | 得点記録 | 得点記録  | 得点記録  | 得点記録  | 得点記録  |
| 区分       | 歌唱者           | 出場 回数 | 優勝     | 決勝 進出 | 予選 敗退 | TOP 6/7/8 | 歌唱 回数 | 100 点   | 99点 後半 | 99点 前半 | 98点 台  | 98点 未満 | 最高 得点 | 最低 得点 | 平均 得点 |
| ---------- | ---------------- | --------- | -------- | --------- | --------- | --------- | --------- | -------- | --------- | --------- | -------- | --------- | --------- | --------- | --------- |
| プロ       | 城南海           | 18        | 10       | 12        | 1         | 2         | 28        | 3        | 7         | 9         | 7        | 2         | 100.000   | 97.613    | 99.087    |
| プロ       | 翠千賀           | 10        | 3        | 6         | 3         | 3         | 16        | 2        | 7         | 4         | 3        | 0         | 100.000   | 97.507    | 99.486    |
| プロ       | 宮本美季         | 7         | 3        | 6         | 1         | 2         | 13        | 2        | 2         | 8         | 1        | 0         | 100.000   | 98.302    | 99.394    |
| プロ       | RiRiKA           | 23        | 7        | 17        | 5         | 5         | 39        | 4        | 18        | 14        | 4        | 0         | 100.000   | 98.080    | 99.488    |
| プロ       | 七瀬りりこ       | 7         | 2        | 6         | 1         | 1         | 13        | 0        | 0         | 1         | 12       | 0         | 99.158    | 93.682    | 98.592    |
| プロ       | 中村萌子         | 4         | 1        | 2         | 2         | 0         | 6         | 0        | 0         | 5         | 1        | 0         | 100.000   | 98.225    | 99.154    |
| プロ       | 林部智史         | 13        | 5        | 6         | 1         | 3         | 19        | 4        | 3         | 5         | 4        | 3         | 100.000   | 97.185    | 99.121    |
| プロ       | 鈴木杏奈         | 38        | 7        | 20        | 13        | 4         | 58        | 5        | 28        | 11        | 9        | 5         | 100.000   | 96.984    | 99.284    |
| プロ       | 佐々木麻衣       | 27        | 5        | 14        | 8         | 2         | 43        | 3        | 15        | 16        | 8        | 1         | 100.000   | 97.446    | 99.318    |
| 一般       | 堀優衣           | 28        | 12       | 20        | 3         | 7         | 49        | 7        | 29        | 7         | 4        | 2         | 100.000   | 97.438    | 99.603    |
| 一般       | せびっちゃマンボ | 9         | 3        | 6         | 2         | 1         | 15        | 2        | 4         | 8         | 1        | 0         | 100.000   | 98.552    | 99.375    |
| U-18四天王 | 佐久間彩加       | 33        | 7        | 22        | 8         | 2         | 55        | 3        | 26        | 18        | 10       | 0         | 100.000   | 98.276    | 99.412    |
| U-18四天王 | 伊沢有香         | 17        | 5        | 9         | 3         | 0         | 21        | 2        | 8         | 12        | 1        | 1         | 100.000   | 94.687    | 98.416    |
| U-18四天王 | 北本莉斗         | 13        | 3        | 7         | 5         | 0         | 18        | 2        | 9         | 5         | 2        | 2         | 100.000   | 97.753    | 99.358    |
| U-18四天王 | 久保陽貴         | 13        | 4        | 10        | 3         | 0         | 21        | 2        | 2         | 12        | 4        | 1         | 100.000   | 97.705    | 98.35     |
| 元U-18     | 角田龍一         | 13        | 1        | 4         | 8         | 0         | 18        | 0        | 1         | 7         | 8        | 2         | 99.547    | 97.044    | 98.786    |
| 元U-18     | 西岡龍生         | 12        | 1        | 3         | 8         | 0         | 15        | 0        | 0         | 6         | 8        | 1         | 100.000   | 97.318    | 98.77     |
| 元U-18     | 馬場亜衣里       | 6         | 1        | 2         | 4         | 0         | 8         | 0        | 2         | 2         | 3        | 1         | 99.634    | 97.633    | 98.96     |

### 集計補足
- 99点前半は 99.000 - 99.499点、99点後半は 99.500 - 99.999点をあらわす。
- 林部智史は『カラオケ★バトル』全国No.1選手権 時代は統計に含まない。
- 第12回「芸能界メドレーバトルチーム」複数名での歌唱は得点記録には含めていないが、個人での歌唱、出場回数、優勝回数には記録には含めている。
- 第20回 「2014 U-18最強トーナメント」の準決勝で敗退の角田龍一は予選敗退に加算。
- 第44回「最強プロ VS U-18四天王 新春ドリームマッチ」は出場回数と得点記録は含んでいるが、勝利したプロ軍団の優勝回数は加算されていない。

### 主な出場者の全得点および高得点一覧
主な出場者の過去の得点の一覧および他の出場者の98点以上(LIVE DAM STADIUMは99点以上)の得点の一覧。
得点の下にリンクがあるものはYouTube公式チャンネルのフルサイズ歌唱動画へのリンクとなっている。
◎は優勝(横の数字は優勝回数)。

#### LIVE DAM
LIVE DAM(精密採点DX)を採点に使用した得点記録。
| 回  | 放送日         | ステ ージ | 区 分  | 歌唱者             | 歌唱曲                   | 得 点   | 勝 敗 | サブタイトル                   |
| --- | -------------- | --------- | ------ | ------------------ | ------------------------ | ------- | ----- | ------------------------------ |
| #02 | 2014年05月14日 | 予選      | 一般   | 林部智史           | ただ泣きたくなるの       | 097.923 | ○     | 全国No.1選手権！春の陣         |
| #02 | 2014年05月14日 | 予選      | 四天王 | 佐々木麻衣         | 瀬戸の花嫁               | 098.591 | ○     | 全国No.1選手権！春の陣         |
| #02 | 2014年05月14日 | 決勝      | 一般   | 林部智史           | 雨                       | 097.185 | ×     | 全国No.1選手権！春の陣         |
| #02 | 2014年05月14日 | 決勝      | 四天王 | 佐々木麻衣         | 二輪草                   | 098.354 | ◎1    | 全国No.1選手権！春の陣         |
| #04 | 2014年05月28日 | 1曲勝負   | 四天王 | 佐々木麻衣         | また君に恋してる         | 099.054 | ◎2    | 歌うまキッズU-12               |
| #04 | 2014年05月28日 | 1曲勝負   | 四天王 | 鈴木杏奈           | くちびるから媚薬         | 097.742 | ×     | 歌うまキッズU-12               |
| #07 | 2014年07月09日 | 予選      | プロ   | 城南海             | 花                       | 098.384 | ○     | 歌の異種格闘技戦1              |
| #07 | 2014年07月09日 | 決勝      | プロ   | 城南海             | 乾杯                     | 097.961 | ◎1    | 歌の異種格闘技戦1              |
| #08 | 2014年07月16日 | 1曲勝負   | プロ   | 神部冬馬           | なごり雪                 | 097.645 | ◎1    | 有名歌手のDNA                  |
| #09 | 2014年07月23日 | 1曲勝負   | 四天王 | 鈴木杏奈           | 黄砂に吹かれて           | 097.949 | ×     | 国民的アイドルソングスペシャル |
| #09 | 2014年07月23日 | 1曲勝負   | プロ   | 城南海             | 夜空ノムコウ             | 098.026 | ×     | 国民的アイドルソングスペシャル |
| #09 | 2014年07月23日 | 1曲勝負   | 一般   | 田島奈美           | DESIRE -情熱-            | 098.372 | ◎1    | 国民的アイドルソングスペシャル |
| #10 | 2014年07月30日 | 予選      | 四天王 | 堀優衣             | 天城越え                 | 097.909 | ○     | 夏休みSP！ U-18歌うま甲子園！  |
| #10 | 2014年07月30日 | 決勝      | 四天王 | 堀優衣             | 少年時代                 | 097.954 | ◎1    | 夏休みSP！ U-18歌うま甲子園！  |
| #11 | 2014年08月6日  | 1曲勝負   | プロ   | 神部冬馬           | やさしくなりたい         | 096.926 | ◎2    | ドラマ主題歌SP                 |
| #12 | 2014年08月20日 | 2曲合計   | プロ   | チーム奄美大島     | 徳永英明カヴァーメドレー | 095.389 | ◎2    | 芸能界メドレーバトル           |
| #12 | 2014年08月20日 | 2曲合計   | プロ   | 城南海             | 瞳をとじて               | 098.224 | ◎2    | 芸能界メドレーバトル           |
| #14 | 2014年09月10日 | 1曲勝負   | プロ   | 城南海             | Time goes by             | 099.039 | ◎3    | 失恋ソング歌うま王             |
| #14 | 2014年09月10日 | 1曲勝負   | 一般   | 林部智史           | 最後の雨                 | 097.786 | ×     | 失恋ソング歌うま王             |
| #15 | 2014年09月17日 | 予選      | プロ   | 七瀬りりこ         | おひさま〜大切なあなたへ | 098.670 | ○     | 歌の異種格闘技戦2              |
| #15 | 2014年09月17日 | 予選      | プロ   | 徳永ゆうき         | 千の風になって           | 098.892 | ○     | 歌の異種格闘技戦2              |
| #15 | 2014年09月17日 | 決勝      | プロ   | 七瀬りりこ         | 瑠璃色の地球             | 098.492 | ◎1    | 歌の異種格闘技戦2              |
| #16 | 2014年10月15日 | 予選      | U-18   | 小椋康平           | 北酒場                   | 098.032 | ×     | U-18最強王者決定戦             |
| #16 | 2014年10月15日 | 予選      | 四天王 | 鈴木杏奈           | スローモーション         | 098.754 | ×     | U-18最強王者決定戦             |
| #16 | 2014年10月15日 | 予選      | 四天王 | 角田龍一           | ラヴ・イズ・オーヴァー   | 099.322 | ○     | U-18最強王者決定戦             |
| #16 | 2014年10月15日 | 予選      | 四天王 | 堀優衣             | 津軽海峡・冬景色         | 098.955 | ○     | U-18最強王者決定戦             |
| #16 | 2014年10月15日 | 予選      | U-18   | 西岡龍生           | 糸                       | 097.318 | ×     | U-18最強王者決定戦             |
| #16 | 2014年10月15日 | 予選      | U-18   | 松崎莉沙           | I Dreamed A Dream        | 098.475 | ×     | U-18最強王者決定戦             |
| #16 | 2014年10月15日 | 予選      | 四天王 | 佐々木麻衣         | 魂のルフラン             | 098.885 | ○     | U-18最強王者決定戦             |
| #16 | 2014年10月15日 | 決勝      | 四天王 | 佐々木麻衣         | わたし祈ってます         | 098.621 | ×     | U-18最強王者決定戦             |
| #16 | 2014年10月15日 | 決勝      | 四天王 | 堀優衣             | 君をのせて               | 098.702 | ◎2    | U-18最強王者決定戦             |
| #16 | 2014年10月15日 | 決勝      | 四天王 | 角田龍一           | さよならの向う側         | 098.063 | ×     | U-18最強王者決定戦             |
| #18 | 2014年11月05日 | 1曲勝負   | プロ   | 城南海             | 雪の華                   | 098.018 | ◎4    | クリスマス＆冬のラブソング     |
| #19 | 2014年11月19日 | 予選      | プロ   | MEME(ケラケラ)     | 奏                       | 098.259 | ○     | 歌の異種格闘技戦3              |
| #19 | 2014年11月19日 | 予選      | プロ   | 七瀬りりこ         | 千の風になって           | 098.204 | ○     | 歌の異種格闘技戦3              |
| #19 | 2014年11月19日 | 予選      | プロ   | 城南海             | 三日月                   | 098.748 | ○     | 歌の異種格闘技戦3              |
| #19 | 2014年11月19日 | 決勝      | プロ   | 七瀬りりこ         | 心ひとつ                 | 098.255 | ×     | 歌の異種格闘技戦3              |
| #19 | 2014年11月19日 | 決勝      | プロ   | 城南海             | OH MY LITTLE GIRL        | 098.538 | ◎5    | 歌の異種格闘技戦3              |
| #20 | 2014年12月24日 | 1回戦     | 四天王 | 佐々木麻衣         | 時の流れに身をまかせ     | 099.521 | ○     | 2014 U-18最強トーナメント      |
| #20 | 2014年12月24日 | 1回戦     | U-18   | 藤井菜央           | 三日月                   | 098.231 | ×     | 2014 U-18最強トーナメント      |
| #20 | 2014年12月24日 | 1回戦     | 四天王 | 鈴木杏奈           | 北ウイング               | 096.984 | ×     | 2014 U-18最強トーナメント      |
| #20 | 2014年12月24日 | 1回戦     | 四天王 | 角田龍一           | 最後の雨                 | 098.814 | ○     | 2014 U-18最強トーナメント      |
| #20 | 2014年12月24日 | 1回戦     | U-18   | ウィラコーンわたる | Mr.ブルー 〜私の地球〜   | 098.680 | ×     | 2014 U-18最強トーナメント      |
| #20 | 2014年12月24日 | 1回戦     | 四天王 | 堀優衣             | じょんから女節           | 099.083 | ×     | 2014 U-18最強トーナメント      |
| #20 | 2014年12月24日 | 1回戦     | U-18   | さくらまや         | 魂のルフラン             | 099.309 | ○     | 2014 U-18最強トーナメント      |
| #20 | 2014年12月24日 | 準決勝    | 四天王 | 佐々木麻衣         | 酒よ                     | 099.288 | ○     | 2014 U-18最強トーナメント      |
| #20 | 2014年12月24日 | 準決勝    | 四天王 | 角田龍一           | 道しるべ                 | 098.596 | ×     | 2014 U-18最強トーナメント      |
| #20 | 2014年12月24日 | 準決勝    | U-18   | 西川怜伽           | 愛のうた                 | 098.168 | ×     | 2014 U-18最強トーナメント      |
| #20 | 2014年12月24日 | 準決勝    | U-18   | さくらまや         | 赤いスイートピー         | 098.381 | ○     | 2014 U-18最強トーナメント      |
| #20 | 2014年12月24日 | 決勝      | 四天王 | 佐々木麻衣         | 愛のままで…              | 098.872 | ◎3    | 2014 U-18最強トーナメント      |
| #20 | 2014年12月24日 | 決勝      | U-18   | さくらまや         | 時の流れに身をまかせ     | 098.867 | ×     | 2014 U-18最強トーナメント      |
| #21 | 2015年01月07日 | 予選      | 一般   | 遠藤かおり         | あなたの空を翔びたい     | 099.014 | ○     | 全国No.1選手権                 |
| #21 | 2015年01月07日 | 予選      | 一般   | 林部智史           | 愛し君へ                 | 099.036 | ○     | 全国No.1選手権                 |
| #21 | 2015年01月07日 | 予選      | 一般   | せびっちゃマンボ   | 別れてもありがとう       | 099.020 | ○     | 全国No.1選手権                 |
| #21 | 2015年01月07日 | 決勝      | 一般   | 遠藤かおり         | 瑠璃色の地球             | 098.319 | ×     | 全国No.1選手権                 |
| #21 | 2015年01月07日 | 決勝      | 一般   | せびっちゃマンボ   | ハナミズキ               | 098.552 | ×     | 全国No.1選手権                 |
| #21 | 2015年01月07日 | 決勝      | 一般   | 林部智史           | Only Human               | 099.198 | ◎1    | 全国No.1選手権                 |
| #22 | 2015年02月11日 | 予選      | プロ   | 冨田麗香           | 卒業写真                 | 098.278 | ○     | 歌の異種格闘技戦4              |
| #22 | 2015年02月11日 | 予選      | プロ   | 秋夢乃             | 夢やぶれて               | 098.299 | ○     | 歌の異種格闘技戦4              |
| #22 | 2015年02月11日 | 決勝      | プロ   | 木山裕策           | home                     | 098.106 | ◎1    | 歌の異種格闘技戦4              |
| #22 | 2015年02月11日 | 決勝      | プロ   | 秋夢乃             | Memory                   | 098.050 | ×     | 歌の異種格闘技戦4              |
| #23 | 2015年02月18日 | 1曲勝負   | 四天王 | 鈴木杏奈           | いい日旅立ち             | 099.468 | ◎1    | 歌うまキッズU-12               |
| #24 | 2015年02月25日 | 1曲勝負   | 四天王 | 堀優衣             | 瞳はダイアモンド         | 099.105 | ×     | 100点ホルダースペシャル        |
| #24 | 2015年02月25日 | 1曲勝負   | 一般   | 林部智史           | 未来へ                   | 098.724 | ×     | 100点ホルダースペシャル        |
| #24 | 2015年02月25日 | 1曲勝負   | 一般   | 遠藤昌和           | また君に恋してる         | 100.000 | ◎1    | 100点ホルダースペシャル        |
| #24 | 2015年02月25日 | 1曲勝負   | 四天王 | 佐々木麻衣         | 酒よ                     | 099.748 | ×     | 100点ホルダースペシャル        |
| #24 | 2015年02月25日 | 1曲勝負   | 一般   | 田島奈美           | Precious                 | 098.222 | ×     | 100点ホルダースペシャル        |
| #24 | 2015年02月25日 | 1曲勝負   | 一般   | せびっちゃマンボ   | 宗右衛門町ブルース       | 099.250 | ×     | 100点ホルダースペシャル        |
| #26 | 2015年03月18日 | 予選      | 一般   | 伊藤ゆり           | 飛び方を忘れた小さな鳥   | 098.110 | ○     | チャンピオンズカップ           |
| #26 | 2015年03月18日 | 予選      | プロ   | 城南海             | This Love                | 097.613 | ○     | チャンピオンズカップ           |
| #26 | 2015年03月18日 | 決勝      | プロ   | 城南海             | 流星群                   | 098.497 | ◎6    | チャンピオンズカップ           |
| #27 | 2015年04月01日 | 予選      | 四天王 | 角田龍一           | オリビアを聴きながら     | 097.703 | ×     | U-18最強王者決定戦             |
| #27 | 2015年04月01日 | 予選      | 四天王 | 鈴木杏奈           | 未来予想図II             | 099.625 | ○     | U-18最強王者決定戦             |
| #27 | 2015年04月01日 | 予選      | U-18   | 西岡龍生           | さらば恋人               | 098.783 | ×     | U-18最強王者決定戦             |
| #27 | 2015年04月01日 | 予選      | 四天王 | 堀優衣             | 時の流れに身をまかせ     | 099.902 | ○     | U-18最強王者決定戦             |
| #27 | 2015年04月01日 | 予選      | 四天王 | 佐々木麻衣         | 昔の名前で出ています     | 099.024 | ○     | U-18最強王者決定戦             |
| #27 | 2015年04月01日 | 決勝      | 四天王 | 佐々木麻衣         | くちなしの花             | 098.610 | ×     | U-18最強王者決定戦             |
| #27 | 2015年04月01日 | 決勝      | 四天王 | 鈴木杏奈           | 聖母たちのララバイ       | 099.471 | ◎2    | U-18最強王者決定戦             |
| #27 | 2015年04月01日 | 決勝      | 四天王 | 堀優衣             | Only Human               | 099.078 | ×     | U-18最強王者決定戦             |
| #28 | 2015年04月08日 | 予選      | プロ   | 七瀬りりこ         | もののけ姫               | 098.105 | ○     | 歌の異種格闘技戦5              |
| #28 | 2015年04月08日 | 決勝      | プロ   | 七瀬りりこ         | ミオ・アモーレ           | 098.572 | ◎2    | 歌の異種格闘技戦5              |
| #30 | 2015年04月29日 | 予選      | 一般   | せびっちゃマンボ   | 涙そうそう               | 099.560 | ○     | 最強アマ集結!歌うま王決定戦!   |
| #30 | 2015年04月29日 | 予選      | 一般   | 門田しほり         | 果てなく続くストーリー   | 098.483 | ×     | 最強アマ集結!歌うま王決定戦!   |
| #30 | 2015年04月29日 | 予選      | 一般   | 林部智史           | PIECE OF MY WISH         | 099.365 | ○     | 最強アマ集結!歌うま王決定戦!   |
| #30 | 2015年04月29日 | 予選      | 一般   | 最上谷敬一         | 道                       | 098.961 | ○     | 最強アマ集結!歌うま王決定戦!   |
| #30 | 2015年04月29日 | 決勝      | 一般   | せびっちゃマンボ   | さざんかの宿             | 099.468 | ×     | 最強アマ集結!歌うま王決定戦!   |
| #30 | 2015年04月29日 | 決勝      | 一般   | 林部智史           | あなたに逢いたくて       | 099.644 | ◎2    | 最強アマ集結!歌うま王決定戦!   |
| #31 | 2015年05月27日 | 1曲勝負   | 一般   | 林部智史           | ひまわりの約束           | 098.982 | ◎3    | 泣ける名曲グランプリ           |
| #32 | 2015年06月03日 | 予選      | プロ   | 翠千賀             | みずいろの雨             | 098.389 | ×     | 歌の異種格闘技戦6              |
| #32 | 2015年06月03日 | 予選      | プロ   | 城南海             | Good-bye days            | 099.240 | ○     | 歌の異種格闘技戦6              |
| #32 | 2015年06月03日 | 予選      | プロ   | RiRiKA             | あなた                   | 099.548 | ○     | 歌の異種格闘技戦6              |
| #32 | 2015年06月03日 | 予選      | プロ   | 徳永ゆうき         | 童神〜ヤマトグチ〜       | 098.569 | ×     | 歌の異種格闘技戦6              |
| #32 | 2015年06月03日 | 決勝      | プロ   | 城南海             | メロディー               | 099.077 | ◎7    | 歌の異種格闘技戦6              |
| #32 | 2015年06月03日 | 決勝      | プロ   | RiRiKA             | 366日                    | 098.080 | ×     | 歌の異種格闘技戦6              |
| #33 | 2015年07月08日 | 予選      | プロ   | 翠千賀             | いつか王子様が           | 098.891 | ○     | ファンタジーソング王選手権     |
| #33 | 2015年07月08日 | 予選      | プロ   | 清水彩花           | 美女と野獣               | 098.068 | ×     | ファンタジーソング王選手権     |
| #33 | 2015年07月08日 | 決勝      | プロ   | 翠千賀             | 星に願いを               | 099.380 | ◎1    | ファンタジーソング王選手権     |

#### LIVE DAM STADIUM
LIVE DAM STADIUM(精密採点DX-G、精密採点DXデュエット)を採点に使用した得点記録。
| 回  | 放送日         | ステ ージ | 区 分  | 歌唱者                    | 歌唱曲                      | 得 点   | 勝 敗 | サブタイトル                   |
| --- | -------------- | --------- | ------ | ------------------------- | --------------------------- | ------- | ----- | ------------------------------ |
| #33 | 2015年07月08日 | 予選      | 混合   | 城南海＆林部智史          | A Whole New World           | 099.278 | ○     | ファンタジーソング王選手権     |
| #33 | 2015年07月08日 | 決勝      | 混合   | 城南海＆林部智史          | 輝く未来                    | 099.319 | ×     | ファンタジーソング王選手権     |
| #35 | 2015年08月05日 | 予選      | 四天王 | 鈴木杏奈                  | 夏の扉                      | 098.461 | ×     | U-18歌うま甲子園               |
| #35 | 2015年08月05日 | 予選      | 四天王 | 角田龍一                  | 少年時代                    | 097.044 | ×     | U-18歌うま甲子園               |
| #35 | 2015年08月05日 | 予選      | 四天王 | 堀優衣                    | つぐない                    | 099.805 | ○     | U-18歌うま甲子園               |
| #35 | 2015年08月05日 | 予選      | 四天王 | 佐々木麻衣                | 釜山港へ帰れ                | 099.337 | ×     | U-18歌うま甲子園               |
| #35 | 2015年08月05日 | 決勝      | 四天王 | 堀優衣                    | 桃色吐息                    | 099.877 | ◎3    | U-18歌うま甲子園               |
| #36 | 2015年08月26日 | 予選      | 一般   | せびっちゃマンボ          | ひこうき雲                  | 099.026 | ○     | 最強アマ集結！歌うま王決定戦！ |
| #36 | 2015年08月26日 | 予選      | 一般   | 林部智史                  | Squall                      | 099.311 | ○     | 最強アマ集結！歌うま王決定戦！ |
| #36 | 2015年08月26日 | 決勝      | 一般   | せびっちゃマンボ          | 糸                          | 099.355 | ◎1    | 最強アマ集結！歌うま王決定戦！ |
| #36 | 2015年08月26日 | 決勝      | 一般   | 林部智史                  | 木蘭の涙                    | 098.692 | ×     | 最強アマ集結！歌うま王決定戦！ |
| #37 | 2015年09月02日 | 予選      | プロ   | RiRiKA                    | This Love                   | 099.141 | ○     | 歌の異種格闘技戦7              |
| #37 | 2015年09月02日 | 予選      | プロ   | 城南海                    | かたち あるもの             | 099.496 | ○     | 歌の異種格闘技戦7              |
| #37 | 2015年09月02日 | 決勝      | プロ   | RiRiKA                    | 昴                          | 099.132 | ×     | 歌の異種格闘技戦7              |
| #37 | 2015年09月02日 | 決勝      | プロ   | 城南海                    | Another Orion               | 099.292 | ◎8    | 歌の異種格闘技戦7              |
| #38 | 2015年09月16日 | 予選      | 四天王 | 鈴木杏奈                  | 風立ちぬ                    | 099.598 | ○     | 都道府県対抗1                  |
| #38 | 2015年09月16日 | 予選      | U-18   | 西岡龍生                  | あの鐘を鳴らすのはあなた    | 098.718 | ○     | 都道府県対抗1                  |
| #38 | 2015年09月16日 | 予選      | 一般   | 林部智史                  | 元気を出して                | 098.516 | ×     | 都道府県対抗1                  |
| #38 | 2015年09月16日 | 決勝      | 四天王 | 鈴木杏奈                  | DESIRE -情熱-               | 099.078 | ×     | 都道府県対抗1                  |
| #38 | 2015年09月16日 | 決勝      | U-18   | 西岡龍生                  | 上を向いて歩こう            | 099.457 | ◎1    | 都道府県対抗1                  |
| #40 | 2015年10月14日 | 予選      | 四天王 | 角田龍一                  | Love is...                  | 098.423 | ×     | 2015年間王者決定戦             |
| #40 | 2015年10月14日 | 予選      | 一般   | せびっちゃマンボ          | 時の過ぎゆくままに          | 099.395 | ×     | 2015年間王者決定戦             |
| #40 | 2015年10月14日 | 予選      | 四天王 | 鈴木杏奈                  | 慟哭                        | 099.436 | ×     | 2015年間王者決定戦             |
| #40 | 2015年10月14日 | 予選      | U-18   | 西岡龍生                  | 道化師のソネット            | 099.123 | ×     | 2015年間王者決定戦             |
| #40 | 2015年10月14日 | 予選      | 四天王 | 堀優衣                    | セーラー服と機関銃          | 099.893 | ○     | 2015年間王者決定戦             |
| #40 | 2015年10月14日 | 予選      | 一般   | 林部智史                  | サイレント・イヴ            | 100.000 | ○     | 2015年間王者決定戦             |
| #40 | 2015年10月14日 | 予選      | プロ   | 垣内りか                  | Hello, Again                | 099.300 | ×     | 2015年間王者決定戦             |
| #40 | 2015年10月14日 | 予選      | プロ   | 神部冬馬                  | なごり雪                    | 098.127 | ×     | 2015年間王者決定戦             |
| #40 | 2015年10月14日 | 予選      | プロ   | 城南海                    | ORION                       | 100.000 | ○     | 2015年間王者決定戦             |
| #40 | 2015年10月14日 | 予選      | プロ   | 翠千賀                    | あの鐘を鳴らすのはあなた    | 099.912 | ○     | 2015年間王者決定戦             |
| #40 | 2015年10月14日 | 予選      | プロ   | 七瀬りりこ                | 飛び方を忘れた小さな鳥      | 098.945 | ○     | 2015年間王者決定戦             |
| #40 | 2015年10月14日 | 予選      | プロ   | RiRiKA                    | ただ泣きたくなるの          | 099.898 | ○     | 2015年間王者決定戦             |
| #40 | 2015年10月14日 | 決勝      | プロ   | 七瀬りりこ                | 抱いて…                     | 099.038 | ×     | 2015年間王者決定戦             |
| #40 | 2015年10月14日 | 決勝      | 四天王 | 堀優衣                    | PRIDE                       | 098.681 | ×     | 2015年間王者決定戦             |
| #40 | 2015年10月14日 | 決勝      | プロ   | RiRiKA                    | 恋におちて -Fall in love-   | 099.067 | ×     | 2015年間王者決定戦             |
| #40 | 2015年10月14日 | 決勝      | プロ   | 翠千賀                    | 恋の予感                    | 099.392 | ×     | 2015年間王者決定戦             |
| #40 | 2015年10月14日 | 決勝      | 一般   | 林部智史                  | LOVE〜Destiny〜             | 100.000 | ◎4    | 2015年間王者決定戦             |
| #40 | 2015年10月14日 | 決勝      | プロ   | 城南海                    | 果てなく続くストーリー      | 099.628 | ×     | 2015年間王者決定戦             |
| #41 | 2015年11月25日 | 予選      | 四天王 | 鈴木杏奈                  | 天使のウィンク              | 099.068 | ×     | U-18歌うま甲子園               |
| #41 | 2015年11月25日 | 予選      | U-18   | 元永航太                  | 酒よ                        | 099.153 | ○     | U-18歌うま甲子園               |
| #41 | 2015年11月25日 | 予選      | 四天王 | 角田龍一                  | 街の灯り                    | 099.547 | ○     | U-18歌うま甲子園               |
| #41 | 2015年11月25日 | 予選      | U-18   | 西岡龍生                  | 童神〜ヤマトグチ〜          | 098.774 | ×     | U-18歌うま甲子園               |
| #41 | 2015年11月25日 | 予選      | 四天王 | 佐々木麻衣                | 大阪しぐれ                  | 099.445 | ○     | U-18歌うま甲子園               |
| #41 | 2015年11月25日 | 決勝      | U-18   | 元永航太                  | 南部蝉しぐれ                | 099.289 | ×     | U-18歌うま甲子園               |
| #41 | 2015年11月25日 | 決勝      | 四天王 | 角田龍一                  | even if                     | 099.346 | ◎1    | U-18歌うま甲子園               |
| #41 | 2015年11月25日 | 決勝      | 四天王 | 佐々木麻衣                | ブルー・ライト・ヨコハマ    | 099.125 | ×     | U-18歌うま甲子園               |
| #42 | 2015年12月09日 | 予選      | プロ   | 七瀬りりこ                | サイレント・イヴ            | 098.768 | ○     | 最強女子ボーカリスト1          |
| #42 | 2015年12月09日 | 決勝      | プロ   | 七瀬りりこ                | 瞳をとじて                  | 098.336 | ×     | 最強女子ボーカリスト1          |
| #43 | 2015年12月23日 | 予選      | プロ   | RiRiKA                    | おひさま〜大切なあなたへ    | 099.125 | ○     | 歌の異種格闘技戦8              |
| #43 | 2015年12月23日 | 予選      | プロ   | 翠千賀                    | 長い夜                      | 099.800 | ○     | 歌の異種格闘技戦8              |
| #43 | 2015年12月23日 | 予選      | プロ   | 城南海                    | 眩暈                        | 099.407 | ○     | 歌の異種格闘技戦8              |
| #43 | 2015年12月23日 | 決勝      | プロ   | RiRiKA                    | 聖母たちのララバイ          | 099.637 | ×     | 歌の異種格闘技戦8              |
| #43 | 2015年12月23日 | 決勝      | プロ   | 翠千賀                    | 果てなく続くストーリー      | 099.625 | ×     | 歌の異種格闘技戦8              |
| #43 | 2015年12月23日 | 決勝      | プロ   | 城南海                    | Hello, Again                | 099.757 | ◎9    | 歌の異種格闘技戦8              |
| #44 | 2016年01月01日 | 1対1      | 四天王 | 堀優衣                    | リフレインが叫んでる        | 098.679 | ×     | 新春ドリームマッチ             |
| #44 | 2016年01月01日 | 1対1      | プロ   | RiRiKA                    | あの日にかえりたい          | 098.750 | ○     | 新春ドリームマッチ             |
| #44 | 2016年01月01日 | 1対1      | 四天王 | 鈴木杏奈                  | 赤いスイートピー            | 098.677 | ○     | 新春ドリームマッチ             |
| #44 | 2016年01月01日 | 1対1      | 四天王 | 角田龍一                  | 冬のリヴィエラ              | 099.421 | ×     | 新春ドリームマッチ             |
| #44 | 2016年01月01日 | 1対1      | プロ   | 林部智史                  | 冬のうた                    | 099.872 | ○     | 新春ドリームマッチ             |
| #44 | 2016年01月01日 | 1対1      | U-18   | 西岡龍生                  | 糸                          | 098.501 | ×     | 新春ドリームマッチ             |
| #44 | 2016年01月01日 | 1対1      | プロ   | 翠千賀                    | ヘッドライト・テールライト  | 098.513 | ○     | 新春ドリームマッチ             |
| #44 | 2016年01月01日 | 1対1      | 四天王 | 佐々木麻衣                | 異邦人                      | 099.066 | ×     | 新春ドリームマッチ             |
| #44 | 2016年01月01日 | 1対1      | プロ   | 城南海                    | Voyage                      | 099.413 | ○     | 新春ドリームマッチ             |
| #45 | 2016年01月13日 | 予選      | U-18   | 森本ゆりあ                | 時の流れに身をまかせ        | 099.030 | ×     | 都道府県対抗2                  |
| #45 | 2016年01月13日 | 予選      | 一般   | せびっちゃマンボ          | また逢う日まで              | 100.000 | ○     | 都道府県対抗2                  |
| #45 | 2016年01月13日 | 予選      | U-18   | 西岡龍生                  | 麦の唄                      | 098.656 | ○     | 都道府県対抗2                  |
| #45 | 2016年01月13日 | 予選      | 一般   | 伊藤ゆり                  | かたち あるもの             | 099.406 | ○     | 都道府県対抗2                  |
| #45 | 2016年01月13日 | 決勝      | 一般   | せびっちゃマンボ          | 幸せな結末                  | 099.562 | ◎2    | 都道府県対抗2                  |
| #45 | 2016年01月13日 | 決勝      | U-18   | 西岡龍生                  | 『いちご白書』をもう一度    | 099.175 | ×     | 都道府県対抗2                  |
| #45 | 2016年01月13日 | 決勝      | 一般   | 伊藤ゆり                  | ORION                       | 099.043 | ×     | 都道府県対抗2                  |
| #46 | 2016年01月27日 | 予選      | プロ   | RiRiKA                    | 瞳はダイアモンド            | 099.112 | ○     | 歌の異種格闘技戦9              |
| #46 | 2016年01月27日 | 予選      | プロ   | 松阪ゆうき                | 長い夜                      | 099.031 | ×     | 歌の異種格闘技戦9              |
| #46 | 2016年01月27日 | 予選      | プロ   | 宮本美季                  | Everything                  | 099.216 | ○     | 歌の異種格闘技戦9              |
| #46 | 2016年01月27日 | 予選      | プロ   | 翠千賀                    | ワインレッドの心            | 099.777 | ×     | 歌の異種格闘技戦9              |
| #46 | 2016年01月27日 | 予選      | プロ   | 城南海                    | 月のしずく                  | 100.000 | ○     | 歌の異種格闘技戦9              |
| #46 | 2016年01月27日 | 決勝      | プロ   | RiRiKA                    | つばさ                      | 099.612 | ◎1    | 歌の異種格闘技戦9              |
| #46 | 2016年01月27日 | 決勝      | プロ   | 宮本美季                  | First Love                  | 098.302 | ×     | 歌の異種格闘技戦9              |
| #46 | 2016年01月27日 | 決勝      | プロ   | 城南海                    | 壊れかけのRadio             | 099.582 | ×     | 歌の異種格闘技戦9              |
| #47 | 2016年02月10日 | 予選      | U-18   | 竹野留里                  | 天城越え                    | 098.496 | ×     | U-18歌うま甲子園               |
| #47 | 2016年02月10日 | 予選      | 四天王 | 鈴木杏奈                  | あなたに会えてよかった      | 099.082 | ○     | U-18歌うま甲子園               |
| #47 | 2016年02月10日 | 予選      | U-18   | 西岡龍生                  | 遠く遠く                    | 098.170 | ×     | U-18歌うま甲子園               |
| #47 | 2016年02月10日 | 予選      | 四天王 | 角田龍一                  | ごめんね…                   | 099.045 | ×     | U-18歌うま甲子園               |
| #47 | 2016年02月10日 | 予選      | 四天王 | 佐々木麻衣                | そんな夕子にほれました      | 099.322 | ○     | U-18歌うま甲子園               |
| #47 | 2016年02月10日 | 決勝      | 四天王 | 鈴木杏奈                  | FU-JI-TSU                   | 099.455 | ◎3    | U-18歌うま甲子園               |
| #47 | 2016年02月10日 | 決勝      | 四天王 | 佐々木麻衣                | 硝子坂                      | 099.333 | ×     | U-18歌うま甲子園               |
| #48 | 2016年02月24日 | 予選      | プロ   | 宮本美季                  | ごめんね…                   | 099.547 | ○     | 最強女子ボーカリスト2          |
| #48 | 2016年02月24日 | 予選      | プロ   | 七瀬りりこ                | 側にいて                    | 098.542 | ○     | 最強女子ボーカリスト2          |
| #48 | 2016年02月24日 | 決勝      | プロ   | 宮本美季                  | カブトムシ                  | 099.351 | ◎1    | 最強女子ボーカリスト2          |
| #48 | 2016年02月24日 | 決勝      | プロ   | 七瀬りりこ                | 木蘭の涙                    | 098.934 | ×     | 最強女子ボーカリスト2          |
| #49 | 2016年03月16日 | 予選      | U-18   | 西岡龍生                  | 海の声                      | 099.266 | ×     | 春のグランプリ                 |
| #49 | 2016年03月16日 | 予選      | 四天王 | 鈴木杏奈                  | YELL                        | 099.425 | ×     | 春のグランプリ                 |
| #49 | 2016年03月16日 | 予選      | 四天王 | 角田龍一                  | 酒と泪と男と女              | 098.474 | ×     | 春のグランプリ                 |
| #49 | 2016年03月16日 | 予選      | 四天王 | 佐々木麻衣                | シクラメンのかほり          | 099.090 | ×     | 春のグランプリ                 |
| #49 | 2016年03月16日 | 予選      | 四天王 | 堀優衣                    | Woman "Wの悲劇"より         | 099.978 | ○     | 春のグランプリ                 |
| #49 | 2016年03月16日 | 予選      | 一般   | せびっちゃマンボ          | さよならの向う側            | 099.543 | ○     | 春のグランプリ                 |
| #49 | 2016年03月16日 | 予選      | プロ   | 七瀬りりこ                | for you…                    | 098.832 | ×     | 春のグランプリ                 |
| #49 | 2016年03月16日 | 予選      | プロ   | 宮本美季                  | あなたに逢いたくて          | 099.495 | ○     | 春のグランプリ                 |
| #49 | 2016年03月16日 | 予選      | プロ   | 森恵                      | 歌うたいのバラッド          | 099.061 | ×     | 春のグランプリ                 |
| #49 | 2016年03月16日 | 予選      | プロ   | 翠千賀                    | また君に恋してる            | 099.715 | ○     | 春のグランプリ                 |
| #49 | 2016年03月16日 | 予選      | プロ   | RiRiKA                    | あなたの空を翔びたい        | 100.000 | ○     | 春のグランプリ                 |
| #49 | 2016年03月16日 | 予選      | プロ   | 林部智史                  | 桜色舞うころ                | 099.277 | ○     | 春のグランプリ                 |
| #49 | 2016年03月16日 | 予選      | プロ   | 城南海                    | 卒業写真                    | 099.085 | ×     | 春のグランプリ                 |
| #49 | 2016年03月16日 | 決勝      | プロ   | 林部智史                  | 桜の雨、いつか              | 099.789 | ×     | 春のグランプリ                 |
| #49 | 2016年03月16日 | 決勝      | プロ   | 宮本美季                  | Another Orion               | 099.292 | ×     | 春のグランプリ                 |
| #49 | 2016年03月16日 | 決勝      | 一般   | せびっちゃマンボ          | 想い出がいっぱい            | 099.048 | ×     | 春のグランプリ                 |
| #49 | 2016年03月16日 | 決勝      | プロ   | 翠千賀                    | 愛しき日々                  | 099.726 | ×     | 春のグランプリ                 |
| #49 | 2016年03月16日 | 決勝      | 四天王 | 堀優衣                    | あなたに逢いたくて          | 100.000 | ◎4    | 春のグランプリ                 |
| #49 | 2016年03月16日 | 決勝      | プロ   | RiRiKA                    | 道化師のソネット            | 099.241 | ×     | 春のグランプリ                 |
| #50 | 2016年03月23日 | 予選      | プロ   | 中村萌子                  | おひさま〜大切なあなたへ    | 099.365 | ○     | プロ激オシ新星                 |
| #50 | 2016年03月23日 | 決勝      | プロ   | 中村萌子                  | 瞳はダイアモンド            | 099.160 | ◎1    | プロ激オシ新星                 |
| #51 | 2016年04月06日 | 予選      | 四天王 | 佐々木麻衣                | 雨の御堂筋                  | 098.389 | ○     | U-18春の歌うま大甲子園         |
| #51 | 2016年04月06日 | 予選      | 四天王 | 鈴木杏奈                  | セカンド・ラブ              | 099.698 | ○     | U-18春の歌うま大甲子園         |
| #51 | 2016年04月06日 | 予選      | U-18   | 竹野留里                  | じょんから女節              | 099.162 | ○     | U-18春の歌うま大甲子園         |
| #51 | 2016年04月06日 | 予選      | 四天王 | 角田龍一                  | You're My Only Shinin' Star | 098.997 | ×     | U-18春の歌うま大甲子園         |
| #51 | 2016年04月06日 | 予選      | U-18   | 西岡龍生                  | オリビアを聴きながら        | 099.129 | ○     | U-18春の歌うま大甲子園         |
| #51 | 2016年04月06日 | 予選      | 四天王 | 堀優衣                    | さよならのオーシャン        | 100.000 | ○     | U-18春の歌うま大甲子園         |
| #51 | 2016年04月06日 | 決勝      | 四天王 | 佐々木麻衣                | ふりむかないで              | 099.447 | ×     | U-18春の歌うま大甲子園         |
| #51 | 2016年04月06日 | 決勝      | U-18   | 西岡龍生                  | 春なのに                    | 098.438 | ×     | U-18春の歌うま大甲子園         |
| #51 | 2016年04月06日 | 決勝      | U-18   | 竹野留里                  | 帰ってこいよ                | 098.463 | ×     | U-18春の歌うま大甲子園         |
| #51 | 2016年04月06日 | 決勝      | 四天王 | 鈴木杏奈                  | チェリーブラッサム          | 099.661 | ×     | U-18春の歌うま大甲子園         |
| #51 | 2016年04月06日 | 決勝      | 四天王 | 堀優衣                    | ORION                       | 099.888 | ◎5    | U-18春の歌うま大甲子園         |
| #52 | 2016年05月04日 | 予選      | プロ   | 結城安浩                  | ワインレッドの心            | 099.231 | ×     | 歌の異種格闘技戦10             |
| #52 | 2016年05月04日 | 予選      | プロ   | RiRiKA                    | 生きてこそ                  | 099.468 | ○     | 歌の異種格闘技戦10             |
| #52 | 2016年05月04日 | 予選      | プロ   | 中村萌子                  | 木蘭の涙                    | 099.196 | ×     | 歌の異種格闘技戦10             |
| #52 | 2016年05月04日 | 予選      | プロ   | 宮本美季                  | Swallowtail Butterfly       | 099.792 | ○     | 歌の異種格闘技戦10             |
| #52 | 2016年05月04日 | 予選      | プロ   | 渡辺江里子 (阿佐ヶ谷姉妹) | 魂のルフラン                | 099.656 | ×     | 歌の異種格闘技戦10             |
| #52 | 2016年05月04日 | 予選      | プロ   | 翠千賀                    | 糸                          | 099.400 | ×     | 歌の異種格闘技戦10             |
| #52 | 2016年05月04日 | 決勝      | プロ   | RiRiKA                    | 『いちご白書』をもう一度    | 099.260 | ×     | 歌の異種格闘技戦10             |
| #52 | 2016年05月04日 | 決勝      | プロ   | 宮本美季                  | 空と君のあいだに            | 099.401 | ◎2    | 歌の異種格闘技戦10             |
| #53 | 2016年05月18日 | 予選      | 一般   | 門田しほり                | PIECE OF MY WISH            | 099.568 | ○     | 全国統一 最強歌うま王          |
| #53 | 2016年05月18日 | 予選      | 一般   | 三好乃武士                | ALONE                       | 099.099 | ×     | 全国統一 最強歌うま王          |
| #53 | 2016年05月18日 | 予選      | 一般   | せびっちゃマンボ          | 襟裳岬                      | 099.809 | ○     | 全国統一 最強歌うま王          |
| #53 | 2016年05月18日 | 予選      | 一般   | 間聖次朗                  | あの鐘を鳴らすのはあなた    | 099.172 | ○     | 全国統一 最強歌うま王          |
| #53 | 2016年05月18日 | 決勝      | 一般   | 門田しほり                | 明日への手紙                | 099.465 | ×     | 全国統一 最強歌うま王          |
| #53 | 2016年05月18日 | 決勝      | 一般   | せびっちゃマンボ          | 岬めぐり                    | 100.000 | ◎3    | 全国統一 最強歌うま王          |
| #53 | 2016年05月18日 | 決勝      | 一般   | 間聖次朗                  | 千の風になって              | 099.043 | ×     | 全国統一 最強歌うま王          |
| #54 | 2016年06月01日 | 予選      | プロ   | 宮本美季                  | Automatic                   | 099.157 | ○     | 最強女子ボーカリスト3          |
| #54 | 2016年06月01日 | 予選      | プロ   | 藤田麻衣子                | 駅                          | 099.038 | ×     | 最強女子ボーカリスト3          |
| #54 | 2016年06月01日 | 予選      | プロ   | 沼尾みゆき                | PIECE OF MY WISH            | 099.175 | ○     | 最強女子ボーカリスト3          |
| #54 | 2016年06月01日 | 予選      | プロ   | MARIA-E                   | 愛のうた                    | 099.076 | ×     | 最強女子ボーカリスト3          |
| #54 | 2016年06月01日 | 予選      | プロ   | 城南海                    | 青の時代                    | 099.676 | ○     | 最強女子ボーカリスト3          |
| #54 | 2016年06月01日 | 決勝      | プロ   | 宮本美季                  | Everlasting                 | 099.315 | ×     | 最強女子ボーカリスト3          |
| #54 | 2016年06月01日 | 決勝      | プロ   | 沼尾みゆき                | あなた                      | 099.105 | ×     | 最強女子ボーカリスト3          |
| #54 | 2016年06月01日 | 決勝      | プロ   | 城南海                    | I believe                   | 100.000 | ◎10   | 最強女子ボーカリスト3          |
| #55 | 2016年06月22日 | 予選      | 四天王 | 鈴木杏奈                  | Red Angel                   | 099.678 | ○     | U-18歌うま大甲子園 夏SP        |
| #55 | 2016年06月22日 | 予選      | U-18   | 元永航太                  | 海の声                      | 099.063 | ×     | U-18歌うま大甲子園 夏SP        |
| #55 | 2016年06月22日 | 予選      | U-18   | 佐久間彩加                | 愛のうた                    | 099.155 | ○     | U-18歌うま大甲子園 夏SP        |
| #55 | 2016年06月22日 | 予選      | 四天王 | 堀優衣                    | メイン・テーマ              | 100.000 | ○     | U-18歌うま大甲子園 夏SP        |
| #55 | 2016年06月22日 | 予選      | 四天王 | 佐々木麻衣                | 恋の予感                    | 099.105 | ×     | U-18歌うま大甲子園 夏SP        |
| #55 | 2016年06月22日 | 予選      | U-18   | 藤井舞乃空                | Alone                       | 099.247 | ○     | U-18歌うま大甲子園 夏SP        |
| #55 | 2016年06月22日 | 予選      | 四天王 | 角田龍一                  | 無言坂                      | 099.363 | ○     | U-18歌うま大甲子園 夏SP        |
| #55 | 2016年06月22日 | 予選      | U-18   | 西岡龍生                  | 聖母たちのララバイ          | 099.038 | ×     | U-18歌うま大甲子園 夏SP        |
| #55 | 2016年06月22日 | 決勝      | 四天王 | 角田龍一                  | 時の過ぎゆくままに          | 098.859 | ×     | U-18歌うま大甲子園 夏SP        |
| #55 | 2016年06月22日 | 決勝      | 四天王 | 鈴木杏奈                  | 恋一夜                      | 099.642 | ×     | U-18歌うま大甲子園 夏SP        |
| #55 | 2016年06月22日 | 決勝      | 四天王 | 堀優衣                    | 夢先案内人                  | 099.978 | ◎6    | U-18歌うま大甲子園 夏SP        |
| #56 | 2016年07月13日 | 予選      | U-18   | 竹野留里                  | 川の流れのように            | 098.816 | ○     | チャンピオンズカップ2016       |
| #56 | 2016年07月13日 | 決勝      | U-18   | 竹野留里                  | 涙そうそう                  | 099.530 | ◎1    | チャンピオンズカップ2016       |
| #57 | 2016年07月27日 | 予選      | プロ   | 翠千賀                    | 夏の終わりのハーモニー      | 099.829 | ○     | 歌の異種格闘技戦11             |
| #57 | 2016年07月27日 | 予選      | プロ   | 徳永ゆうき                | 人生一路                    | 099.251 | ○     | 歌の異種格闘技戦11             |
| #57 | 2016年07月27日 | 予選      | プロ   | 彩星りおん                | 夢やぶれて                  | 099.158 | ×     | 歌の異種格闘技戦11             |
| #57 | 2016年07月27日 | 予選      | プロ   | 城南海                    | プラネタリウム              | 099.529 | ○     | 歌の異種格闘技戦11             |
| #57 | 2016年07月27日 | 予選      | プロ   | 宮本美季                  | ただ…逢いたくて             | 099.260 | ×     | 歌の異種格闘技戦11             |
| #57 | 2016年07月27日 | 予選      | プロ   | 翠千賀                    | 見上げてごらん夜の星を      | 099.419 | ◎2    | 歌の異種格闘技戦11             |
| #57 | 2016年07月27日 | 決勝      | プロ   | 城南海                    | Over and Over               | 099.006 | ×     | 歌の異種格闘技戦11             |
| #58 | 2016年08月17日 | 予選      | 一般   | 三好乃武士                | いとしのエリー              | 099.266 | ×     | 全国統一 最強歌うま王          |
| #58 | 2016年08月17日 | 予選      | 一般   | 門田しほり                | fragile                     | 099.566 | ○     | 全国統一 最強歌うま王          |
| #58 | 2016年08月17日 | 決勝      | 一般   | 平野光市郎                | 道                          | 099.030 | ◎1    | 全国統一 最強歌うま王          |
| #59 | 2016年08月31日 | 予選      | プロ   | 中村萌子                  | 見えない星                  | 099.358 | ○     | 最強女子ボーカリスト4          |
| #59 | 2016年08月31日 | 予選      | プロ   | RiRiKA                    | 会いたい                    | 098.787 | ○     | 最強女子ボーカリスト4          |
| #59 | 2016年08月31日 | 決勝      | プロ   | 中村萌子                  | 愛のままで…                 | 098.607 | ×     | 最強女子ボーカリスト4          |
| #59 | 2016年08月31日 | 決勝      | プロ   | RiRiKA                    | 夏の終わり                  | 098.916 | ◎2    | 最強女子ボーカリスト4          |
| #60 | 2016年09月07日 | 予選      | U-18   | 西岡龍生                  | 道                          | 098.998 | ×     | U-18歌うま甲子園               |
| #60 | 2016年09月07日 | 予選      | U-18   | 竹野留里                  | 津軽海峡・冬景色            | 099.469 | ○     | U-18歌うま甲子園               |
| #60 | 2016年09月07日 | 予選      | 四天王 | 佐々木麻衣                | 思案橋ブルース              | 099.318 | ×     | U-18歌うま甲子園               |
| #60 | 2016年09月07日 | 予選      | U-18   | 安大智                    | また逢う日まで              | 099.480 | ×     | U-18歌うま甲子園               |
| #60 | 2016年09月07日 | 予選      | 四天王 | 鈴木杏奈                  | 横須賀ストーリー            | 099.786 | ○     | U-18歌うま甲子園               |
| #60 | 2016年09月07日 | 予選      | U-18   | 佐久間彩加                | あなたに逢いたくて          | 099.282 | ×     | U-18歌うま甲子園               |
| #60 | 2016年09月07日 | 予選      | 四天王 | 角田龍一                  | 幸せな結末                  | 099.045 | ○     | U-18歌うま甲子園               |
| #60 | 2016年09月07日 | 決勝      | U-18   | 竹野留里                  | 追分みなと                  | 099.613 | ×     | U-18歌うま甲子園               |
| #60 | 2016年09月07日 | 決勝      | 四天王 | 鈴木杏奈                  | 白いパラソル                | 100.000 | ◎4    | U-18歌うま甲子園               |
| #60 | 2016年09月07日 | 決勝      | 四天王 | 角田龍一                  | はがゆい唇                  | 098.680 | ×     | U-18歌うま甲子園               |
| #61 | 2016年09月28日 | 予選      | プロ   | MARIA-E                   | ORION                       | 099.479 | ×     | 歌の異種格闘技戦12             |
| #61 | 2016年09月28日 | 予選      | プロ   | RiRiKA                    | ひこうき雲                  | 099.699 | ○     | 歌の異種格闘技戦12             |
| #61 | 2016年09月28日 | 予選      | プロ   | 松阪ゆうき                | あの鐘を鳴らすのはあなた    | 099.701 | ○     | 歌の異種格闘技戦12             |
| #61 | 2016年09月28日 | 予選      | プロ   | 彩星りおん                | 大空と大地の中で            | 099.211 | ×     | 歌の異種格闘技戦12             |
| #61 | 2016年09月28日 | 予選      | プロ   | 沼尾みゆき                | アメイジング・グレイス      | 099.252 | ○     | 歌の異種格闘技戦12             |
| #61 | 2016年09月28日 | 決勝      | プロ   | RiRiKA                    | いのちの歌                  | 100.000 | ◎3    | 歌の異種格闘技戦12             |
| #61 | 2016年09月28日 | 決勝      | プロ   | 松阪ゆうき                | 時の流れに身をまかせ        | 099.367 | ×     | 歌の異種格闘技戦12             |
| #62 | 2016年10月12日 | 予選      | 四天王 | 角田龍一                  | あなたに逢いたくて          | 099.404 | ×     | 2016年間王者決定戦             |
| #62 | 2016年10月12日 | 予選      | U-18   | 竹野留里                  | 人生一路                    | 098.641 | ×     | 2016年間王者決定戦             |
| #62 | 2016年10月12日 | 予選      | 四天王 | 鈴木杏奈                  | 恋心                        | 100.000 | ○     | 2016年間王者決定戦             |
| #62 | 2016年10月12日 | 予選      | 四天王 | 佐々木麻衣                | 京都の恋                    | 099.291 | ×     | 2016年間王者決定戦             |
| #62 | 2016年10月12日 | 予選      | 一般   | せびっちゃマンボ          | 酒と泪と男と女              | 099.035 | ×     | 2016年間王者決定戦             |
| #62 | 2016年10月12日 | 予選      | 四天王 | 堀優衣                    | DESTINY                     | 099.778 | ○     | 2016年間王者決定戦             |
| #62 | 2016年10月12日 | 予選      | プロ   | 翠千賀                    | サイレント・イヴ            | 100.000 | ○     | 2016年間王者決定戦             |
| #62 | 2016年10月12日 | 予選      | プロ   | 城南海                    | 花                          | 099.655 | ○     | 2016年間王者決定戦             |
| #62 | 2016年10月12日 | 予選      | プロ   | 林部智史                  | 好きになって、よかった      | 100.000 | ○     | 2016年間王者決定戦             |
| #62 | 2016年10月12日 | 予選      | プロ   | MARIA-E                   | Everything                  | 099.195 | ×     | 2016年間王者決定戦             |
| #62 | 2016年10月12日 | 予選      | プロ   | 松阪ゆうき                | 季節の中で                  | 099.268 | ×     | 2016年間王者決定戦             |
| #62 | 2016年10月12日 | 予選      | プロ   | 宮本美季                  | 恋人                        | 100.000 | ○     | 2016年間王者決定戦             |
| #62 | 2016年10月12日 | 予選      | プロ   | 結城安浩                  | 初恋                        | 099.411 | ×     | 2016年間王者決定戦             |
| #62 | 2016年10月12日 | 予選      | プロ   | 中村萌子                  | 一番綺麗な私を              | 099.235 | ×     | 2016年間王者決定戦             |
| #62 | 2016年10月12日 | 予選      | プロ   | RiRiKA                    | もう君以外愛せない          | 099.443 | ○     | 2016年間王者決定戦             |
| #62 | 2016年10月12日 | 決勝      | プロ   | RiRiKA                    | 瑠璃色の地球                | 099.536 | ×     | 2016年間王者決定戦             |
| #62 | 2016年10月12日 | 決勝      | プロ   | 城南海                    | Kiss Me Good-Bye            | 099.551 | ×     | 2016年間王者決定戦             |
| #62 | 2016年10月12日 | 決勝      | 四天王 | 堀優衣                    | ごめんね…                   | 099.920 | ×     | 2016年間王者決定戦             |
| #62 | 2016年10月12日 | 決勝      | 四天王 | 鈴木杏奈                  | 千流の雫                    | 099.781 | ×     | 2016年間王者決定戦             |
| #62 | 2016年10月12日 | 決勝      | プロ   | 翠千賀                    | 蘇州夜曲                    | 100.000 | ◎3    | 2016年間王者決定戦             |
| #62 | 2016年10月12日 | 決勝      | プロ   | 林部智史                  | 翳りゆく部屋                | 100.000 | ◎5    | 2016年間王者決定戦             |
| #62 | 2016年10月12日 | 決勝      | プロ   | 宮本美季                  | Hello, my friend            | 100.000 | ◎3    | 2016年間王者決定戦             |

## 過去に行われていたコーナー
番組開始当初、採点バトルの前に「完唱！歌いきりまショー激辛!!」というコーナーが行われる場合があった。カラオケの「完唱!歌いきりまショー!!」機能での採点で歌唱を打ち切られないように、どれだけ長く歌えるかを競う。の2014年8月6日放送で春香クリスティーンが映画『アナと雪の女王』の「Let It Go」を100％歌いきった。

## ネット局・放送時間

### 現在
| 放送地域       | 放送局            | 系列           | 放送日時           | ネット状況 | 備考                |
| -------------- | ----------------- | -------------- | ------------------ | ---------- | ------------------- |
| 関東広域圏     | テレビ東京        | テレビ東京系列 | 日曜 18:30 - 20:50 | 制作局     | 制作局              |
| 北海道         | テレビ北海道      | テレビ東京系列 | 日曜 18:30 - 20:50 | 同時ネット |                     |
| 愛知県         | テレビ愛知        | テレビ東京系列 | 日曜 18:30 - 20:50 | 同時ネット |                     |
| 大阪府         | テレビ大阪        | テレビ東京系列 | 日曜 18:30 - 20:50 | 同時ネット |                     |
| 岡山県・香川県 | テレビせとうち    | テレビ東京系列 | 日曜 18:30 - 20:50 | 同時ネット |                     |
| 福岡県         | TVQ九州放送       | テレビ東京系列 | 日曜 18:30 - 20:50 | 同時ネット |                     |
| 滋賀県         | びわ湖放送        | 独立局         | 日曜 18:30 - 20:50 | 同時ネット |                     |
| 和歌山県       | テレビ和歌山      | 独立局         | 日曜 18:30 - 20:50 | 同時ネット |                     |
| 石川県         | 石川テレビ放送    | フジテレビ系列 | 日曜 13:00 - 14:00 | 遅れネット | [ 注 19 ] [ 注 20 ] |
| 岩手県         | 岩手朝日テレビ    | テレビ朝日系列 | 不定期放送         | 遅れネット | [ 注 21 ] [ 注 22 ] |
| 宮城県         | 東日本放送        | テレビ朝日系列 | 不定期放送         | 遅れネット | [ 注 23 ] [ 注 22 ] |
| 長崎県         | 長崎文化放送      | テレビ朝日系列 | 不定期放送         | 遅れネット |                     |
| 熊本県         | 熊本朝日放送      | テレビ朝日系列 | 不定期放送         | 遅れネット | [ 注 24 ] [ 注 25 ] |
| 鹿児島県       | 鹿児島放送        | テレビ朝日系列 | 不定期放送         | 遅れネット | [ 注 22 ]           |
| 山形県         | テレビユー山形    | TBS系列        | 不定期放送         | 遅れネット | [ 注 26 ]           |
| 長野県         | 信越放送          | TBS系列        | 不定期放送         | 遅れネット |                     |
| 秋田県         | 秋田テレビ        | フジテレビ系列 | 不定期放送         | 遅れネット | [ 注 27 ]           |
| 新潟県         | NST新潟総合テレビ | フジテレビ系列 | 不定期放送         | 遅れネット |                     |
| 静岡県         | テレビ静岡        | フジテレビ系列 | 不定期放送         | 遅れネット | [ 注 28 ]           |
| 岐阜県         | 岐阜放送          | 独立局         | 不定期放送         | 遅れネット |                     |
| 三重県         | 三重テレビ放送    | 独立局         | 不定期放送         | 遅れネット |                     |
| 奈良県         | 奈良テレビ放送    | 独立局         | 不定期放送         | 遅れネット | [ 注 29 ]           |

### 過去
※いずれの局も遅れネット。
| 放送地域 | 放送局           | 系列           | 放送日時           | 備考                |
| -------- | ---------------- | -------------- | ------------------ | ------------------- |
| 福島県   | 福島中央テレビ   | 日本テレビ系列 | 木曜 9:30 - 10:25  | [ 注 31 ]           |
| 鹿児島県 | 鹿児島テレビ放送 | フジテレビ系列 | 土曜 12:55 - 13:50 | [ 注 32 ] [ 注 33 ] |

### 放送時間の変遷
| 期間       | 期間       | 放送時間（日本時間）          |
| ---------- | ---------- | ----------------------------- |
| 2014.04.23 | 2016.03.23 | 水曜日 18:57 - 19:55（58分）  |
| 2016.04.06 | 2017.09.20 | 水曜日 18:55 - 20:00（65分）  |
| 2017.10.11 | 2019.03.27 | 水曜日 19:54 - 21:00（66分）  |
| 2019.04.14 | 2020.09.27 | 日曜日 19:54 - 21:54（120分） |
| 2020.10.11 | 2023.03.26 | 日曜日 18:30 - 21:00（150分） |
| 2023.04.09 | 2023.09.03 | 日曜日 18:55 - 21:00（125分） |
| 2023.10.15 | 2024.03.10 | 日曜日 18:30 - 20:30（120分） |
| 2024.09.15 | 現在       | 日曜日 18:30 - 20:50（140分） |

## 深夜版
不定期に深夜にゴールデンタイムの放送への出場をかけた公開オーディションの放送が行なわれている。
深夜版の司会は柳原可奈子とJOYが担当。

### 深夜版放送リスト
| 放送日         | 放送時間    | サブタイトル                         | ゴールデンタイム 進出者 | 他の出場者                                                   |
| -------------- | ----------- | ------------------------------------ | ----------------------- | ------------------------------------------------------------ |
| 2016年11月22日 | 0:12 - 1:00 | THEカラオケ★バトルオーディション     | 菅原優也 木島ユタカ     | 関真美、吉村俊彦、藤田恵名、都筑亮太、伊倉愛美リバス高瀬一郎 |
| 2017年3月14日  | 0:12 - 1:00 | 特別編「春のグランプリ最終枠争奪戦」 | 髙橋正典                | EMILY(HONEBONE)、湊あかね(predia)、森恵、fumika              |

## スタッフ（2023年10月以降）
- ナレーション：林勇
- 構成：つかはら、尾上彩／舘川範雄
- 技術：鈴木智昭
- 映像：杉山博紀
- カメラ：風間誠（テクノマックス）
- 音声：竹内和正
- 照明：井町成宏
- アートプロデューサー：薬王寺哲朗
- デザイン：金森明日香
- 美術進行：仙田拓也
- 大道具：土田恵佑（東宝舞台）
- 小道具：山下正美
- アクリル：是安弘樹
- 電飾：川添愛加
- モニター：林尚宏
- メイク：山田かつら
- 編集：富田一弘
- MA：大矢研二
- 音効：村松聡
- CG：ノットアットオール
- リサーチ：広瀬直樹、柴田彩貴
- 衣装協力：MONSIEUR NICOLE、はるやま
- 技術協力：テクノマックス、テクノマックスビデオセンター、テレビ東京アート、TACT（旧：TAMCO）、コマデン、東京チューブ
- 協力：第一興商、東京オフラインセンター（東京→以前は技術協力）
- TK：西岡八生子
- デスク：出家李江、畑口沙絢
- 制作スタッフ：伊東風香、賀城友貴、今泉太偉稀、大室麻穂、葛城美乃、山下風雅、石田遥、武田真世【交代制】
- AP：露木寛子（テレビ東京）、橋本美穂・関麻佑子（IVSテレビ制作、関→以前はディレクター→一時離脱→復帰）
- 制作スタッフ・ディレクター：中村るあな(ルアナ)【回によって異なる】
- ディレクター：財津猛、京田莉沙・友岡照吾・松林里奈・佐藤宏太郎・佐藤丁丈・長倉智恵・大月幸菜・稲毛良（IVSテレビ制作）、小平翔之介、加藤貴大、安部聖之（PLATFORM）、久富久伸(信)、市村智哉、桑幡真禄、沖本真菜、鈴木昴太、石鉢智也、嶋田幸太（友岡・加藤・長倉・大月・沖本・鈴木→以前は制作スタッフ、京田→一時離脱→復帰）【交代制】／西川竜介（IVSテレビ制作）【毎回】
- 演出・ディレクター：大塚真史（IVSテレビ制作）【回によって異なる】
- 総合演出：中根三美・野澤尚弘（IVSテレビ制作）
- プロデューサー：三宅優樹（テレビ東京）、佐藤基・川上修（IVSテレビ制作、川上→以前はディレクター→AP）
- チーフプロデューサー：角田康治（テレビ東京）
- 制作協力：IVSテレビ制作
- 製作著作：テレビ東京

### 過去のスタッフ
- ナレーション：中井和哉、島田敏、市川展丈、今村直樹、白石小百合、服部潤
- 構成：小林昌弘、河口ワタル
- 技術：千明裕史、石田和良
- 音声：臼本泰一（テレビ東京）
- 照明：長治憲明、庄司鉄平、小堀雄大
- 小道具：植田幸奈
- 電飾：及川博安
- 編集：小川洋行
- モニター：西念幸彦
- CG：小室泰樹、秋田小百合
- TK：塚越倫子、アイヴリックスタジオ
- デスク：小澤麻衣子、忠岡恵子、片岡万奈、山下幸恵
- 制作スタッフ：乾川優、木村将人、皆川正旨、持田涼子、宮木裕貴、川崎真弥、家迫香澄、江本俊、多湖雄之介、稲毛良、橋本幸輝、山橋愛佳、金城ジョージ、重見真貴、末廣真麻、渡邊朗、小島響子、井上杏花、木津智夏、石川響、潮田真弓、田中文香、安里光平（潮田・田中→以前はディレクターの回あり）
- AP：魚田英孝、竹内もも子、牧田安弘、門間さやか、田中美帆、杉山剛、渡邊恵美、亀井明日香、松本奈緒美
- ディレクター：木内猛、中川亮、伊豆原聡、大田久美子、山崎勝、柳瀬寿明、丸山太嘉志、石野雅明、林佳祐、中山明徳、里永知洋、渡曾恒太、恵村悟、近藤僚祐（近藤→以前は制作スタッフ）、千頭浩隆、中江麻依華、加藤佐英里、田中義巳（田中→一時離脱→復帰）
- プロデューサー：柴幸伸・溝田和史（テレビ東京）、高橋葉子、長尾真、伊達和輝、三好剛（三好→IVSテレビ制作）
- チーフプロデューサー：関光晴・縄谷太郎・澤井伸之・井関勇人（テレビ東京）
- 制作協力：オンリー・ワン、MUlHolland

## THEカラオケ★バトルコンサート

### 概要(2016年5月)
2016年5月4日（昼、夜2公演）、5月5日（昼1公演）に神奈川県相模原市の相模女子大学グリーンホール大ホールにて、本番組の常連出場者である城南海、RiRiKA、翠千賀、佐々木麻衣、堀優衣、角田龍一（以上は3公演すべてに出演）、つるの剛士、林部智史、鈴木杏奈（以上は2公演に出演）、JOY、木山裕策、西岡龍生（以上は1公演に出演）によるコンサートが行われた。基本的にプロの出演者がそれぞれ2曲ずつ採点なしで披露したほか、U-18の4人は、コンサート内で2組に分かれてプロとのデュエット対決を行い、カラオケマシンによる精密採点で優勝すれば、特典として1曲ソロで歌えるという内容で行われた（佐々木麻衣、鈴木杏奈ペアが1度優勝）。
このイベントのために、THEカラオケ★バトルのロゴ入りの扇子、湯のみ、ミニタオル、アルバム、紅白饅頭が作られ、会場で販売された。

### 公演日程
| 日時           | 開催地                             | 出演者 |
| -------------- | ---------------------------------- | --- |
| 2016年5月4日   | 相模女子大学グリーンホール大ホール | 城南海、RiRiKA、翠千賀、佐々木麻衣、堀優衣、角田龍一 つるの剛士、林部智史、鈴木杏奈、JOY、木山裕策、西岡龍生     |
| 2016年5月5日   | 相模女子大学グリーンホール大ホール | 城南海、RiRiKA、翠千賀、佐々木麻衣、堀優衣、角田龍一 つるの剛士、林部智史、鈴木杏奈、JOY、木山裕策、西岡龍生     |
| 2016年11月26日 | 福岡国際会議場                     | fumika、翠千賀、森恵、RiRiKA、角田龍一、堀優衣                                                                   |
| 2016年12月23日 | 岡山市民文化ホール                 | つるの剛士、翠千賀、宮本美季、RiRiKA、佐々木麻衣、鈴木杏奈                                                       |
| 2017年2月18日  | 府中の森芸術劇場                   | 城南海、つるの剛士、翠千賀、宮本美季、RiRiKA、佐々木麻衣、鈴木杏奈、角田龍一、堀優衣                             |
| 2017年6月24日  | 東京ドームシティホール             | つるの剛士、翠千賀、RiRiKA、佐々木麻衣、鈴木杏奈、角田龍一、堀優衣、竹野留里、佐久間彩加、西岡龍生リバス高瀬一郎 |
| 2018年4月14日  | 中野サンプラザ                     | 城南海、翠千賀、RiRiKA、宮本美季、海蔵亮太、堀優衣、佐々木麻衣、鈴木杏奈、佐久間彩加                             |
| 2019年6月9日   | 中野サンプラザ                     | 城南海、翠千賀、RiRiKA、海蔵亮太、堀優衣、佐々木麻衣、鈴木杏奈、佐久間彩加、原藤由衣                             |
| 2019年10月27日 | 大阪オリックス劇場                 | 城南海、翠千賀、RiRiKA、宮本美季、海蔵亮太、堀優衣、佐々木麻衣、鈴木杏奈、佐久間彩加                             |

## 関連作品
詳細は「THEカラオケ★バトルのディスコグラフィ」を参照。

### CD
- テレビ東京系「THEカラオケ★バトル」BEST ALBUM（2016年12月21日、ポニーキャニオン）[139]
- テレビ東京系「THEカラオケ★バトル」BEST ALBUM II（2017年8月2日、ポニーキャニオン）[140]
- テレビ東京系「THEカラオケ★バトル」 BEST ALBUM III（2017年12月20日、ポニーキャニオン）[141]

### DVD
- THE カラオケ★バトル 2016年間チャンピオン決定戦 - 2016年10月12日放送回[142]を収録[143]。
- THE カラオケ★バトル 2016　U-18歌うま甲子園 - 2016年9月7日放送回[144]を収録[145]。

## 関連・類似番組
- テレ東音楽祭
  - 2016年6月29日放送のテレ東音楽祭（3）で、本番組の最多優勝回数者である城南海が生放送内で100点満点獲得に挑むという企画を行い、「LOVE LOVE LOVE」を披露したが、採点結果は99.957点となり100点満点にわずかに及ばなかった[146]。
  - 2017年6月28日放送のテレ東音楽祭（3）で、U-18最年少四天王鈴木杏奈が生放送内で100点満点獲得に挑むという企画を行い、「クラシック」を披露して、100点を獲得した[147]。
- 金曜7時のコンサート〜名曲!にっぽんの歌〜 - 『木曜8時のコンサート』時代から、本番組の常連出場者である城南海、RiRiKA、林部智史等が度々出演。
- お笑い芸人歌がうまい王座決定戦スペシャル（フジテレビ） - 当番組同様のカラオケ番組。当番組と同番組の異なる点としては、当番組では全てカラオケの採点マシンを使用して審査するのに対して、同番組では芸能人（人間）の審査員が審査する。司会はくりぃむしちゅー。2005年〜不定期放送されている。